# Gladiatore

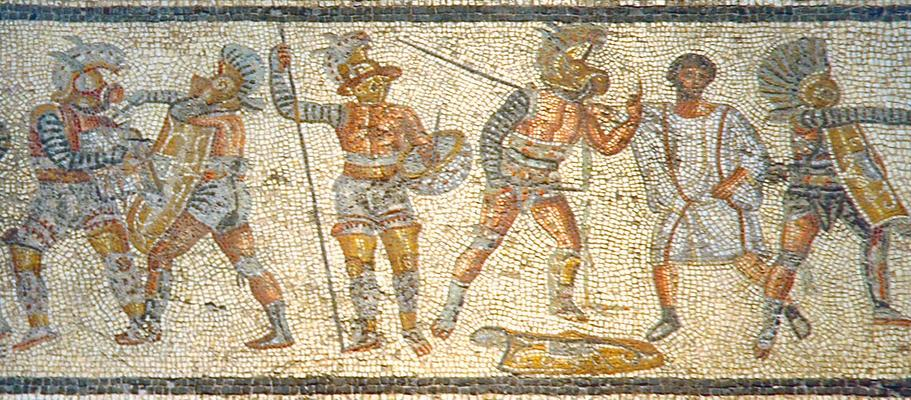
il mosaico di Zliten rinvenuto a Zliten raffigurante gladiatori.
Da sinistra a destra si riconoscono: un trace che combatte con un mirmillone; un hoplomachus accanto ad un mirmillone privato dello scudo che segnala all'arbitro la propria sconfitta; un altro mirmillone impegnato a combattere.

Il gladiatore (in latino gladiātor) era un particolare lottatore dell'antica Roma. Il nome deriva da gladio, la spada utilizzata dai legionari romani utilizzata anche dai lottatori. I gladiatori combattevano in specifici spettacoli chiamati munera per la realizzazione dei quali si sviluppò la struttura architettonica dell'anfiteatro.
L'origine della figura del gladiatore è ricollegata all'istituzione del cosiddetto munus (al plurale munera, da cui il nome degli spettacoli), il dovere/obbligo dovuto dalle famiglie benestanti ai propri defunti, durante le quali uomini armati, alla presenza di un arbitro, si battevano per onorare il defunto. Legati all'iniziativa dei privati e comunque destinati al popolo romano, i munera erano in origine distinti dai Ludi, gli spettacoli sponsorizzati dallo Stato. L'origine dei munera è ancora oggetto di dibattito, seppur si tenda a leggerla come una pratica proveniente dall'Etruria o dalla Campania poi adottata dai Romani. Se ne hanno testimonianze sistematiche a partire dai riti funebri romani durante le guerre puniche (III secolo a.C.) e da allora in poi divennero rapidamente un elemento essenziale della politica e della vita sociale del mondo romano. Col tempo infatti questi combattimenti persero l'originale connotazione di cerimonia funebre e si trasformarono in spettacoli di massa offerti da facoltosi personaggi e dall'imperatore stesso, assumendo spesso la funzione di propaganda politica per procurarsi consenso ed accrescere il proprio prestigio, divenendo forse il più iconico esempio di quell'influente meccanismo di potere efficacemente descritto dalla nota locuzione di Giovenale panem et circenses. Entrati de facto nel novero dei Ludi in epoca imperiale, i munera, ormai controllati dallo Stato, potevano essere ordinaria, previsti cioè in occasione di certe festività, o extraordinaria per celebrare particolari occasioni.
La tradizione dei munera corse parallelamente alla storia repubblicana ed imperiale di Roma per circa sette secoli, raggiungendo il loro apice tra il I secolo a.C. e il II secolo d.C., finché l'imperatore Onorio ne ordinò l'abolizione nel 404 e Valentiniano III li proibì definitivamente nel 438.
I munera, certamente mortali, erano molto regolamentati e non somigliavano per niente alla rappresentazione presentata dai film di Hollywood. Tuttavia, gli stessi romani si interrogarono molto presto sull'interesse e la legittimità di un tale spettacolo. Alla gladiatura necessitava, in effetti, il riconoscimento ai diritti legati alla cittadinanza romana; ma ciò era pressappoco un'eresia per i romani. Per certuni, il gioco valeva la candela poiché la gloria e la fortuna raccolta nell'arena erano veramente considerevoli. Non bisogna però confondere i combattimenti di gladiatori con i veri spettacoli nei quali venivano impiegati animali selvatici (le venationes) o venivano proposte ricostruzioni di battaglie, come le naumachie. Parimenti, è importante ricordare che i munera non furono praticati uniformemente nelle terre dell'Impero romano: in Egitto e in Medio Oriente, in particolare, lo spettacolo principe restò sempre la corsa dei carri, in uso anche a Roma. Gli storici studiano ormai con una nuova ottica più sportiva la gladiatura romana, in netta contrapposizione alla storiografia classica, influenzata dalla fede cristiana, molto ostile a certe pratiche.

## Esegesi delle fonti
Le fonti relative ai gladiatori sono relativamente abbondanti ma distribuite in modo diseguale nel tempo: non mancano per l'Alto Impero ma sono molto più rare per gli altri periodi. Sono fonti di diversa natura: letterarie, epigrafiche e iconografiche, ma anche, seppur rarissimi, reperti. I romani non ci hanno lasciato un "trattato" sui gladiatori bensì molte fonti letterarie il cui argomento non è il gladiatore ma in cui possiamo raccogliere informazioni sparse su di lui. L'iconografia è abbondante (il corpus iconografico compilato da Éric Teyssier nel 2015 comprende quasi 1.600 immagini) e su vari supporti: mosaici, bassorilievi, statuette, dipinti, calici in vetro modellato ma anche graffiti e numerosi medaglioni di lampade a olio. Ci informa sulla panoplia dei gladiatori o sulle loro tecniche di combattimento nonché sull'evoluzione delle stesse. È l'epigrafia che permette di scoprire i destini individuali dei gladiatori attraverso iscrizioni funerarie ricche di informazioni sull'età, l'origine, la carriera, la famiglia di un gladiatore o anche la sua mentalità. Gli artefatti legati alla gladiatura sono invece estremamente rari: la maggior parte degli equipaggiamenti rinvenuti sono stati ritrovati in un unico luogo, la caserma dei gladiatori di Pompei. Le più antiche rappresentazioni di combattimenti rituali in Italia sono state ritrovate in Campania nelle tombe lucane di Paestum, datate tra il 380 e il 320 a.C. A Roma, il più antico combattimento di gladiatori menzionato nei testi ebbe luogo nel 264 a.C.

## Storia

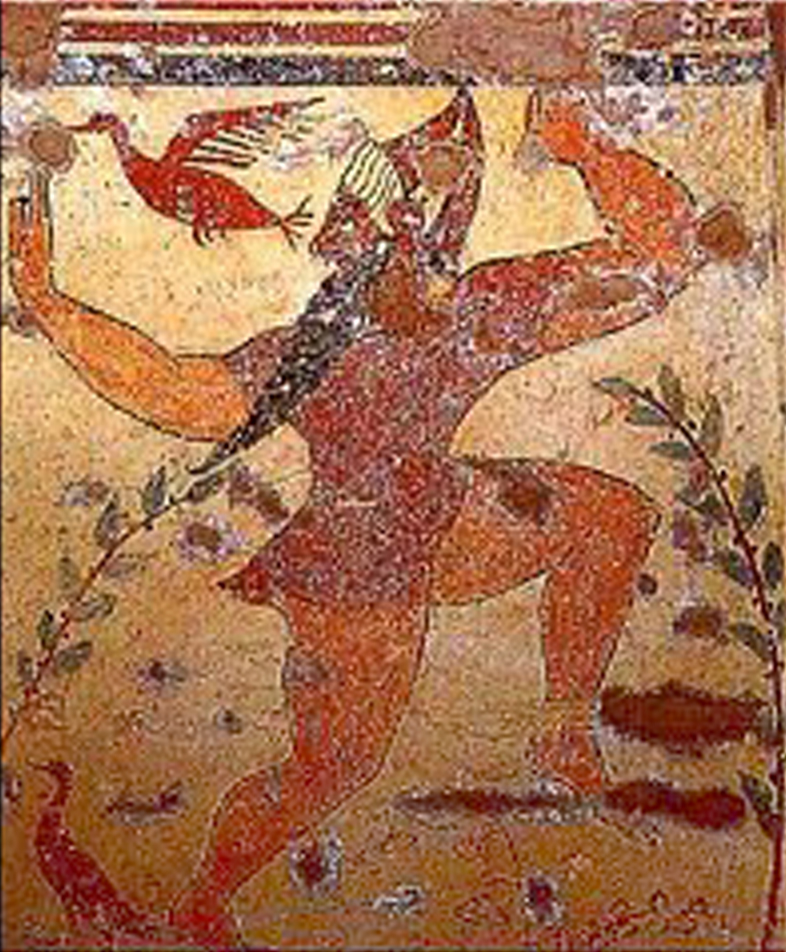
Il Phersu, antenato etrusco dei gladiatori romani - affresco nella Tomba degli Auguri, Necropoli dei Monterozzi, Tarquinia.

L'origine della figura del gladiatore è ricollegata all'istituzione del cosiddetto munus (al plurale munera, da cui il nome degli spettacoli), il dovere/obbligo dovuto dalle famiglie benestanti ai propri defunti, durante le quali uomini armati, alla presenza di un arbitro, si battevano per onorare il defunto. Legati all'iniziativa dei privati e comunque destinati al popolo romano, i Munera erano in origine distinti dai Ludi, gli spettacoli sponsorizzati dallo Stato. L'origine dei munera è ancora oggetto di dibattito, seppur si tenda ad interpretarla come una pratica di culto degli antenati sviluppatasi nella Penisola presso una popolazione diversa dai Romani, una forma alternativa e meno cruenta al sacrificio umano sviluppatasi o in Etruria o in Campania e poi mutuata dai Romani.
Si hanno notizie sistematiche dei munera nell'Urbe come parte dei riti funebri dei patrizi romani al tempo delle Guerre puniche (III secolo a.C.) e da allora in poi divennero rapidamente un elemento essenziale della vita sociale e politica del mondo romano, allora in rapidissima espansione (v.si Suddivisioni e cronologia delle province romane). Già nella prima metà del II secolo a.C., gli scontri tra gladiatori erano ormai tanto comuni che potevano essere ignorati dalla registrazione ufficiale e persero progressivamente l'originale connotazione cerimoniale-funeraria trasformandosi in spettacoli di massa offerti da facoltosi personaggi (lat. editores o munerarii) che principiarono a servirsene come strumento di propaganda politica per procurarsi consenso ed accrescere il proprio prestigio. Il gladiatore divenne forse il più iconico esempio di quell'influente meccanismo di potere efficacemente descritto dalla nota locuzione del poeta Giovenale (50/60–127 d.C.) «panem et circenses».
Parallelamente, la figura del gladiatore passò da quella del prigioniero di guerra condannato a morte tramite combattimento al combattente professionista, spesso di origine servile ma non solo, forse già alla fine del III secolo a.C. Questi combattenti professionisti necessitavano forzatamente di apposite scuole/caserme nelle quali essere debitamente addestrati che furono anch'esse chiamate ludi. Le scuole gladiatorie, tanto quanto la nuova tipologia di edifici appositamente sviluppati per ospitare i munera, gli anfiteatri, di diffusero massicciamente, a Roma tanto quanto in Italia e poi nelle province, a partire dal I secolo a.C.

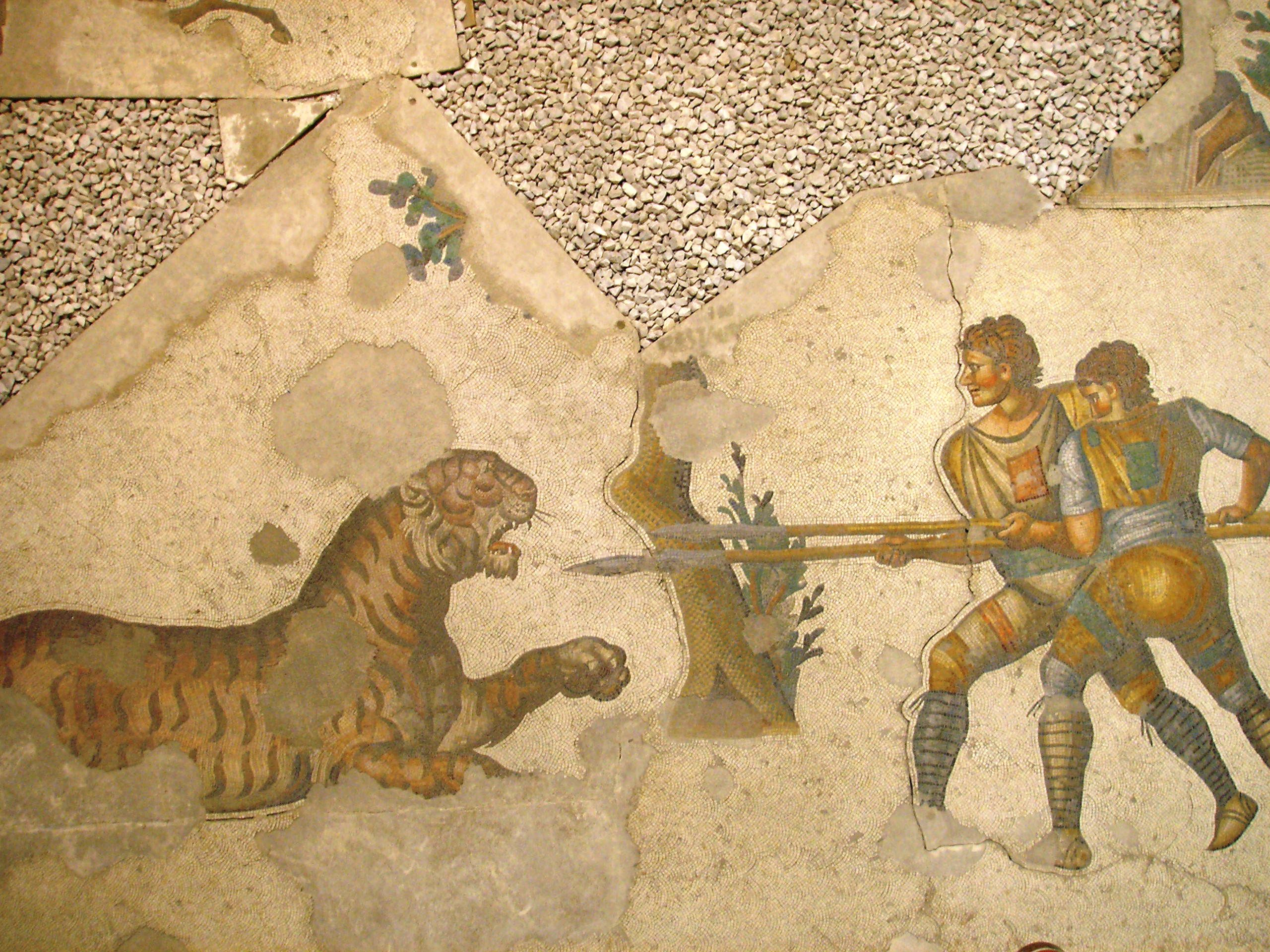
Scena di venatio - mosaico del V secolo al Museo dei Mosaici di Istanbul.
A differenza dei munera, le venationes continuarono ad essere ampiamente organizzate sino al VI secolo inoltrato.

Nel medesimo periodo, coincidente con il passaggio di Roma da Repubblica ad Impero, i munera erano ormai entrati de facto nel novero dei Ludi, oltre ad essere ormai un potente elemento di condizionamento della vita politica la cui organizzazione era funzionale al cursus honorum del loro editor. Nel contesto di tensione politica e complotti di quegli anni, caratterizzati appunto da editores molto spregiudicati, valga su tutti l'esempio di Giulio Cesare, non mancarono poi le leggi suntuarie con le quali il Senato di Roma tentò di addomesticare i munera. Ciò avvenne però solo per opera di Augusto, al principio dell'Impero, che li distinse in ordinaria, previsti cioè in occasione di certe festività, o extraordinaria per celebrare particolari occasioni, oltre a definire le categorie gladiatorie (lat. armaturae), stabilire le regole del combattimento, la disposizione dei posti a sedere nell'anfiteatro, ecc. I suoi successori, la dinastia giulio-claudia (27 a.C.–68 d.C.), furono del pari attivi promotori di spettacoli e, inevitabilmente, organizzatori e costruttori d'anfiteatri e scuole gladiatorie. Sotto la successiva dinastia flavia (69–96) i munera in Roma furono interessati da un'importante riassetto logistico che portò alla costruzione di un vero e proprio "polo" comprendente il Colosseo, il Ludus Magnus e molto altro. Il gettito di denaro prodotto e consumato da questi spettacoli, tra organizzazione, scommesse, ecc., raggiunse, sotto i successivi Imperatori adottivi (96–180 d.C.), cifre tali da richiamare sistematicamente l'attenzione del fisco imperiale: ad esempio, l'imperatore Marco Aurelio (r. 161–180 d.C.) dovette limitare a 12.000 sesterzi lo stipendio di un gladiatore di grido.
La tradizione dei munera corse parallelamente alla storia di Roma per circa sette secoli, raggiungendo l'apice tra il I secolo a.C. e il II secolo d.C. e principiando ad indebolirsi con la crisi del III secolo d.C. La definitiva affermazione del Cristianesimo a Roma nel corso del IV secolo d.C. contribuì al declino dei munera che si concretizzò comunque solo sotto la dinastia teodosiana (379–457 d.C.): l'imperatore Onorio (r. 395–423 d.C.) ne ordinò l'abolizione nel 404 d.C. e Valentiniano III (r. 425–455 d.C.) li proibì definitivamente nel 438 d.C. Le Venationes, spettacoli nei quali una specifica categoria di gladiatori, i bestiarii, combattevano contro le fiere (orsi, leoni, leopardi, ecc.), continuarono invece sino al VI secolo: es. nella Cartagine dominata dai Vandali (429–534 d.C.), il poeta Luxorius compose all'inizio del secolo un epitaffio in onore del giovane bestiario Olimpio. A questo punto, l'interesse per le sfide gladiatorie era scemato in tutto il mondo romano.

## Cronologia sommaria della gladiatura
| Anno (A.C.) | Anno (D.C.) | Evento |
| ----------- | ----------- | --- |
| 264         |             | Primo spettacolo ufficiale di gladiatori a Roma, nel Foro Boario. |
| 105         |             | I combattimenti dei gladiatori vengono inseriti nei giochi pubblici romani, i Ludi, dai consoli in carica. |
| 73-71       |             | Terza guerra servile, meglio nota come "Rivolta di Spartaco" dal nome di Spartaco, gladiatore che guidò ed organizzò gli schiavi ribelli arrivando a minacciare il controllo di Roma sulla penisola italica. |
| 35          |             | Strabone riferisce nella Geografia della trappola ai danni di un certo Seleuro, detto figlio della città di Aitna che, portato a Roma per assistere ai combattimenti fra gladiatori, fu fatto sbranare dalle belve. |
|             | 27          | "Tragedia di Fidenae": Approfittando della politica di austerità di Tiberio, alcuni opportunisti mettevano su delle prove che non erano assolutamente coperte dalle migliori garanzie di sicurezza. Il crollo di un anfiteatro edificato in fretta e furia a Fidenae, qualche chilometro fuori Roma, segnò profondamente i Romani. Tacito, che racconta la tragedia negli Annales, cita la cifra di 50.000 tra morti e feriti. In conseguenza di questa tragedia, la legislazione sull'organizzazione dei giochi fu successivamente molto regolamentata in tutto l'Impero. |
|             | 37          | In controtendenza al regno dello zio Tiberio, l'imperatore Caligola moltiplicò il numero delle corse dei carri e di altre competizioni a Roma privilegiando la gladiatura, che già di suo era lo spettacolo preferito rispetto alla boxe ed alle corse dei carri. |
|             | 80          | L'imperatore Tito inaugura a Roma il Colosseo. |
|             | 192         | L'imperatore-gladiatore Commodo viene assassinato dal suo allenatore-gladiatore Narcisso. |
|             | 200         | L'imperatore Settimio Severo proibisce il ricorso a gladiatori di sesso femminile. |
|             | 325         | L'imperatore cristiano Costantino I proibisce la condanna alla gladiatura per i criminali. |
|             | 393         | L'imperatore cristiano Teodosio I, imposto il cristianesimo come religione di stato, inizia a de-paganizzare gli eventi pubblici. |
|             | 399         | L'imperatore Onorio abolisce i munera e chiude le scuole gladiatorie nell'Impero Romano d'Occidente. |
|             | 439         | Ultimi combattimenti di gladiatori a Roma. |

## Organizzazione
I primi munera avvenivano presso o vicino alla tomba del defunto e questi erano organizzati da un munerator, lett. "colui che faceva l'offerta". I giochi successivi furono tenuti da un editore, identico al munerator o a un funzionario da lui impiegato. Con il passare del tempo, questi titoli e significati potrebbero essersi fusi. In epoca repubblicana, i privati cittadini potevano possedere e addestrare gladiatori, oppure affittarli da un lanista (proprietario di una scuola di addestramento per gladiatori - v.si seguito). Dal Principato in poi, i privati cittadini potevano detenere munera e possedere gladiatori solo con il permesso imperiale e il ruolo di editore era sempre più legato all'ufficialità statale. La legislazione di Claudio richiedeva che i questori, il grado più basso di magistrato romano, sovvenzionassero personalmente due terzi dei costi dei giochi per le loro comunità in caso di piccole città, formalizzando così un esborso di denaro fisso che era ad un tempo una pubblicità della generosità personale del politico ed una parziale compravendita della loro carica. Giochi più importanti venivano organizzati da magistrati di alto livello che potevano permetterseli meglio. I più grandi e sontuosi di tutti furono pagati dall'imperatore stesso.

## I gladiatori

### Categorie

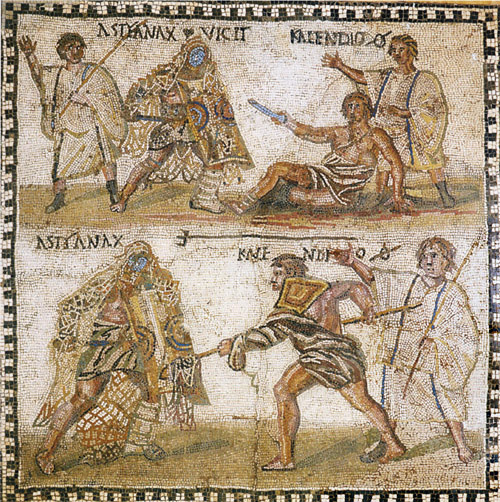
Un retiarius combatte un secutor, mosaico del 79 d.C.

I primi tipi di gladiatori presero il nome dai nemici della Repubblica di Roma: i Sanniti, i Traci e i Galli. Il Sannita, pesantemente armato, elegantemente armato e probabilmente il tipo più popolare, fu ribattezzato Secutor e il Gallo ribattezzato Murmillo (it. Mirmillone), nel momento in cui le terre abitate da quei popoli furono assorbite nell'impero. Nel munus medio-repubblicano, ogni tipologia di gladiatore combatteva o con i propri simili o con un tipo assimilabile. Nella tarda Repubblica e nel primo Impero furono introdotti vari tipi di "fantasia" e furono contrapposti tipi di gladiatori dissimili ma complementariː es. l'agile Retiarius ("uomo della rete"), a capo scoperto, corazzato solo sul braccio e sulla spalla sinistra, usava la rete ed il tridente per poi spacciare con il pugnale il Secutor più pesantemente corazzato e protetto da un solido elmo. La maggior parte delle raffigurazioni di gladiatori mostra i tipi più comuni e popolari, relativamente ai quali oggi disponiamo di attendibili ricostruzioni storiche. Altre novità introdotte in questo periodo includevano gladiatori che combattevano su carri da guerra o in formazioni di cavalleria.
Il commercio dei gladiatori era esteso a tutto l'impero e soggetto alla supervisione ufficiale. Il successo militare di Roma produsse una scorta di soldati-prigionieri che furono ridistribuiti per l'uso nelle miniere o negli anfiteatri demaniali e per la vendita sul mercato aperto. Ad esempio, all'indomani della Prima guerra giudaica, le scuole dei gladiatori ricevettero un afflusso di giudei: quelli rifiutati per l'addestramento furono inviati direttamente nelle arene come noxii (lett. "quelli dolorosi"), mentre i più robusti furono mandati a Roma. Nell'etica militare di Roma, ai soldati nemici che si erano arresi o avevano permesso la propria cattura e riduzione in schiavitù era concesso un immeritato dono della vita. Il loro addestramento come gladiatori equivaleva ad un riscatto dell'onore tramite il munus.
Altre due fonti di gladiatori, rinvenute sempre più durante il Principato e l'attività militare relativamente bassa della Pax romana, erano gli schiavi condannati all'arena, i damnati, alle scuole o ai giochi dei gladiatori (ad ludum gladiatorium) come punizione per i crimini, e i volontari (auctorati) che alla fine della Repubblica potrebbero aver costituito circa la metà, forse la metà più capace, di tutti i gladiatori. L'uso dei volontari ebbe come precedente il munus iberico di Scipione Africano ma allora nessuno dei volontari fu pagato.
Per i poveri e per i non cittadini, l'iscrizione a una scuola di gladiatori offriva un mestiere, cibo regolare, alloggi e la possibilità di fama e fortuna in battaglia. Marco Antonio scelse una compagnia di gladiatori come sua guardia del corpo personale. I gladiatori di solito conservavano il loro premio in denaro e tutti i regali che ricevevano e questi potevano essere sostanziosi. Tiberio offrì a diversi gladiatori in pensione 100.000 sesterzi ciascuno per tornare nell'arena. Nerone diede al gladiatore Spiculo proprietà e residenza «uguali a quelle degli uomini che avevano celebrato i trionfi.»
Nel seguito, le principali classi di gladiatori dell'epoca imperiale:
| Classe                | Equipaggiamento | Avversario                   |
| --------------------- | --- | ---------------------------- |
| Eques                 | Tunica. Elmo. Lancia da cavalleria, spada lunga (spatha) e scudo rotondo. Combatteva a cavallo.                                                                                                  | Eques                        |
| Mirmillone (ex-Gallo) | Subligaculum (perizoma). Grande elmo crestato con visiera e penne, lorica manica (dx) e grande schiniere (sx). Spada (gladius) e grande scudo rettangolare ricurvo (scutum).                     | Trace o Oplomaco             |
| Trace                 | Subligaculum (perizoma). Grande elmo crestato con visiera e testa di grifone, lorica manica (dx), schinieri e cosciali imbottiti. Corta spada curva (sica) e piccolo scudo rettangolare ricurvo. | Mirmillone o (raro) Oplomaco |
| Oplomaco              | Come il trace ma con Lancia (hasta), Spada (gladius) e piccolo scudo tondo. | Mirmillone o (raro) Trace    |
| Secutor (ex-Sannita)  | Mirmillone specializzato nel combattimento contro il Reziario, con un elmo ovale dotato di piccolissime fessure oculari.                                                                         | Reziario                     |
| Reziario              | Subligaculum (perizoma). Spallaccio (galerus) e lorica manica. Rete da pesca, tridente e pugnale (pugio).                                                                                        | Secutor o Scissor            |
| Pontarius             | Reziario che combatteva su di un ponte con due rampe d'accesso. Era munito di proiettili (pietre) oltre al suo equipaggiamento standard.                                                         | 2 Secutor                    |
| Scissor               | Secutor specializzato, privo di scutum e manica ma con un manicotto corazzato dotato di lama a mezzaluna inastata ed una corazza (hamata o squamata)                                             | Reziario                     |
| Provocator            | Elmo legionario. Una protezione di metallo sul petto a forma di mezzaluna (il pectorale), schiniere (sx) e manica (dx). Scutum e gladius.                                                        | Provocator                   |
| Essedarius            | Combatteva su di un essedum, carro da guerra di tipo celtico. Elmo legionario (succ. elmo da secutor), manica (dx) e uose. Gladius.                                                              | Essedarius                   |

#### Galleria di equipaggiamento gladiatorio

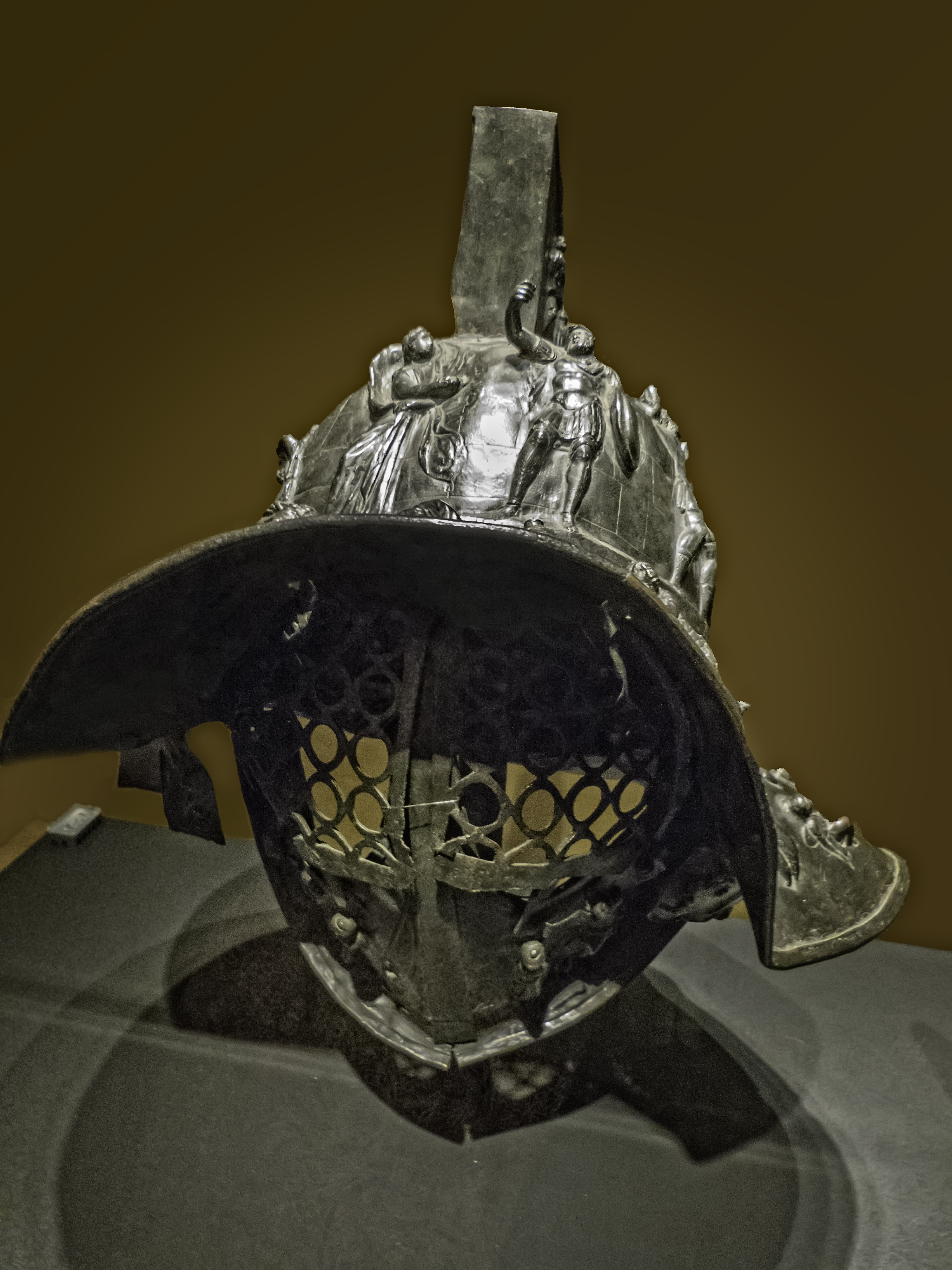
Elmo di mirmillone con scene della Guerra di Troia - Ercolano (I sec.)
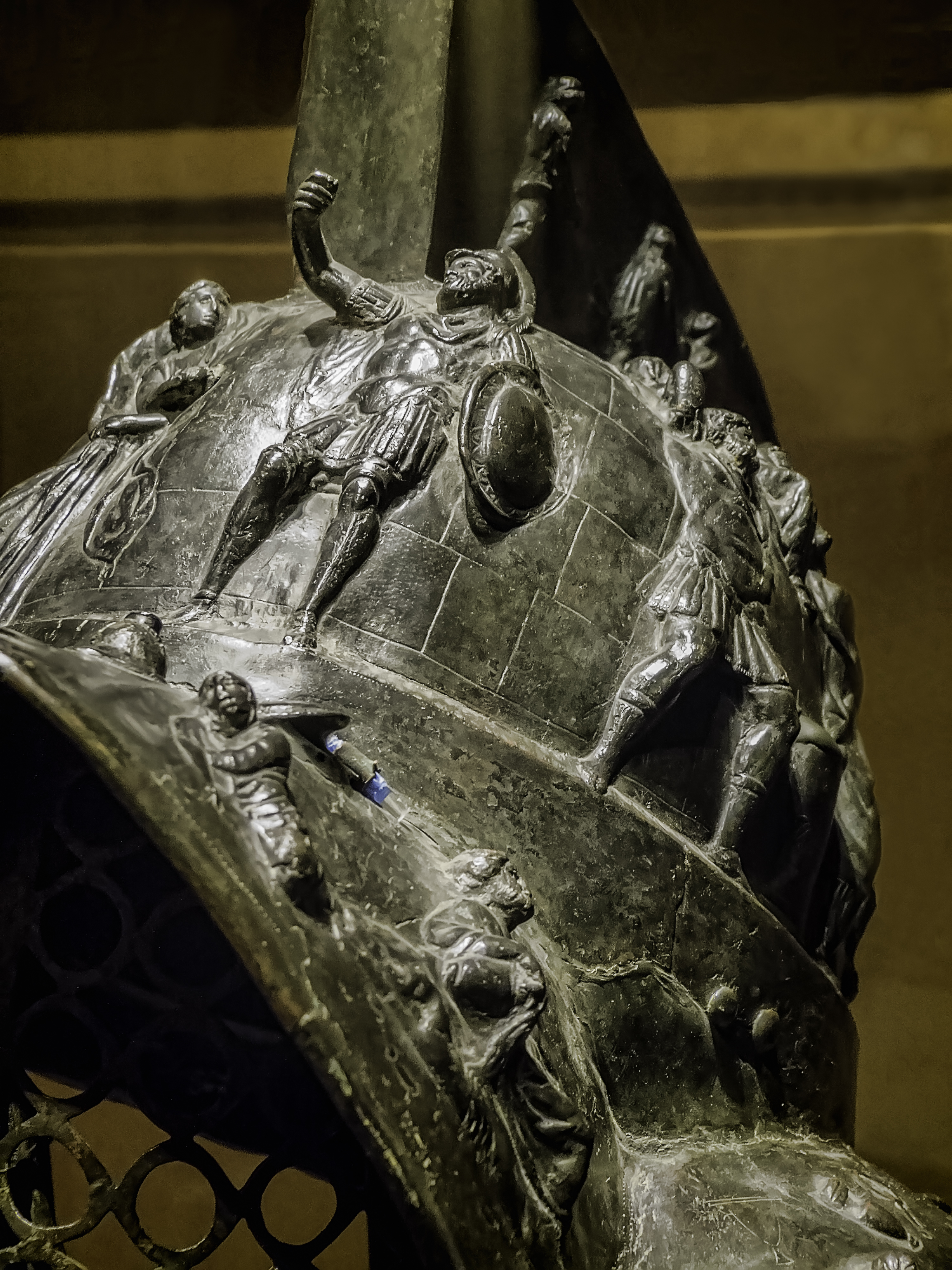
Elmo di mirmillone con scene della Guerra di Troia (DETTAGLIO) - Ercolano (I sec.)
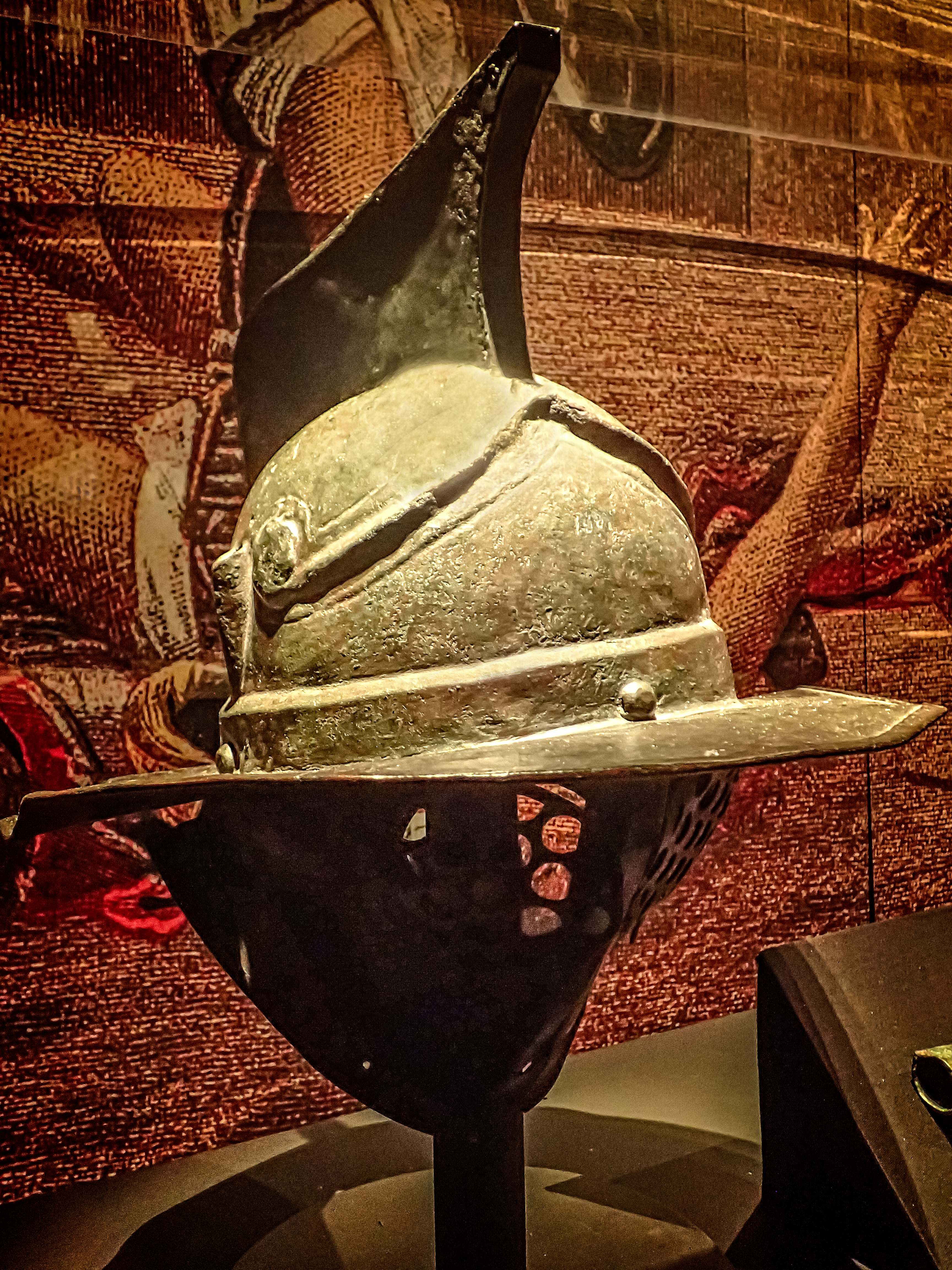
Elmo rinvenuto nella scuola gladiatoria di Pompei
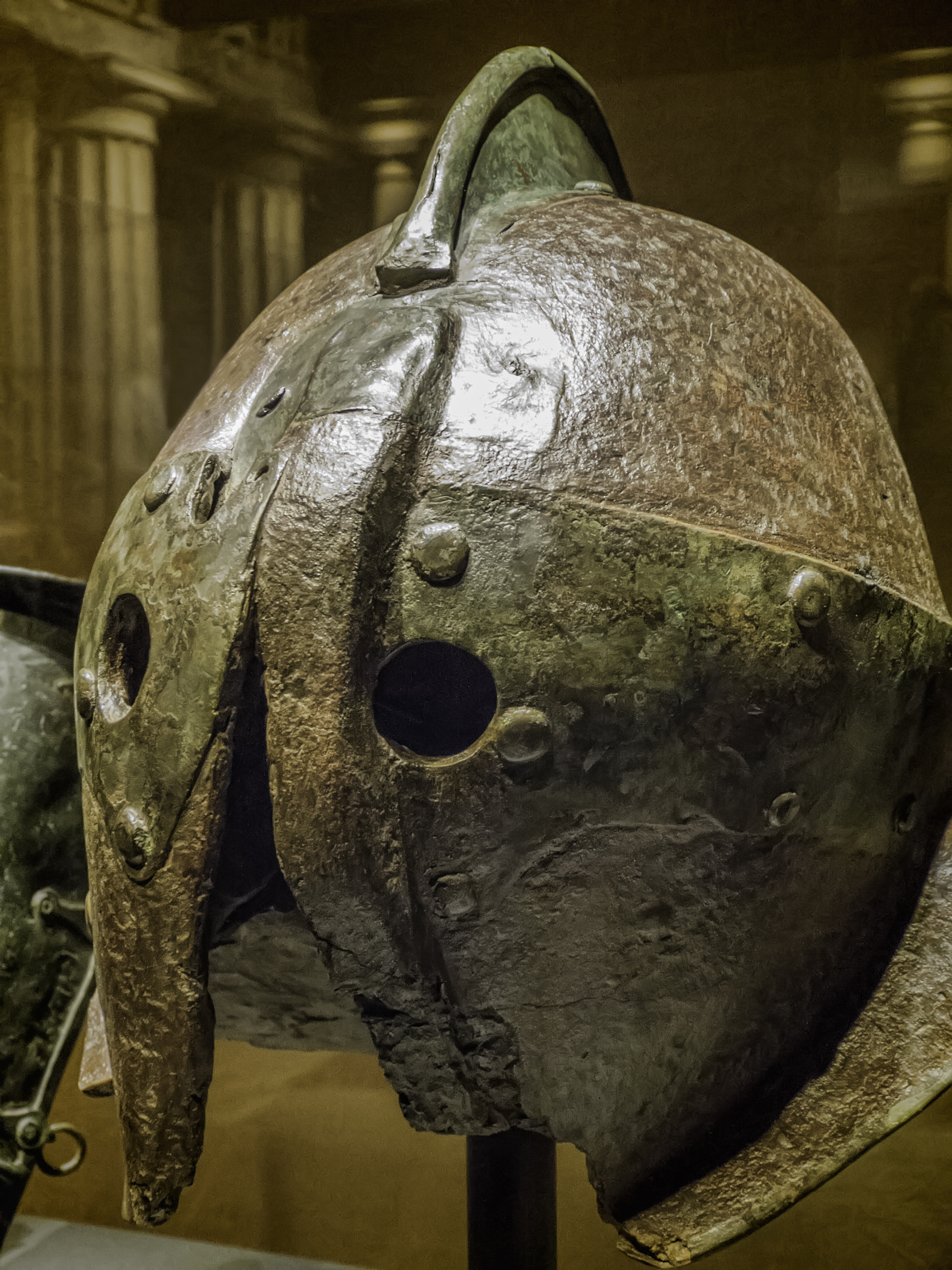
Elmo gladiatorio in ferro da Ercolano
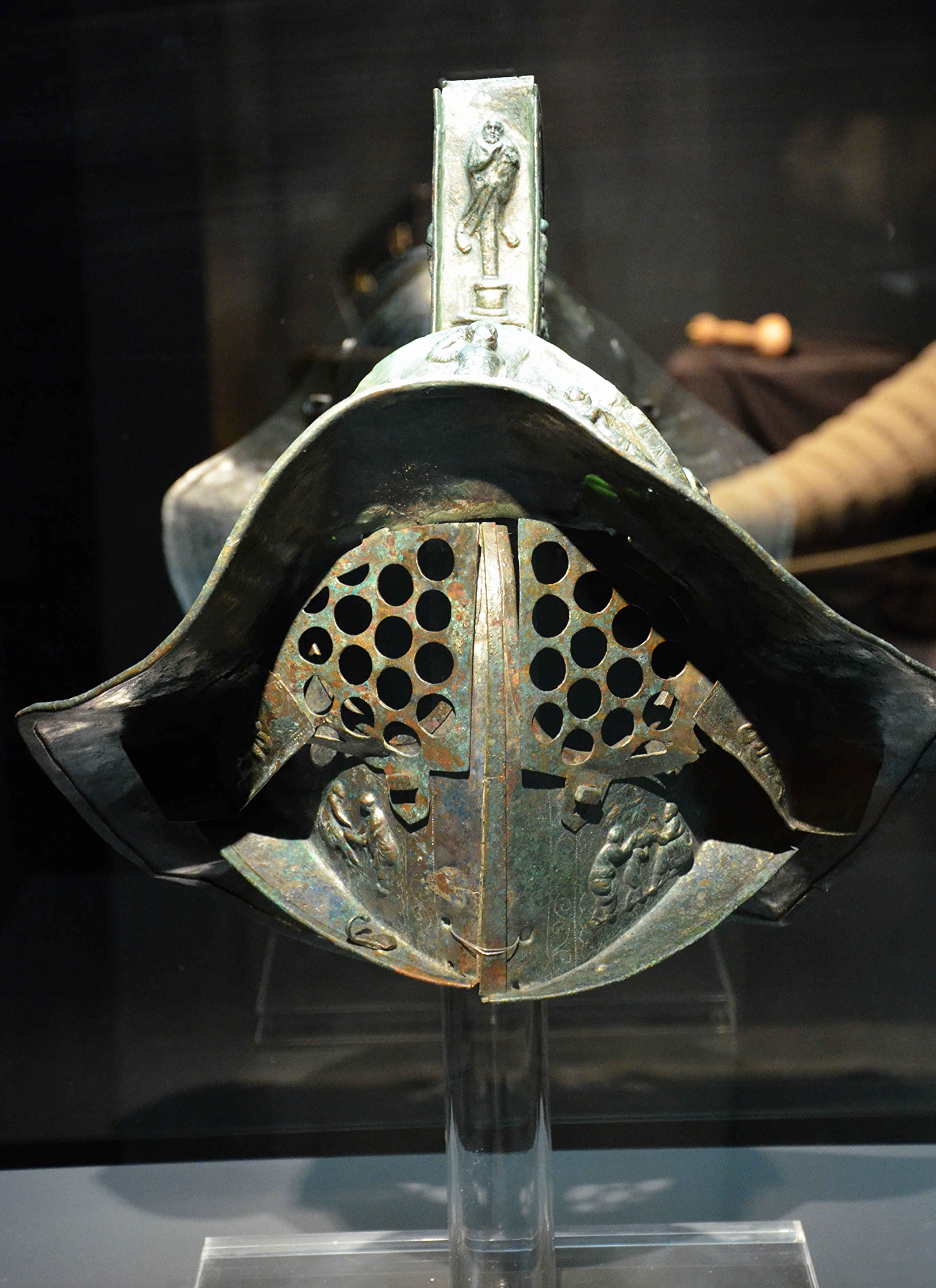
Elmo gladiatorio rinvenuto a Pompei
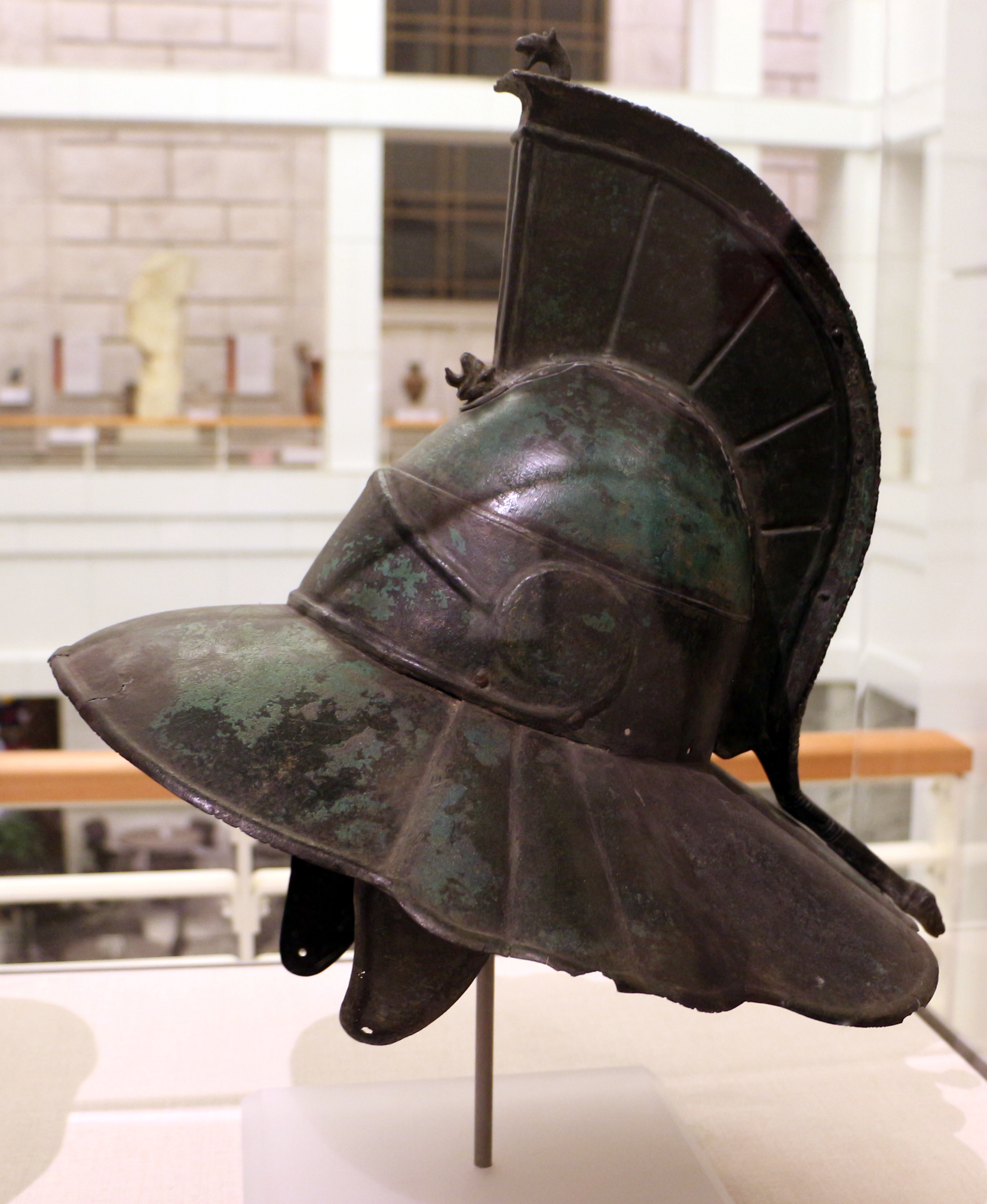
Elmo gladiatorio del I-III sec.
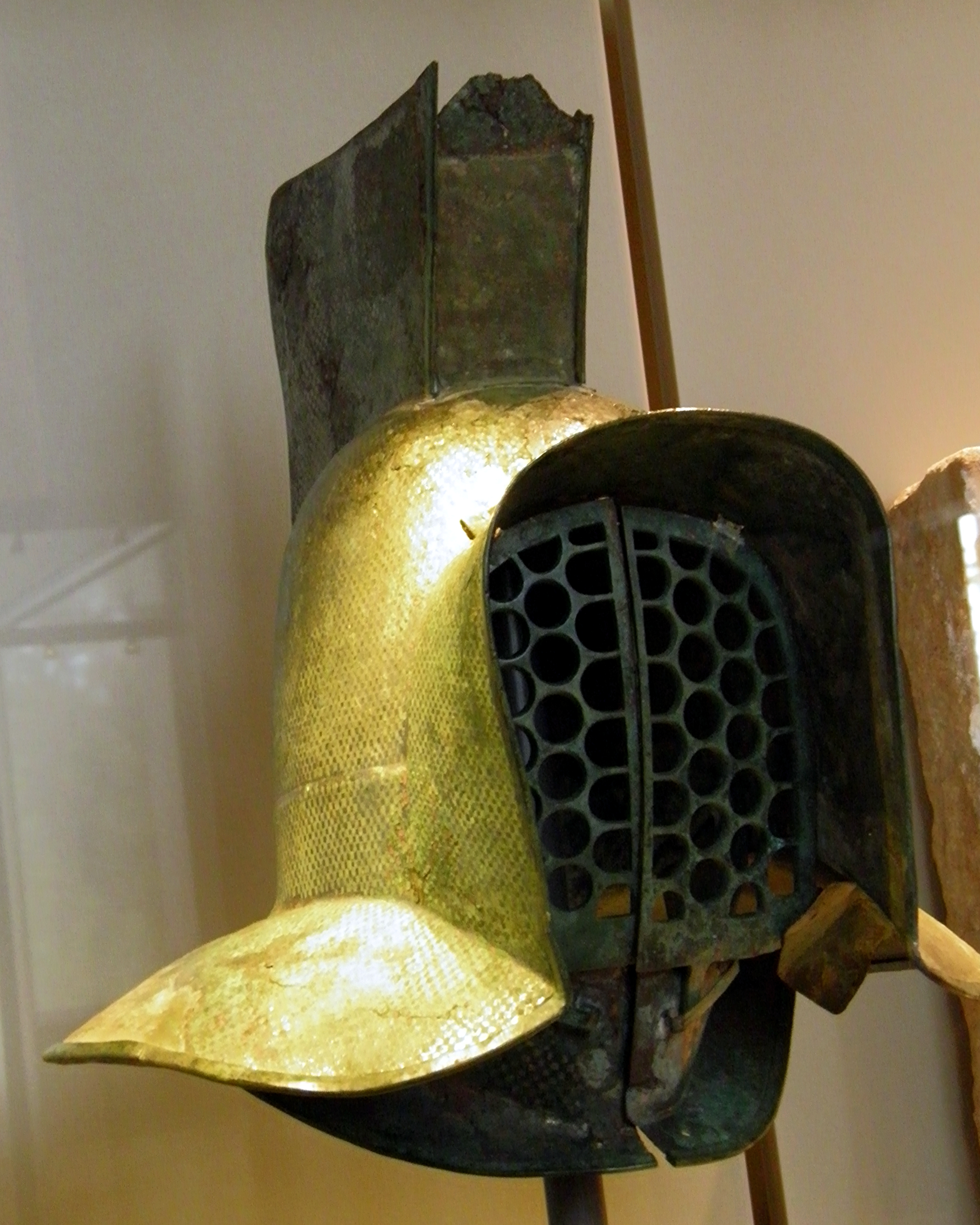
Elmo di mirmillone
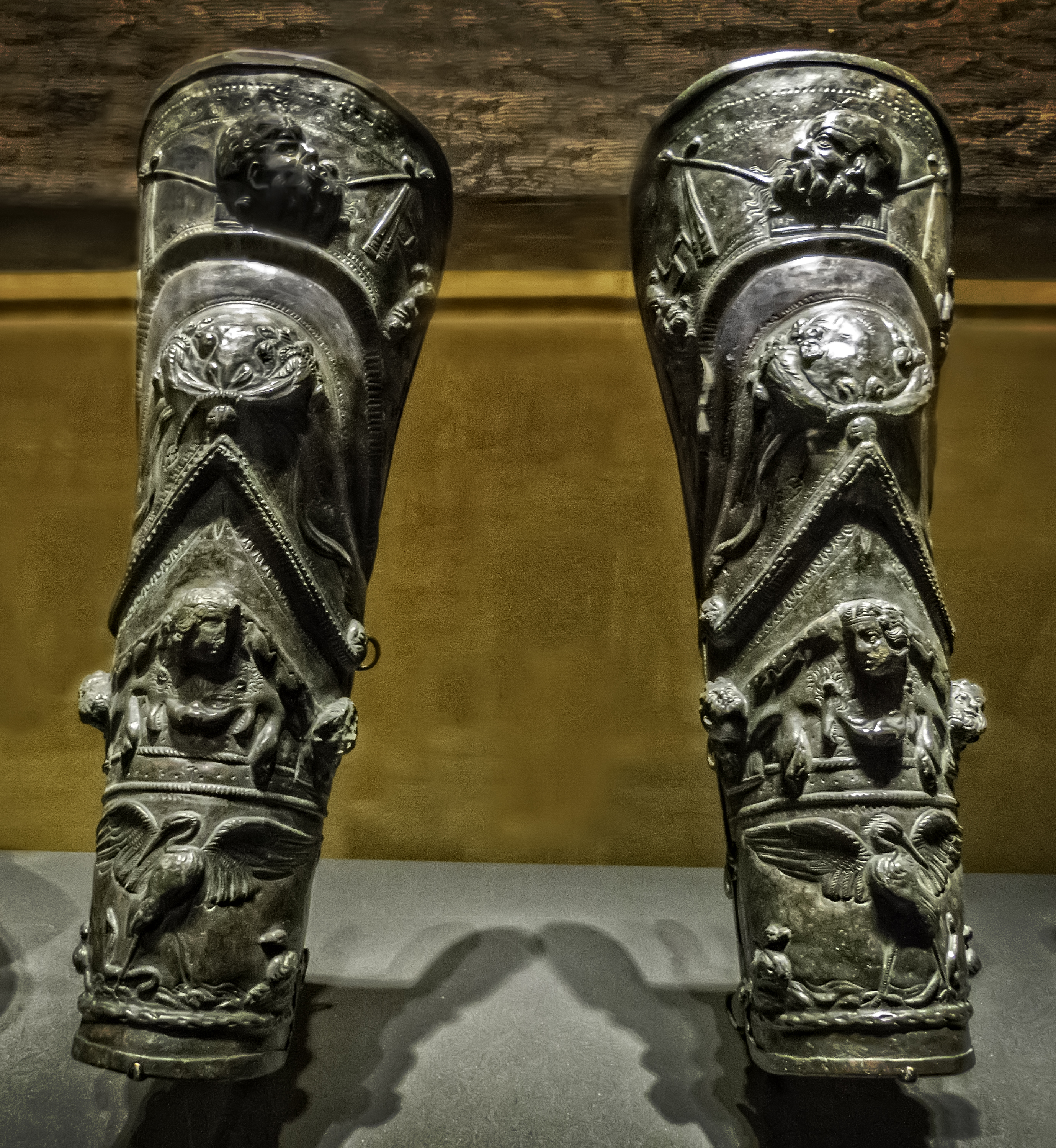
Schinieri gladiatori decorati da Pompei
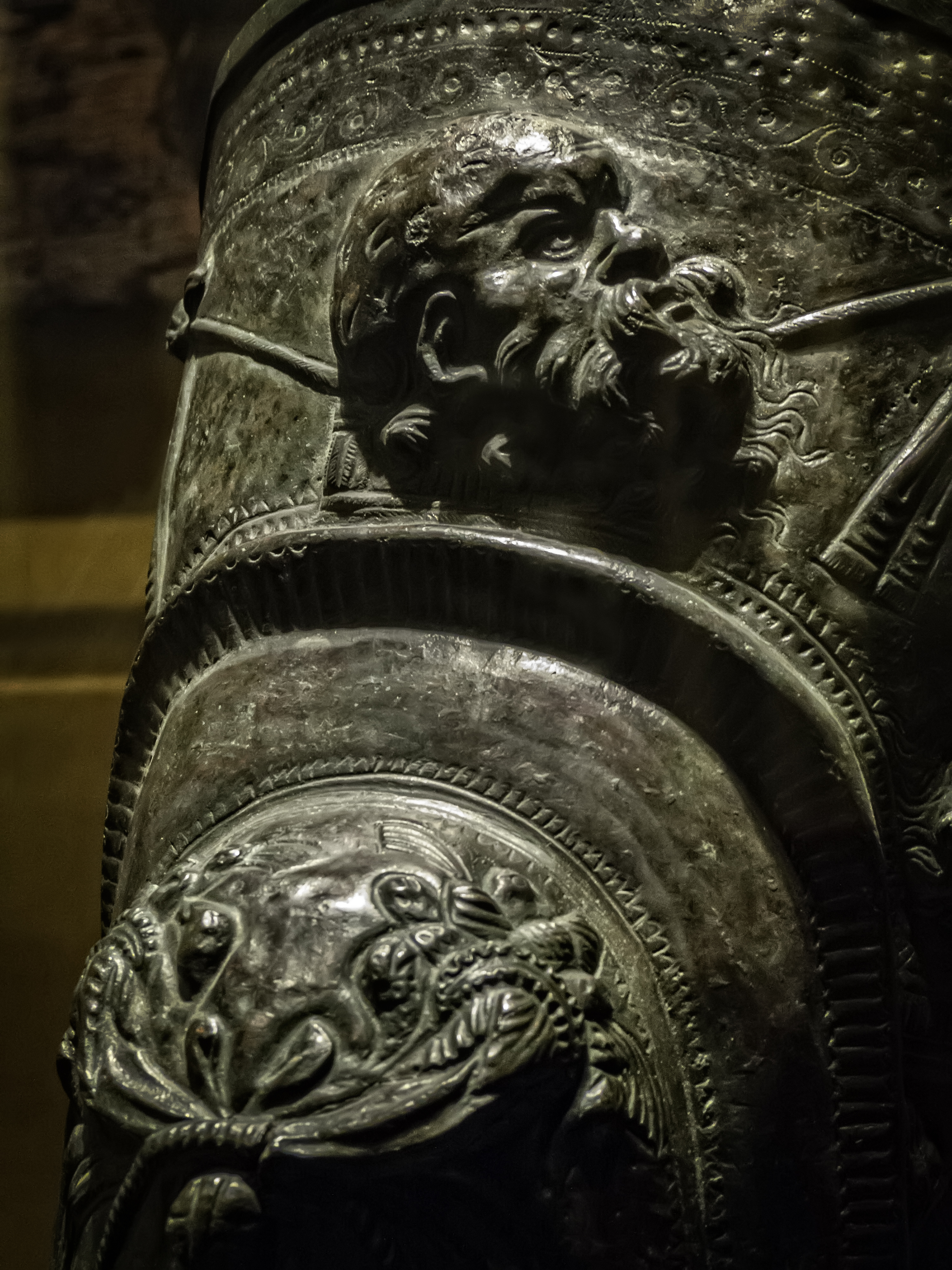
Schinieri gladiatori decorati da Pompei (DETTAGLIO)
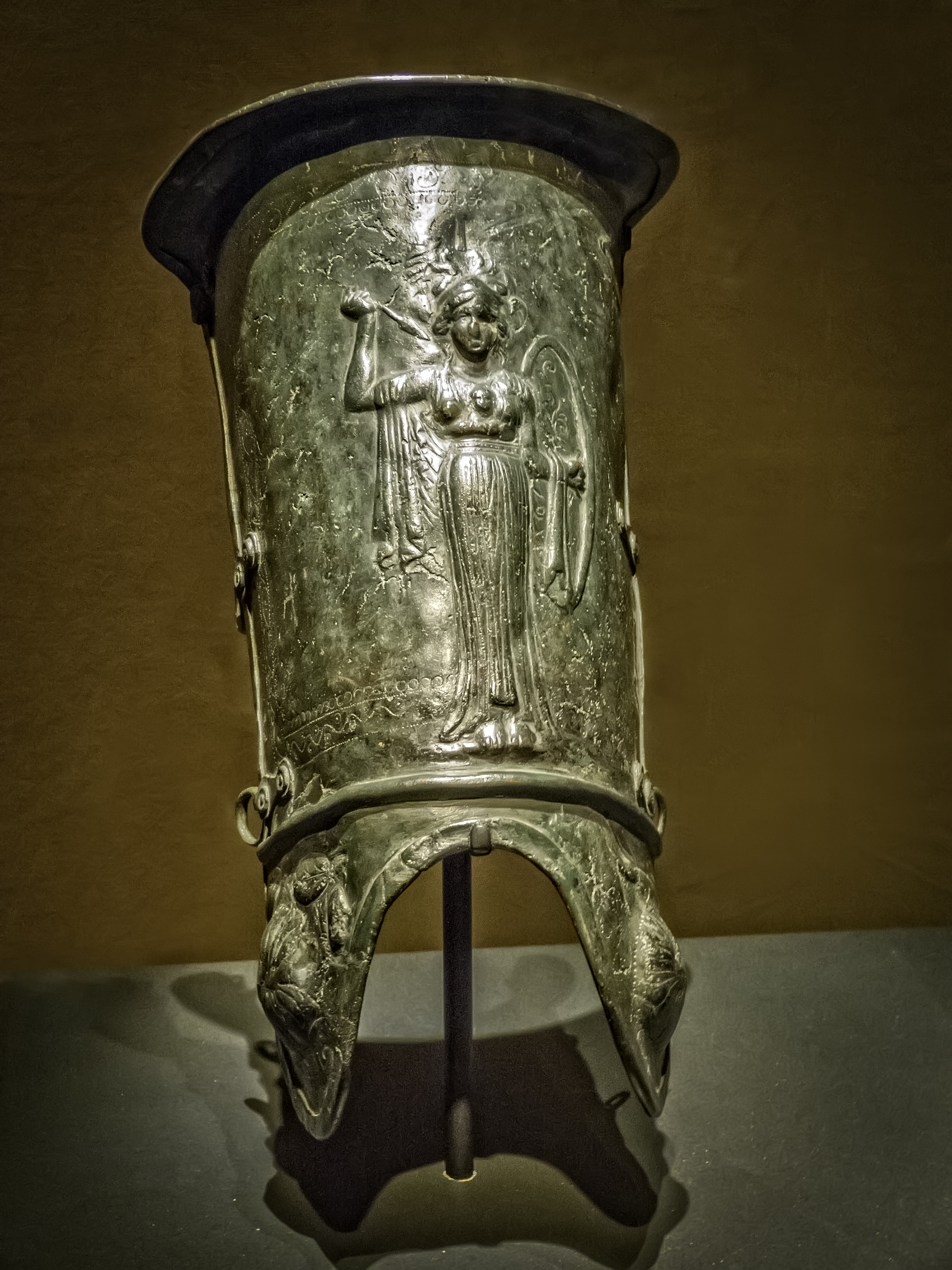
Schinieri gladiatori decorati con immagine di Atena
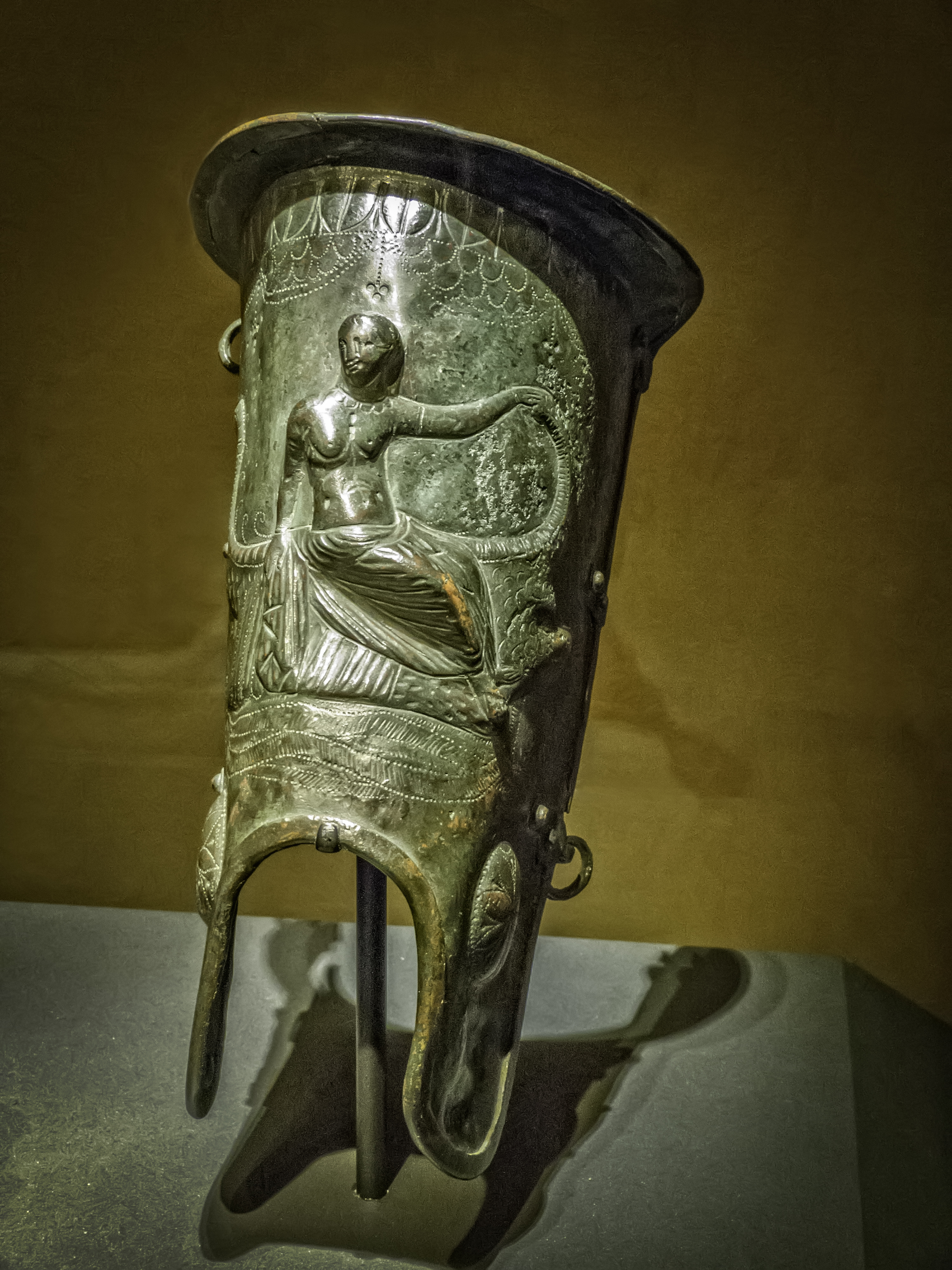
Schinieri gladiatori decorati con immagine di Venere Euploia
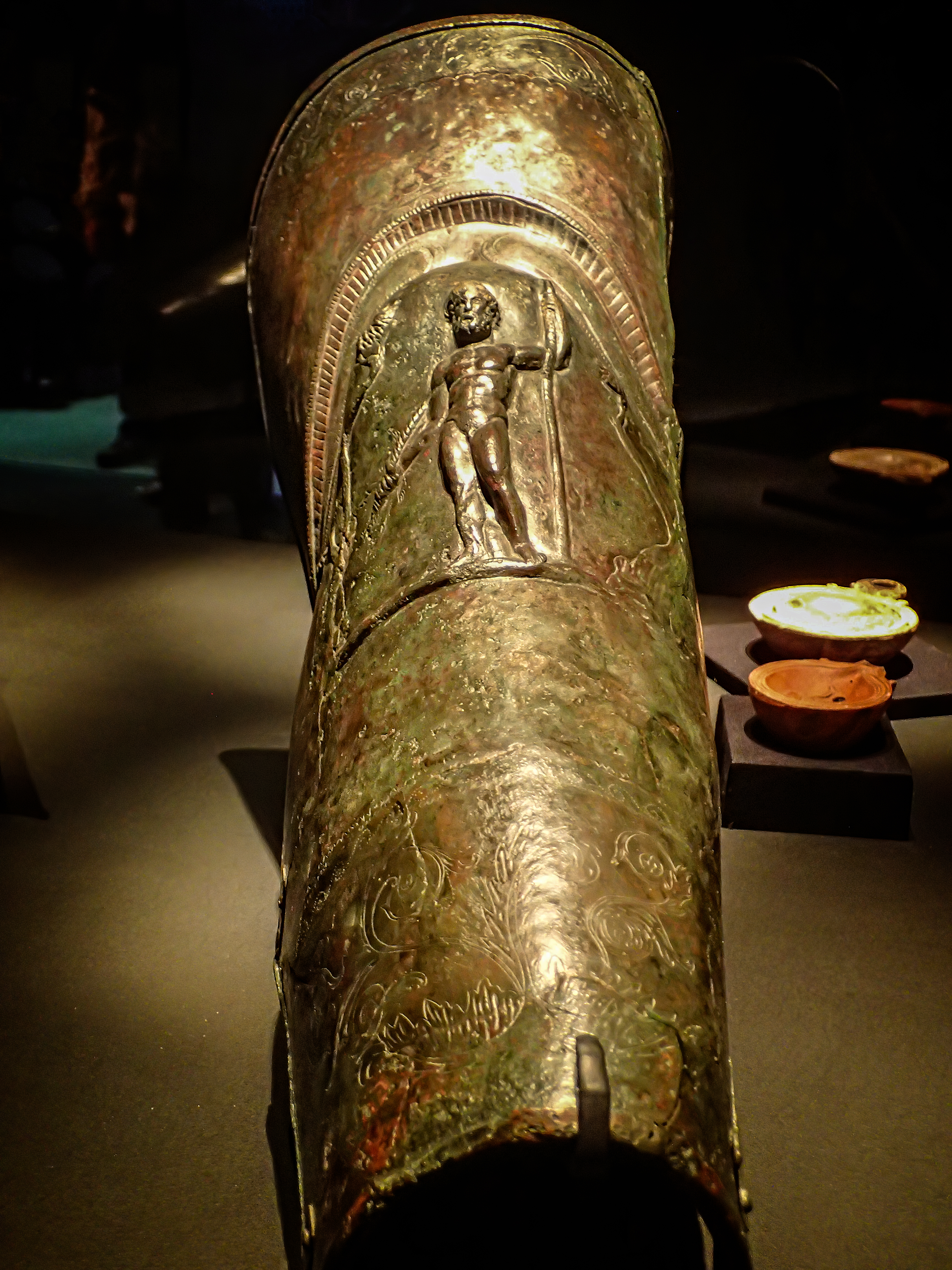
Schinieri gladiatori decorati con immagine di Eracle
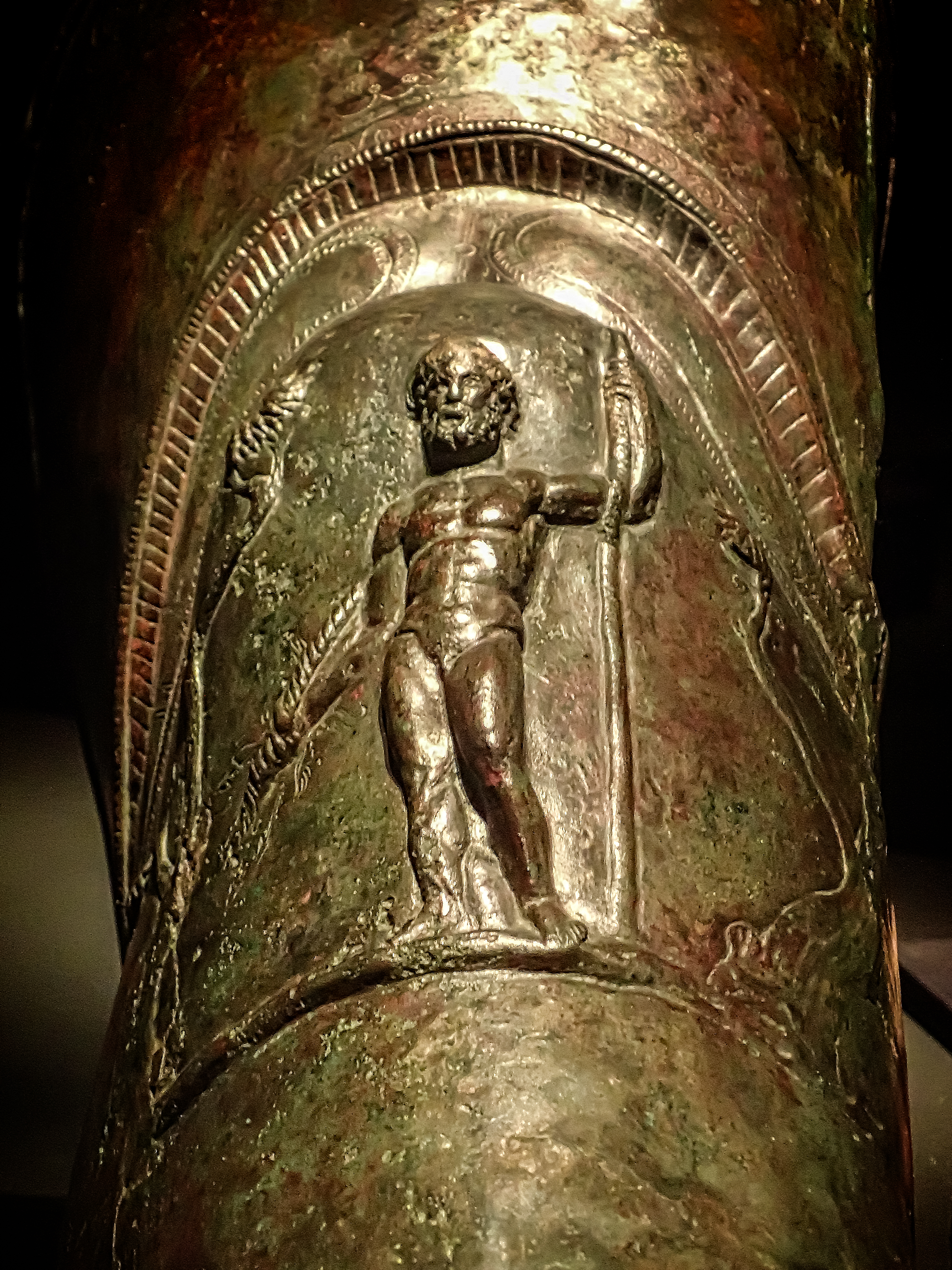
Schinieri gladiatori decorati con immagine di Eracle
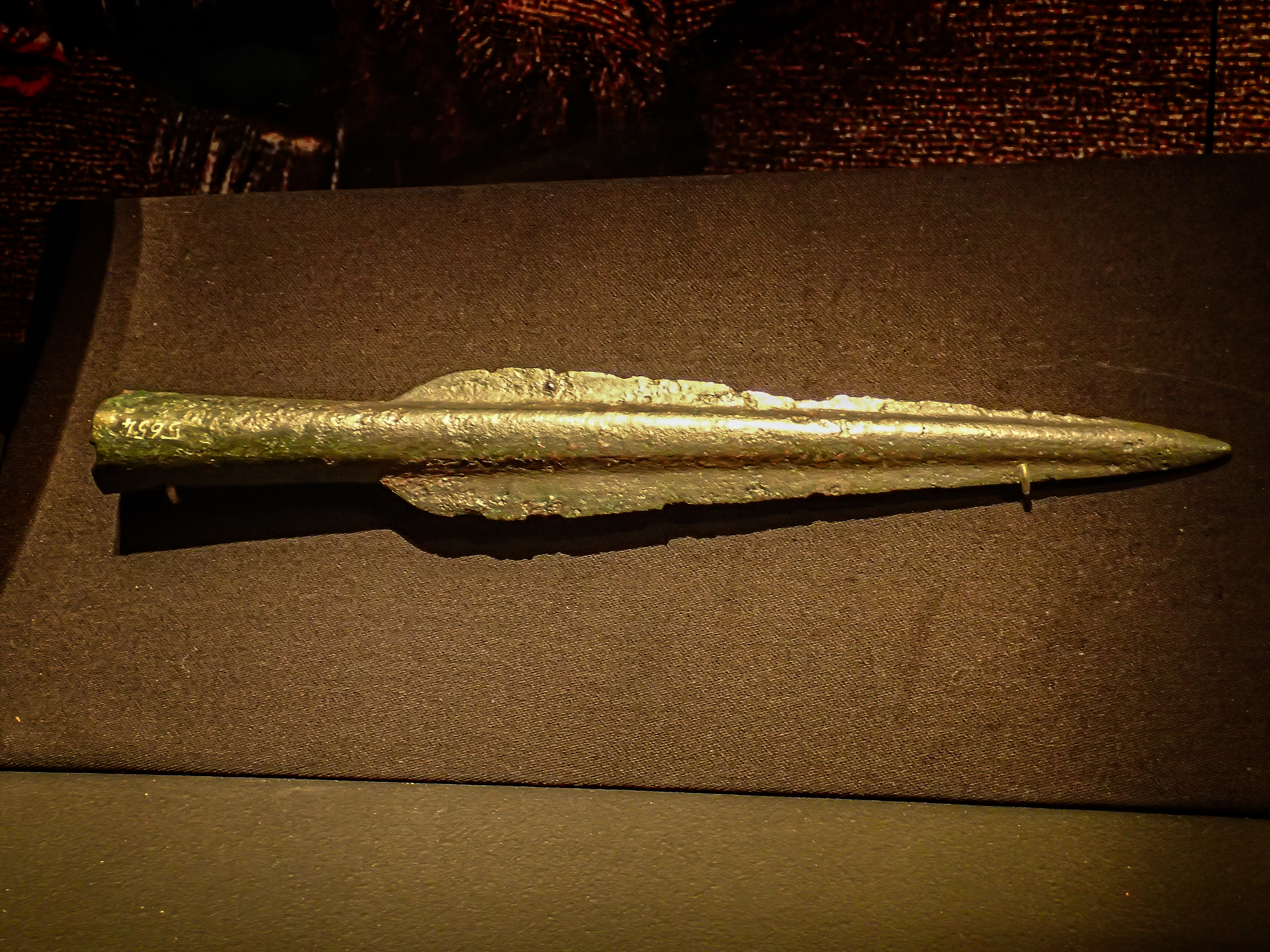
Punta bronzea di lancia rinvenuta nella scuola gladiatoria di Pompei
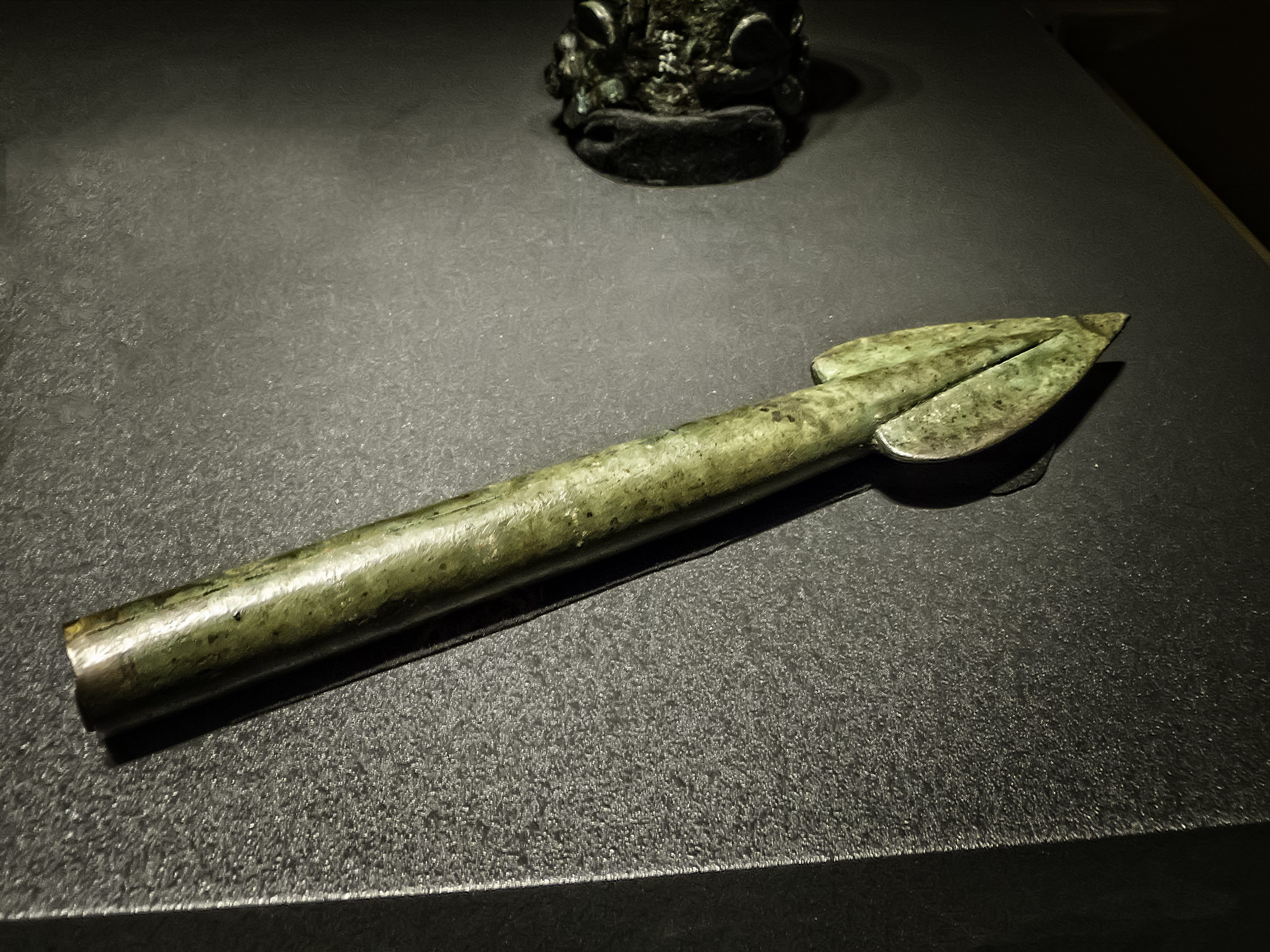
Punta di lancia cuoriforme rinvenuta nella scuola gladiatoria di Pompei

### Gladiatrici

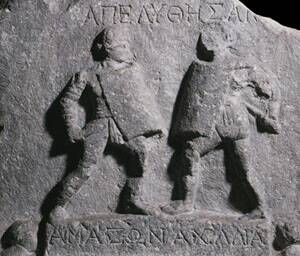
Il bassorilievo delle gladiatrici Amazon e Achillia trovato ad Alicarnasso.

Dagli anni '60 del I secolo, gladiatori di sesso femminile appaiono come rari ed «indicatori esotici di uno spettacolo eccezionalmente sontuoso.» Nel 66, Nerone fece combattere donne, uomini e bambini etiopi in un munus per impressionare il re Tiridate I d'Armenia. I romani sembrano aver trovato l'idea di gladiatori femmina romantica e divertente, forse addirittura assurda. Giovenale solletica i suoi lettori con l'allusione ad una donna di nome "Mevia" che caccia nell'arena i cinghiali «con la lancia in mano e il seno scoperto» mentre Petronio si fa beffe delle pretese di un cittadino ricco e di basso ceto il cui munus include una donna che combatte da un carro. Un munus dell'89, durante il regno di Domiziano, prevedeva una battaglia tra gladiatrici descritte come "Amazzoni". Ad Alicarnasso, un rilievo del II secolo d.C. raffigura due combattenti di nome "Amazon" e "Achillia" il cui scontro terminò con un pareggio. Nello stesso secolo, un'epigrafe elogia una delle élite locali di Ostia come la prima ad «armare le donne» nella storia dei suoi giochi.
Le gladiatrici probabilmente si sottoponevano agli stessi regolamenti ed addestramento delle loro controparti maschili.
La morale romana richiedeva che tutti i gladiatori fossero delle classi sociali più basse e gli Imperatori che non rispettarono questa distinzione (sia quali promotori dei giochi sia quali partecipanti agli stessi, v.si seguito) si guadagnarono il disprezzo dei posteri. Cassio Dione si sforza di sottolineare che quando il tanto ammirato imperatore Tito usava gladiatrici, esse erano di classe accettabilmente bassa.
Alcuni consideravano le gladiatrici di qualsiasi tipo o classe come un sintomo della corruzione degli appetiti, della morale e della femminilità dei romani. Prima di diventare imperatore, Settimio Severo potrebbe aver partecipato ai Giochi Olimpici di Antiochia, riportati in auge dall'imperatore Commodo, che inclusero l'atletica femminile greca tradizionale. Il tentativo di Settimio di dare a Roma un'esibizione altrettanto dignitosa dell'atletica femminile è stato accolto dalla folla con volgari proteste. Probabilmente, di conseguenza, nel 200 l'imperatore proibì il ricorso alle gladiatrici.

### Imperatori

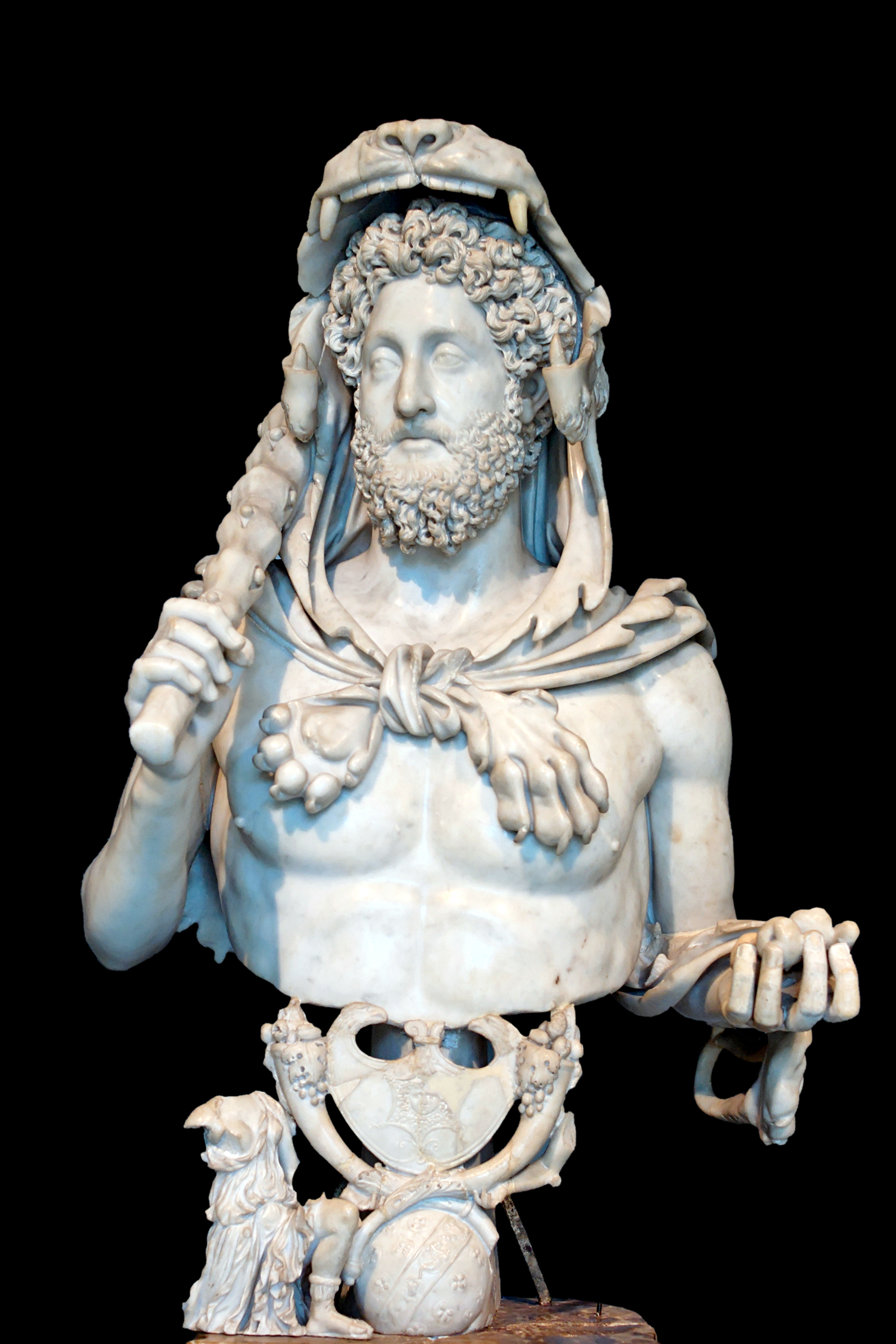
L'imperatore-gladiatore Commodo con gli attributi di Eracle, statua nei Musei Capitolini.

Stando alle fonti, gli imperatori Caligola, Tito, Adriano, Lucio Vero, Commodo, Caracalla, Geta e Didio Giuliano si esibirono nell'arena, in pubblico o in privato, quasi certamente con rischi per la loro incolumità minimizzati. Claudio, caratterizzato dai suoi storici come morbosamente crudele e rozzo, combatté una balena intrappolata nel porto di fronte a un gruppo di spettatori in una sorta di "fantasia" mescolante elementi della venatio e della naumachia. I commentatori invariabilmente disapprovarono tali esibizioni perché, come detto, il gladiatore era per antonomasia un membro delle basse classi sociali.
Commodo (regno 177-192), in particolare, fu un fanatico partecipante ai ludi e costrinse l'élite di Roma ad assistere alle sue esibizioni come gladiatore, bestiarius o venator. Ereditò, pare, tale passione dalla madre, Faustina minore: una leggenda priva di fondamento voleva, del resto, che non fosse figlio di Marco Aurelio ma di un gladiatore. Come l'Ercole romano, combatteva indossando una pelle di leone e s'era fatto addestrare da Narcisso, uno dei più forti in quei tempi nei combattimenti gladiatori, impiegando quasi tutto il suo tempo rubato ai piaceri e gozzovigli. Partecipò a 735 giochi, pretendendo di essere regolarmente registrato e pagato come un normale gladiatore (uno stipendio gigantesco prelevato dalla borsa pubblica), ma naturalmente nessuno poteva batterlo, anche grazie all'assegnazione di armi smussate e scudi manomessi; tutti i prescelti finivano inesorabilmente sconfitti e chiunque veniva a conoscenza del trucco era inserito con un documento ufficiale in una lista di proscrizione e quindi bandito o giustiziato. Nel corpo a corpo aveva scelto la figura del Secutor, affrontando gli avversari con elmo scudo e spada, all'epilogo spesso fingeva di graziarli per poi mutilarli o sfregiarli. Si diceva che avesse ridisegnato la colossale statua di Nerone a sua immagine come "Ercole rinato", dedicato a se stesso come "Campione dei secutores; unico combattente mancino a conquistare dodici volte mille uomini". Uccise anche migliaia di animali selvaggi tra cui elefanti, rinoceronti, ippopotami, leoni (si diceva ne avesse uccisi 100 in un giorno, quasi certamente da una piattaforma sopraelevata che circondava il perimetro dell'arena, il che gli ha permesso di dimostrare in sicurezza la sua abilità nel tiro), orsi, leopardi e struzzi, questi ultimi una sua passione poiché dopo essere decapitati continuavano a correre per una manciata di secondi; in una delle sue ultime apparizioni nell'arena, decapitò uno struzzo in corsa con un dardo appositamente progettato, dopodiché portò il macabro trofeo davanti ai seggi senatorii e proclamò che avrebbe fatto lo stesso all’intero Senato. Stando alle fonti, Commodo morì assassinato proprio dal suo allenatore-gladiatore, Narcisso, assoldato all'uopo dai senatori.

### Gladiatori celebri
- Spartaco (109 a.C. circa–71 a.C.), gladiatore a Capua, artefice dell'omonima rivolta.
- Crixo, prigioniero di guerra gallico, gladiatore a Capua, luogotenente di Spartaco - quando morì per mano dei romani, Spartaco onorò la sua memoria con dei giochi funebri nei quali 300 prigionieri di guerra romani furono costretti a combattere sino alla morte come gladiatori.[68][69]
- Enomao, prigioniero di guerra gallico, gladiatore a Capua, luogotenente di Spartaco.
- Gannico, prigioniero di guerra gallico, gladiatore a Capua, luogotenente di Spartaco, ucciso dai romani nella battaglia di Cantenna.
- Prisco e Vero, gladiatori del I secolo, liberati dopo il loro superbo combattimento terminato in parità.[70]

## I giochi

### Preparazione
I giochi gladiatorii erano pubblicizzati con largo anticipo, sui cartelloni che indicavano il motivo del gioco, il suo editore, il luogo, la data e il numero di gladiatori accoppiati (lat. ordinarii) coinvolti. Altre caratteristiche evidenziate potevano includere dettagli di venationes, esecuzioni, musica ed eventuali lussi da fornire agli spettatori, come una tenda da sole, spruzzatori d'acqua, cibo, bevande, dolci e occasionalmente "premi per le porte". Per gli appassionati e i giocatori d'azzardo, il giorno del munus era distribuito un programma più dettagliato, il libellus, con nomi, tipi e prestazioni dei gladiatori, oltre al loro ordine di apparizione. I gladiatori mancini erano pubblicizzati come una rarità: addestrati a combattere contro i destrimani, erano avvantaggiati sulla maggior parte degli avversari e la loro esibizione era sempre interessante e non ortodossa.
La notte prima del munus, ai gladiatori era offerto un banchetto e l'opportunità di ordinare i loro affari personali e privati. Futrell nota la somiglianza della prassi con un "ultimo pasto" rituale o sacramentale. Si trattava probabilmente di eventi sia familiari sia pubblici coinvolgenti anche i noxii, condannati a morire nell'arena il giorno successivo, e i damnati che avevano, teoricamente, una possibilità di sopravvivenza. L'evento poteva parimenti servire per raccogliere più pubblicità per il gioco imminente.

### Ludus,MunuseLusio
I munera ufficiali della prima età imperiale sembrano aver seguito una forma standardizzata, da cui il termine "munus legitmum". Un corteo (lat. pompa), equiparabile alla Pompa circensis che apriva le corse dei carri nel Circo, entrava nell'arena, guidato da littori che portavano il fascio littorio quale simbolo del potere del magistrato editore dei giochi sulla vita e sulla morte; seguiva una piccola banda di trombettieri (lat. tubicine) che suonava una fanfara; le immagini degli dèi accompagnavano la processione quali "testimoni" insieme ad uno scriba per registrare i risultati ed un uomo che portava il ramo di palma usato per onorare i vincitori; in ultimo il magistrato editore seguito da attendenti che portavano le armi e armature da usare; i gladiatori, presumibilmente, chiudevano il corteo.

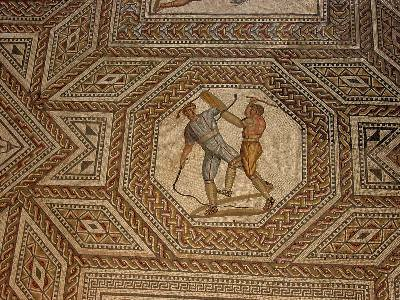
Duello fra gladiatori paeginarii armati di frusta, clava e scudo - Mosaico di Nennig (Germania)

Gli intrattenimenti iniziavano al mattino ed avevano come protagonisti le fiere, cacciate nelle venationes, fatte scontrare le une contro le altre nei bestiarii o semplicemente esibite al pubblico in ragione della loro rarità. Seguivano i ludi meridiani, di contenuto variabile ma in genere incentrati sull'esecuzioni dei noxii, alcuni dei quali condannati a essere oggetto di fatali rievocazioni, sulla base di miti greci o romani. In ragione di ciò, a Roma, tutte le rappresentazioni di tragedie a forti tinte fu trasferita al Colosseo: in una versione del Laureolus di Catullo (mimografo del primo secolo d. C. da non confondere con il poeta omonimo Gaio Valerio Catullo), un famoso bandito che impersonava il personaggio venne veramente crocefisso; nel Mucius Scaevola il protagonista doveva bruciare un braccio in un braciere e nella Morte di Ercole il mitico eroe veniva bruciato sul rogo. I gladiatori potrebbero essere stati coinvolti in questi intrattenimenti come carnefici, sebbene la maggior parte della folla e gli stessi gladiatori preferissero la "dignità" di una gara uniforme. C'erano anche combattimenti comici, alcuni dei quali, forse, letali. Un crudo graffito pompeiano suggerisce un burlesque di musicisti, vestiti da animali chiamati Ursus tibicen (lett. "orso che suona il flauto") e Pullus cornicen (lett. "pollo che suona il corno"), forse come accompagnamento alla buffonerie dei paegniarii durante una "finta" gara.
I gladiatori potrebbero aver tenuto incontri di riscaldamento informali, usando armi non contundenti o fittizie ma alcuni munera prevedevano sempre e solo armi contundenti. L'editore, il suo rappresentante o un ospite d'onore avrebbero controllato le armi (lat. probatio armorum) per gli scontri in programma, saggiandone la mortalità. Questi erano il momento culminante dello spettacolo giornaliero ed erano fantasiosi, vari e nuovi come l'editore poteva permettersi. Le armature potevano essere molto costose: alcune erano sgargianti e decorate con piume esotiche, gioielli e metalli preziosi. Sempre più spesso il munus era il regalo dell'editore agli spettatori che si aspettavano il meglio come loro dovuto.
Per moderare la virulenza dei cruenti spettacoli che inorridiva la parte più moderata dei Romani alcuni imperatori cercarono di temperare il munus rendendolo più umano ricorrendo alla lusio. Le hoplomachiae infatti potevano essere simulate, con armi adattate per non causare ferite, nel prologo al combattimento vero e proprio con la prolusio o con la lusio nei punti salienti dei munera. Questi duelli simultanei incruenti tra gladiatori disarmati servivano alla loro preparazione per il vero scontro con l'uccisione dell'avversario. Traiano, Marco Aurelio cercarono di ampliare nelle loro feste la parte dedicata al lusio diminuendo così quella del munus: es. Marco Aurelio ha incoraggiato l'uso di armi non contundenti. Dopo i fasti di Ostia, Traiano, il 30 marzo 108 organizzò una lusio della durata di tredici giorni con 350 coppie di gladiatori. Marco Aurelio, il cui figlio Commodo aspirava alla fama di gladiatore, cercò di diminuire, in ottemperanza alla sua filosofia stoica, le spese di bilancio destinate ai munera fuori Roma e quando offrì alla plebe romana le lotte tra gladiatori le organizzò sempre come lusiones. I Romani continuarono però a preferire alle lusiones le hoplomachiae tanto che in Gallia e in Macedonia dal II secolo in poi furono modificati i teatri affinché potessero servire ai combattimenti tra gladiatori e alle venationes.

### Combattimento

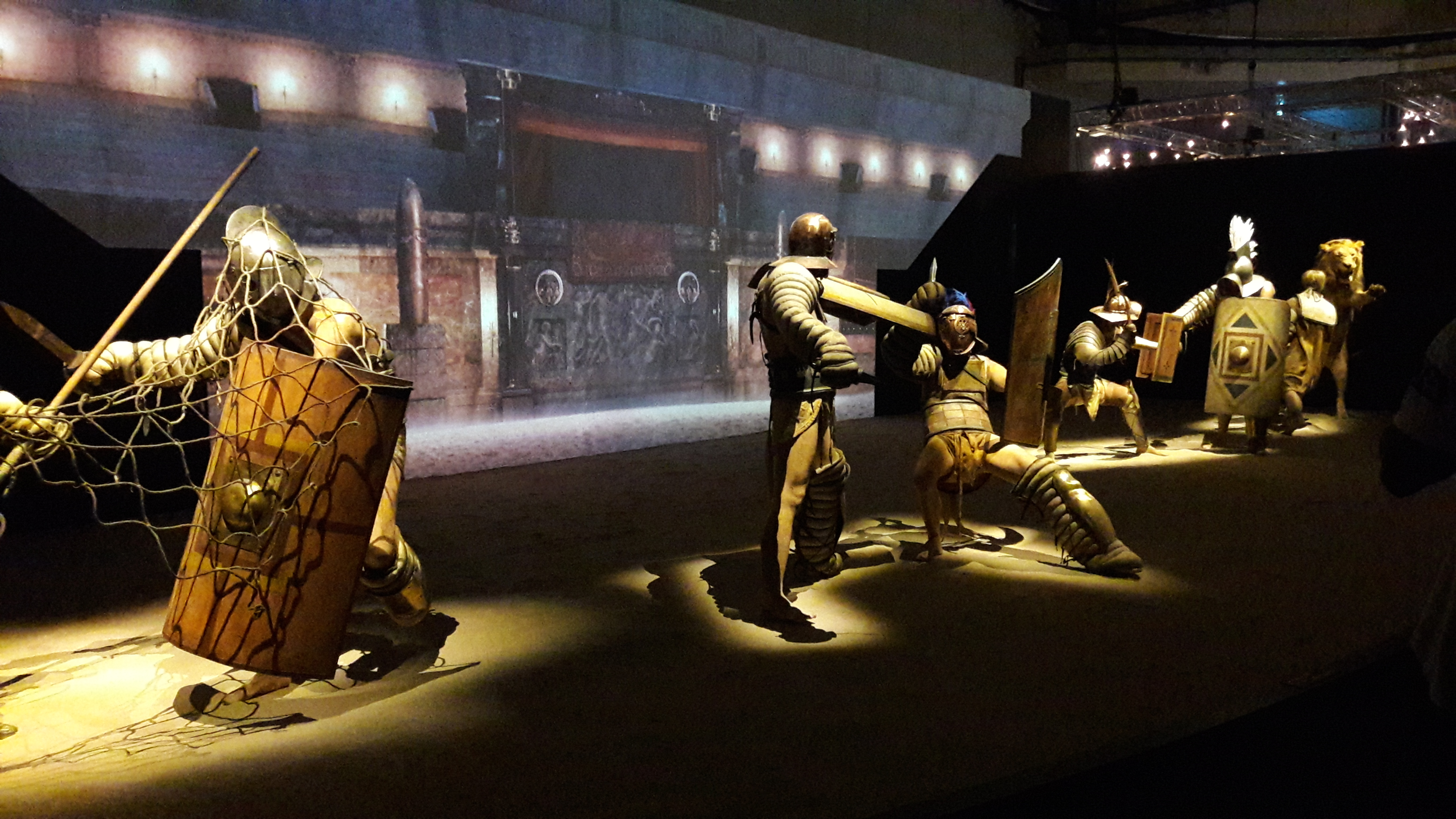
Ricostruzione di scontri tra gladiatori.

Secondo la cultura popolare, prima del combattimento i concorrenti si recavano sotto la tribuna dell'Imperatore, quando egli era presente, e urlavano:«Ave Caesar, morituri te salutant», it. «Ave Cesare, coloro che si apprestano a morire ti salutano.» La storiografia recente ha chiarito l'infondatezza dell'informazione: la frase fu pronunciata, stando a Svetonio, da un gruppo di condannati a morte che, tentando di ingraziarselo, la rivolsero, prima di iniziare a combattere, all'imperatore Claudio che, per nulla intenerito, disse loro «Continuate!»
Combattenti armati e corazzati alla leggera, come il reziario, si sarebbero ragionevolmente stancati meno rapidamente degli avversari pesantemente armati. La maggior parte degli scontri si presume potesse durare 10-15 minuti, al massimo 20. Nei munera tardo-repubblicani si sarebbero potuti combattere 10-13 scontri al giorno, presupponendo uno scontro alla volta in un pomeriggio.

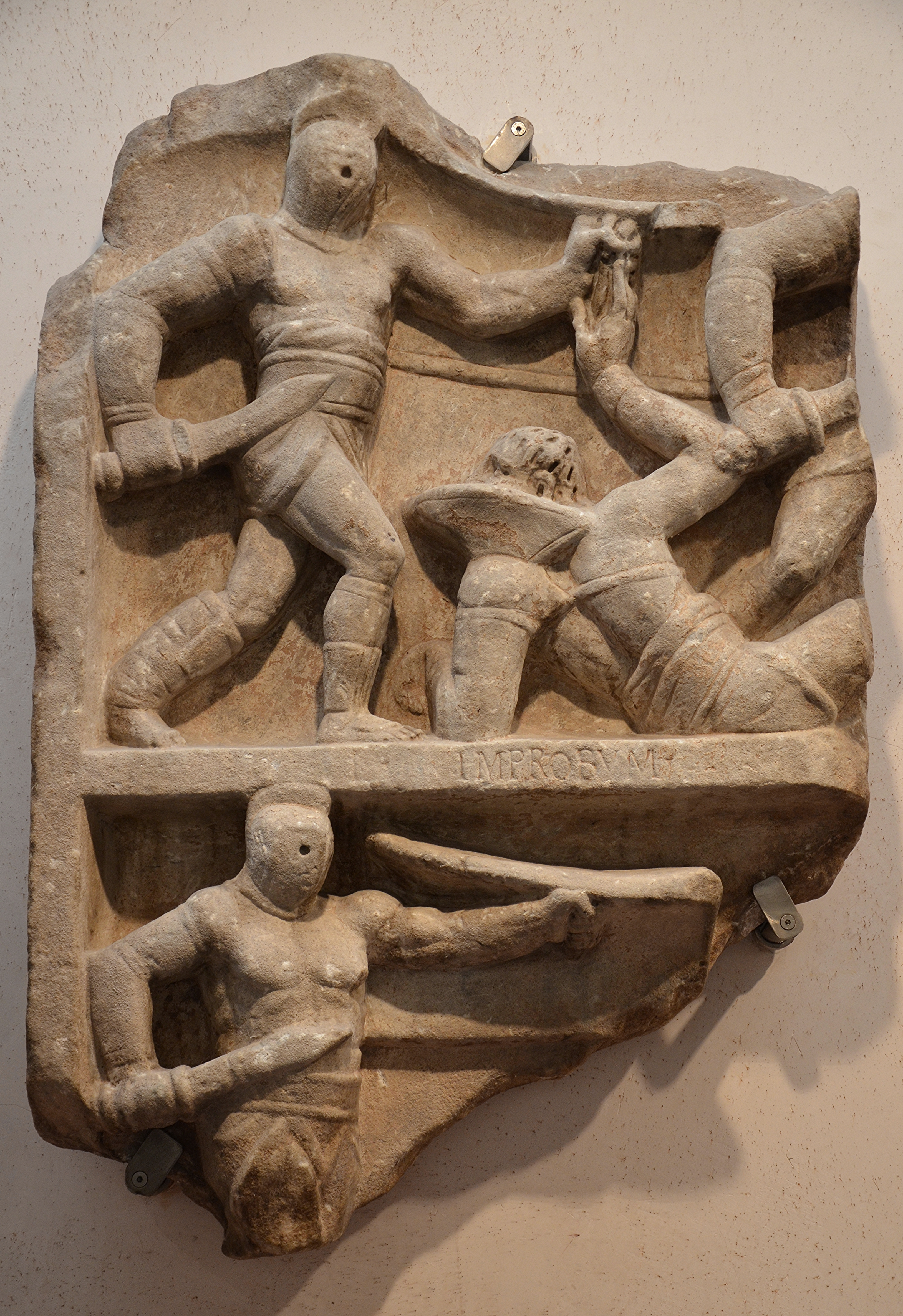
Scontro tra secutor e retiarius - scultura dalle Terme di Diocleziano.

Gli spettatori preferivano guardare ordinarii altamente qualificati e ben abbinati con stili di combattimento complementari, cioè i più costosi da addestrare e da assumere. Questi combattimenti opponevano sempre delle coppie di gladiatori differenti: reziari, secutores, mirmilloni, traci, ecc. Ogni categoria di gladiatori aveva le proprie peculiarità, in materia di equipaggiamento e di colpi permessi. Ogni categoria di gladiatori aveva dei vantaggi e degli svantaggi. Cercando di rendere pari le chance di ogni combattente, i romani dosavano questi vantaggi e questi svantaggi. I combattimenti più classici mettevano di fronte: (i) reziari contro secutores; e (ii) traci contro mirmilloni. Si gareggiava poi per trovare idee sempre nuove, traendo ispirazione da episodi mitologici, o ricercando situazioni grottesche, come quella inscenata dell'imperatore Domiziano che, nel 90, fece combattere nani contro donne.
Una mischia generale di diversi gladiatori meno qualificati era molto meno costosa ma anche meno popolare. Anche tra gli ordinarii, i vincitori di un incontro avrebbero potuto trovarsi a dover combattere un nuovo avversario ben riposato, un terziarius (lett. "gladiatore di terza scelta"), previo accordo, o un gladiatore "sostituto" (lat. suppositicius) che combatteva per capriccio dell'editore come "extra" non pubblicizzato e inaspettato: ciò comportava due combattimenti al costo di tre gladiatori, anziché quattro. Tali gare furono prolungate e, in alcuni casi, più sanguinose. La maggior parte erano probabilmente di scarsa qualità ma l'imperatore Caracalla scelse di testare un combattente particolarmente abile e di successo di nome Bato prima contro un supposicitius, che batté, e poi un altro, che lo uccise. Un gladiatore riluttante ad affrontare l'avversario poteva essere persuaso a frustate o pungolato con ferri roventi, fino a quando non si fosse cimentato per pura disperazione.
I combattimenti tra gladiatori esperti e ben addestrati avevano un notevole grado di scenografia. Tra i cognoscenti, la spavalderia e l'abilità nel combattimento erano stimate al di sopra dei semplici colpi e spargimenti di sangue, tanto che alcuni gladiatori fecero carriera con vittorie senza sangue. Svetonio descrive un eccezionale munus di Nerone, in cui nessuno fu ucciso, «nemmeno i noxii.»
Ci si aspettava che i gladiatori addestrati osservassero le regole di combattimento professionali. La maggior parte degli scontri impiegava un arbitro anziano (lat. summa rudis) e un assistente, mostrati in mosaici con bastoni lunghi (lat. maleducati) per ammonire o separare gli avversari in un punto cruciale della partita. Gli arbitri erano solitamente gladiatori in pensione le cui decisioni, giudizio e discrezione erano, per la maggior parte, rispettati; potevano interrompere completamente gli attacchi o metterli in pausa per consentire ai combattenti di riposare, rinfrescarsi e strofinarsi.
Ludi e munera erano accompagnati da musica, suonata come intermezzo, o creando un "crescendo frenetico" durante i combattimenti, forse per aumentare la suspense durante l'appello di un gladiatore; i colpi potevano essere stati accompagnati da squilli di tromba. Il mosaico di Zliten (Libia, circa 80-100 d.C.) mostra musicisti che suonano in accompagnamento a giochi provinciali con gladiatori, bestiarii o venatores e damnati attaccati da bestie. I loro strumenti sono una tromba lunga e dritta (lat. tubicen), un grande corno ricurvo (lat. Cornu) e un organo idraulico (lat. hydraulis). Rappresentazioni simili (musicisti, gladiatori e bestiari) si trovano su un rilievo tombale a Pompei.

### Vittoria e sconfitta

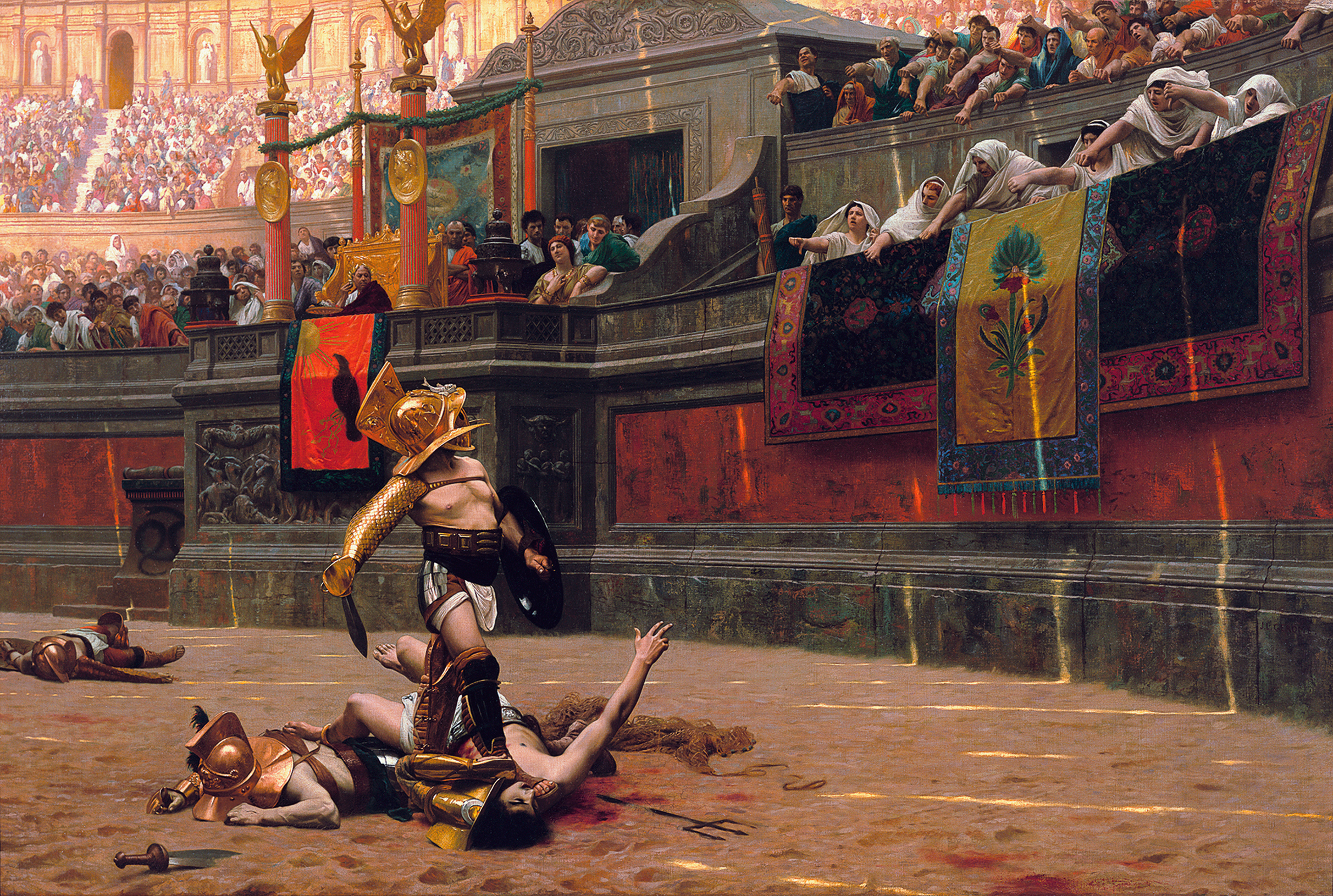
Pollice verso di Jean-Léon Gérôme, 1872, il quadro all'origine dell'equivoco gestuale.

Un combattimento era vinto dal gladiatore che aveva neutralizzato l'avversario o l'aveva ucciso. Al vincitore spettavano un ramo di palma ed il premio messo in palio dall'editore. Un combattente eccezionale poteva ricevere una corona d'alloro e denaro da una folla in visibilio ma per chiunque fosse originariamente condannato ad ludum la ricompensa più grande era la manumissio, l'emancipazione dalla pena, simboleggiata dal dono di una spada da addestramento di legno o di un bastone (lat. rudis) da parte dell'editore. Marziale descrive lo scontro tra Prisco e Vero, due gladiatori così equamente abili e coraggiosi che quando entrambi hanno riconosciuto la sconfitta nello stesso istante, Tito ha assegnato ad entrambi la vittoria ed il rudis. Flamma ricevette il rudis quattro volte ma scelse di rimanere un gladiatore. La sua lapide in Sicilia riporta il suo record: «Flamma, secutor, visse 30 anni, combatté 34 volte, vinse 21 volte, pareggiò 9 volte, sconfitto 4 volte, un siriano di nazionalità. Delicatus ha fatto [questa lapide] per il suo meritevole compagno d'armi.» Il tutto comprova come i romani amassero conservare cimeli della carriera di alcuni gladiatori e le statistiche relative ai giochi che attestassero, ad esempio, quante volte i lottatori nel circo fossero stati "graziati" o avessero vinto.
Un gladiatore poteva riconoscere la sconfitta alzando un dito (lat. ad digitum), appellandosi all'arbitro affinché interrompesse il combattimento e si rimettesse al editor, la cui decisione di solito si basava sulla risposta della folla. Nei primi munera, la morte era considerata una giusta punizione per la sconfitta. In seguito, a coloro che combatterono bene, poteva essere concessa la remissione per il capriccio della folla o dell'editore. Durante l'era imperiale, le partite pubblicizzate come sine missione, da intendersi come "senza tregua" per gli sconfitti, suggeriscono che la missio, il dono della vita allo sconfitto, fosse diventata una pratica comune. È quindi da smentire la credenza secondo cui, al termine del combattimento, il gladiatore perdente fosse generalmente ucciso per giudizio della folla. È probabilmente vero che il pubblico esprimesse il suo gradimento e forse anche la volontà di concedere la vita o la morte; ma era estremamente raro che un gladiatore professionista fosse ucciso, perché questi atleti erano estremamente costosi da addestrare e mantenere. Soltanto chi si comportava vilmente era "condannato a morte" dal pubblico, il che accadeva comunque raramente: i combattenti di carriera erano esperti nel dare spettacolo e il pubblico non voleva vederli morire, affinché potessero tornare in futuro a dare spettacolo.
Il contratto tra l'editore e il suo lanista poteva prevedere un risarcimento per morti impreviste di «circa cinquanta volte superiore al prezzo di locazione» Qualsiasi organizzatore, imperatore compreso, doveva pagare una cifra molto alta per ogni gladiatore ucciso. Non era perciò francamente incline a chiedere spesso la morte. e del resto se il gladiatore fosse stato ferito, poteva in qualsiasi momento interrompere il combattimento.

Sotto Augusto, la richiesta di gladiatori iniziò a superare l'offerta e le partite sine missione furono ufficialmente bandite; uno sviluppo economico e pragmatico che coincideva con le nozioni popolari di "giustizia naturale". Quando Caligola e Claudio si rifiutarono di risparmiare combattenti sconfitti ma popolari, la loro stessa popolarità ne soffrì. In generale, è probabile che i gladiatori che avevano combattuto bene fossero risparmiati. In un munera pompeiano tra combattenti di carri (essedarii), Publio Ostorio (51 vittorie all'attivo), ottenne la missio dopo aver perso contro Scylax (26 vittorie all'attivo). Per consuetudine comune, gli spettatori decidevano se risparmiare o meno un gladiatore perdente e sceglievano il vincitore nel raro caso di un pareggio in piedi. Ancora più raramente, forse in modo univoco, una situazione di stallo si concluse con l'uccisione di un gladiatore da parte del editor. Vittorioso o sconfitto, un gladiatore era obbligato per giuramento ad accettare o attuare la decisione del suo editor, «il vincitore non era altro che lo strumento della sua [del editor] volontà.» Non tutti gli organizzatori scelsero di seguire la vox populi e non tutti i condannati a morte per aver messo in scena uno spettacolo scadente scelsero di pagarne il fio:
(Svetonio, Caligola 30.3)

#### L'equivoco del "pollice verso"
In ogni caso, la decisione finale sulla morte o sulla vita spettava all'editor che ne segnalava la scelta con un gesto descritto dalle fonti romane come pollice verso che significa lett. "pollice girato"; una descrizione troppo imprecisa per ricostruire il gesto o il suo simbolismo. Sul famoso gesto del pollice verso, le fonti sono scarse e discordanti. Un passo delle Satire di Giovenale («verso pollice vulgus cum iubet») sembra dare spazio alla circostanza ma le fonti storiche propriamente dette non ne parlano. Prudenzio, in contra Symmachum 2.1096 usa il verbo convertere: «Et, quoties victor ferrum jugulo inserit, illa delicias ait esse suas, pectusque jacentis virgo modesta jubet converso pollice rumpi». Altre espressioni sono pollicem premere e pollex infestus. In realtà, in tutti i passi latini, il problema verte su quale sia il senso da dare all'espressione «verso pollice» o «converso pollice» o simili, se cioè il pollice sia da intendersi girato all'insù, all'ingiù o secondo altro vettore: appare certo, ad esempio, che il pollice rivolto in basso non significasse l'uccisione del gladiatore ma a decretarne la morte era proprio il pollice rivolto verso l'alto o disposto orizzontalmente.

### Morte e sepoltura

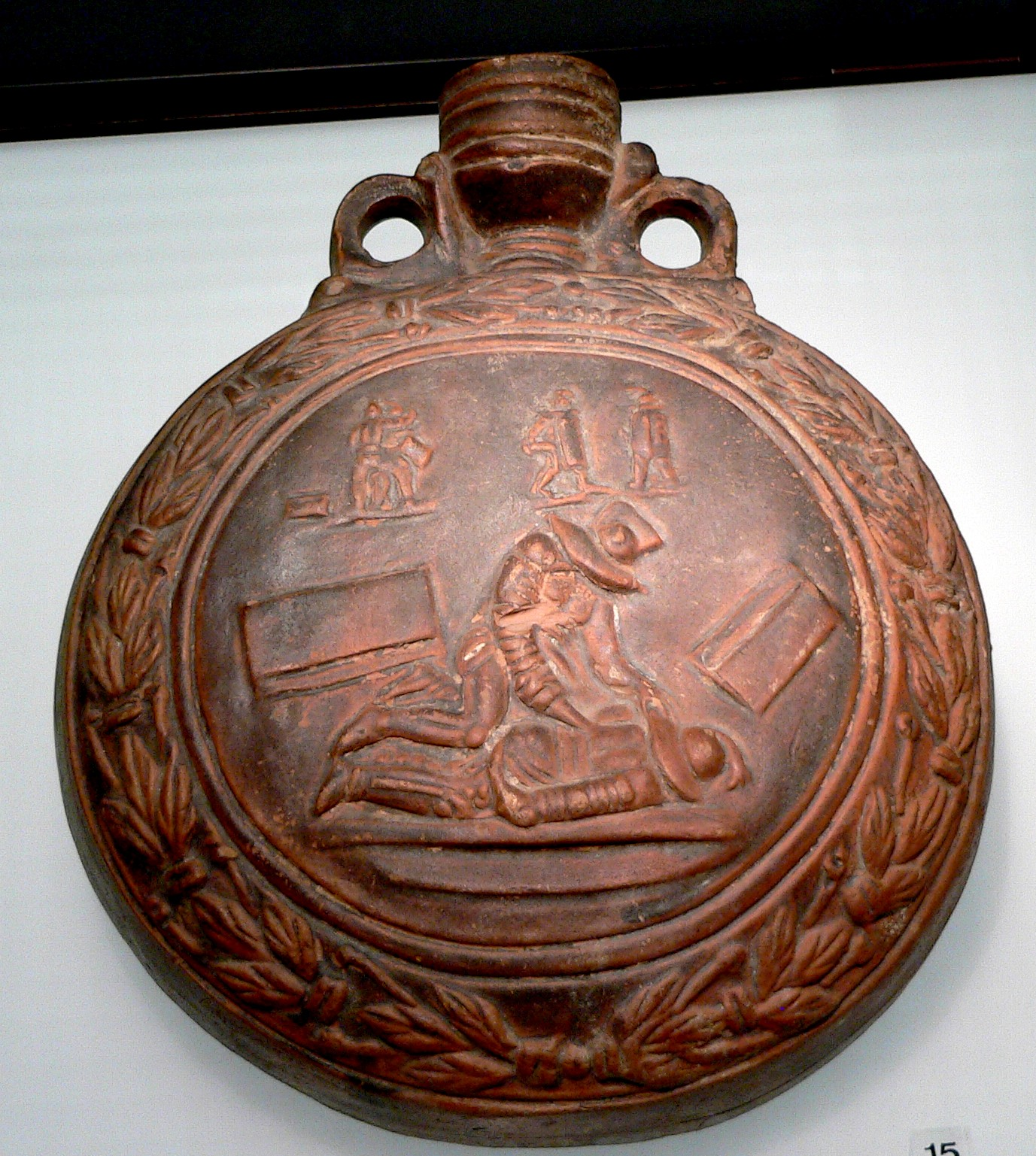
Colpo mortale in una lotta tra gladiatori. Rilievo su una bottiglia romana. Museo Romano-Germanico, Colonia

Un gladiatore cui era rifiutata la missio era spacciato dal suo avversario. Per morire bene, un gladiatore non doveva chiedere pietà né gridare. Questa "buona morte" riscattava il gladiatore dalla disonorevole debolezza e passività della sconfitta e forniva un nobile esempio a coloro che assistevano allo spettacolo:
((LA) Seneca, Epistulae morales ad Lucilium,  p. 30.8.)
Alcuni mosaici mostrano gladiatori sconfitti inginocchiati in preparazione al momento della morte. Il "punto vitale" citato da Seneca era probabilmente il collo, come confermato dai resti di gladiatori trovati ad Efeso. Nella pratica, stando ai segni rilevati sulle ossa dei gladiatori, la spada veniva conficcata alla base della gola e spinta in basso verso il cuore.
Il corpo di un gladiatore "ben morto" veniva adagiato su un altare di Libitina, arcaica dèa romana affine alla Proserpina greca, e trasportato dignitosamente all'obitorio dell'arena, lo spoliarium, dov'era spogliato dell'armatura e, probabilmente, sgozzato per comprovarne il decesso. L'autore cristiano Tertulliano, commentando i ludi meridiani nella Cartagine romana durante l'era di punta dei giochi, descrive un metodo di rimozione più umiliante: un ufficiale dell'arena, vestito da "fratello di Giove", Dis Pater (it. "Dio degli inferi") colpisce il cadavere con una mazza, un altro, vestito da Mercurio, verifica la presenza di segni vitali con una "bacchetta" arroventata; una volta confermata la morte, il cadavere è trascinato fuori dall'arena.
Non è noto se queste vittime fossero gladiatori o noxii. L'esame patologico moderno conferma l'uso probabilmente fatale di un martello su alcuni ma non su tutti i teschi di gladiatori trovati in un cimitero di gladiatori. Kyle propone che i gladiatori che si sono disonorati possano essere stati sottoposti alle stesse umiliazioni dei noxii, negato la relativa misericordia di una morte rapida e trascinati fuori dall'arena come carogne. Non è noto se il cadavere di un tale gladiatore potesse essere riscattato da un'ulteriore ignominia da amici o familiari.
I corpi dei noxii e forse di alcuni damnati erano gettati nei fiumi o scaricati insepolti con una volontaria negazione dei riti funebri e della commemorazione che condannava il mane del defunto a vagare inquieto sulla terra come una terribile larva o lemure. Cittadini comuni, schiavi e liberti venivano solitamente sepolti oltre i confini della città per evitare l'inquinamento rituale e fisico dei vivi. I gladiatori professionisti avevano i loro cimiteri separati. La macchia dell'infamia era perenne.

### Lasciti, epitaffi e credo religioso

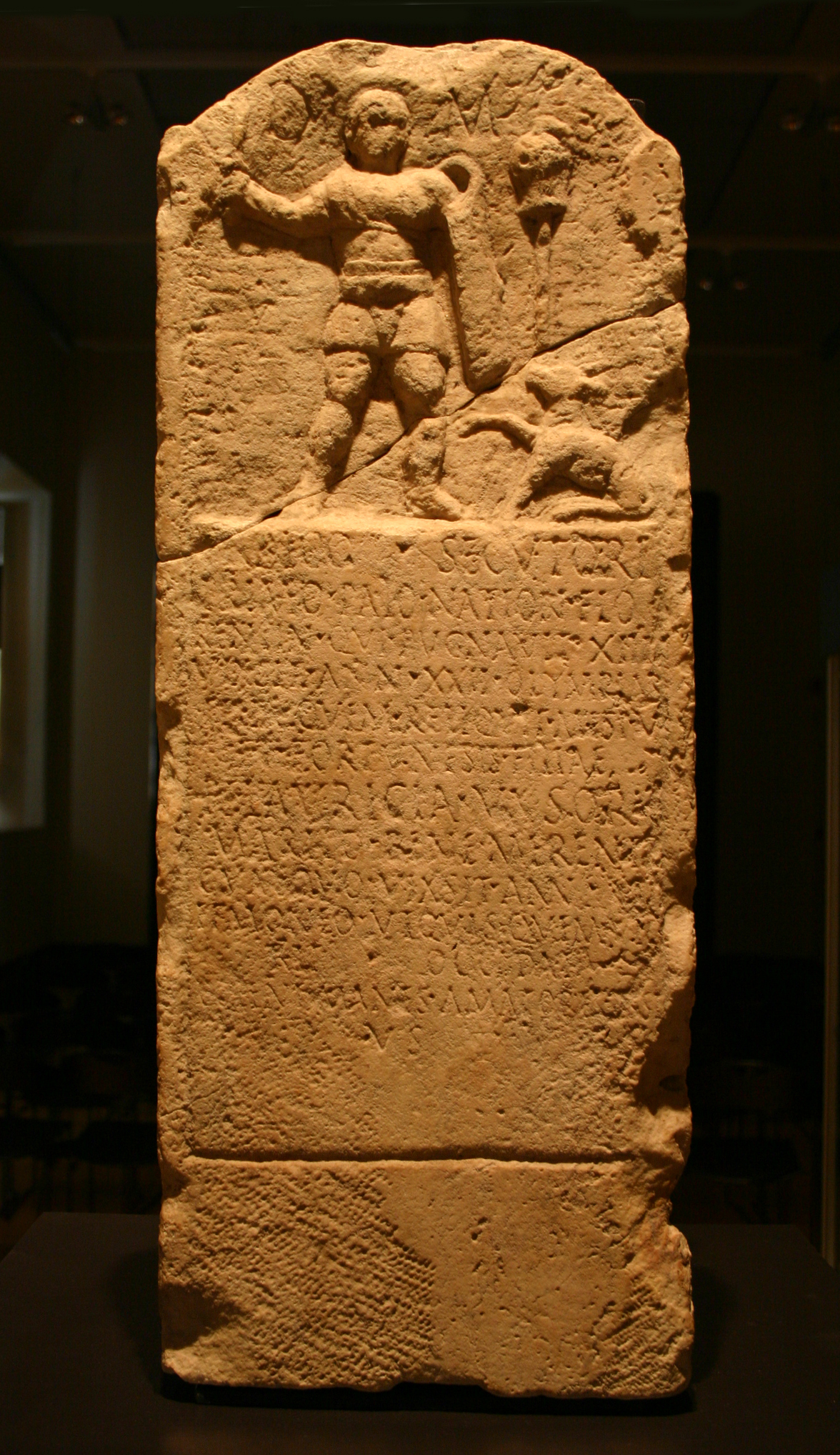
Stele del "secutor" Urbico, fiorentino, morto dopo 13 combattimenti a 22 anni nel III secolo. È compianto dalla moglie (da sette anni) Lauricia e dalle figlie bambine, Olimpia e Fortunense. L'iscrizione conclude minacciando "chi uccide colui che aveva vinto" (?) e ammonendo che i tifosi (amatores) avrebbero coltivato il ricordo di Urbico - Antiquarium di Milano.

I gladiatori potevano iscriversi a un sindacato (lat. collegia) che assicurava la loro corretta sepoltura e talvolta una pensione o un compenso per mogli e figli. Altrimenti, la familia del gladiatore, costituita dal suo lanista e dai suoi compagni d'arme oltre che dai suoi consanguinei, poteva finanziare le sue spese funebri e commemorative, utilizzando al contempo il memoriale come affermazione di moralità professionale oltre che familiare. Alcuni monumenti registrano la carriera del gladiatore in modo dettagliato, incluso il numero di apparizioni, vittorie, a volte rappresentate da una corona incisa, sconfitte, durata della carriera ed età alla morte. Alcuni includono la categoria del gladiatore, in parole o rappresentazione diretta: es. il memoriale di un reziario a Verona riportava un tridente e una spada incisi. Un ricco editore potrebbe commissionare opere d'arte per celebrare uno spettacolo particolarmente riuscito o memorabile e includere ritratti nominati di vincitori e vinti in azione; il Mosaico del Gladiatore Borghese è un esempio notevole. Secondo Cassio Dione, l'imperatore Caracalla regalò al gladiatore Bato un magnifico memoriale e funerale di Stato; più tipiche sono le semplici tombe dei gladiatori dell'Impero Romano d'Oriente, le cui brevi iscrizioni includono quanto segue:
Sopravvivono pochissime prove delle credenze religiose dei gladiatori come classe o delle loro aspettative di una vita nell'aldilà.

L'idea un tempo prevalente era che gladiatori, venatores e bestiarii fossero personalmente o professionalmente devoti al culto della dèa greco-romana Nemesi. Tale idea era suffragata dalla presenza, in diversi anfiteatri, di piccole cappelle comunicanti con l'arena utilizzate per le devozioni che precedevano i combattimenti ed erano molto spesso (es. Mérida, Tarragona, Italica e Carnutum) sacelli consacrati a Nemesi. A Carnutum, addirittura, una capella dedicata a Nemesi era presente sia nell'anfiteatro civile sia in quello militare. Altre prove erano fornite dalle citazioni di Nemesi negli epitaffi gladiatori: es. il retiario Glauco, morto a Verona durante il suo ottavo combattimento, rimprovera la dea di averlo tradito; mentre Lèotes, primus palus, ad Alicarnasso, offrì alla dèa gioielli e vestiti. Gli studiosi moderni hanno però rivisto la figura di Nemesi quale "Fortuna Imperiale" dispensatrice della retribuzione imperiale da un lato e dall'altro dell'evergetismo imperiale che nei munera aveva una delle sue più eclatanti manifestazioni. Nemesi diventò così gioco-forza una figura ricorrente nell'iconografia e nella "cultura gladiatoria". Quanto agli epitaffi, come la dedica della tomba di un gladiatore che lamenta come non ci si debba fidare delle decisioni di Nemesi, va considerato che i gladiatori morti indicano sempre Nemesi, il destino, l'inganno o il tradimento come causa della loro morte, mai l'abilità superiore dell'avversario che li ha sconfitti e uccisi. Avocata la causa della sua dipartita ad una forza sovrannaturale e non avendo quindi alcuna responsabilità personale per la propria sconfitta e morte, il gladiatore perdente è il migliore dei due contendenti, colui che vale la pena vendicare. Es.:
(Ed. in Futrell 2006, p. 149)
Ercole, dio dei combattenti atletici e intrepidi, veniva spesso invocato anche dai gladiatori: prima di ritirarsi in campagna, il gladiatore liberato Veiano appese le braccia a un pilastro nel Tempio di Ercole. Sappiamo da Tertulliano che Marte e Diana presiedevano anche a munera e venationes: il dio della guerra vegliava sui gladiatori la cui professione era affine a quella dei soldati, così come Diana, dea della caccia, proteggeva i venatores nell'anfiteatro.
Per assicurarsi la vittoria, i gladiatori non esitarono a ricorrere alla magia, nella fattispecie alla pratica diffusa a vari livelli della vita romana nota come defixio: incisione a graffio di testi malefici su strisce di piombo arrotolate su se stesse e poi seppellite. Nei sotterranei dell'arena di Cartagine sono stati scoperti 55 di questi listelli posti vicino ai cadaveri per meglio scatenare le divinità malvagie contro i gladiatori attivi: es. contro tale Gallico la defixio ripotava «Affinché non possa né uccidere l'orso né il toro, ma essere ucciso da loro [...] essere ferito, ucciso, sterminato!»; contro Marussus «che soccomba ai morsi di animali selvatici, tori, cinghiali e leoni!» Questi riti di magia nera sono attestati anche a Treviri. I dèmoni erano anche particolarmente sensibili al sangue dell'arena: Apuleio riferisce che il mago Pamphile utilizzò quello degli scorticati e dei gladiatori per la preparazione dei suoi filtri.

### Aspettativa di vita
Un gladiatore poteva aspettarsi di combattere in due o tre munera all'anno. Un numero imprecisato di gladiatori sarebbe morto al loro primo incontro. Pochi gladiatori sono sopravvissuti a più di 10 gare, anche se uno è sopravvissuto a 150 confronti e un altro morì a 90 anni, presumibilmente molto tempo dopo il pensionamento. Una morte naturale dopo il pensionamento è probabile anche per tre persone morte rispettivamente a 38, 45 e 48 anni. George Ville, utilizzando le prove delle lapidi dei gladiatori del I secolo, ha calcolato un'età media alla morte di 27 anni e la mortalità «tra tutti coloro che sono entrati nell'arena» di 19/100. Marcus Junkelmann contesta il calcolo di Ville per l'età media alla morte: secondo lui la maggior parte non avrebbe ricevuto lapide e sarebbe morta all'inizio della propria carriera, all'età di 18-25 anni. Tra il primo e il successivo periodo imperiale, il rischio di morte per i gladiatori sconfitti aumentò da 1/5 a 1/4, forse perché la missio veniva concessa meno spesso. Hopkins e Beard stimano provvisoriamente un totale di 400 arene in tutto l'Impero Romano nella sua massima estensione, con un totale combinato di 8.000 morti all'anno per esecuzioni, combattimenti e incidenti.

## Le scuole di gladiatori
L'addestramento dei gladiatori al combattimento avveniva in apposite scuole/caserme, i ludi (sing. ludus), gestite da un proprietario chiamato lanista (plu. lanistae) che affittava i gladiatori all'organizzatore (editor o munerarius) degli spettacoli gladiatorii, i munera, traendone il proprio profitto che non veniva meno neppure se il gladiatore fosse morto durante il combattimento; in questo caso infatti l'editor, oltre a pagare il prezzo d'ingaggio, risarciva al lanista anche il valore del gladiatore, una sorta di indennizzo per i suoi mancati guadagni futuri. L'attività del lanista era in genere poco stimata nel mondo romano e considerata di livello infimo, persino più basso di quello dei lenoni. Il lanista era di solito un ex-gladiatore coadiuvato nella sua attività dai Doctores (o Magistri), abili ex-gladiatori affrancati che, conclusa l'attività agonistica, erano stati insigniti del rudis (v. sopra) ed elevati, pertanto, al rango di rudiarii.
Il primo ludus citato dalle fonti è quello di Aurelio Scauro, a Capua, il lanista dei gladiatori impiegati dalla Repubblica nel 105 a.C. per istruire le legioni e contemporaneamente intrattenere il pubblico. Pochi altri lanisti sono conosciuti per nome: erano a capo della loro familia gladiatoria e avevano potere legale sulla vita e sulla morte di ogni membro della famiglia, compresi servi, poenae, auctorati e ausiliari vari. Socialmente, erano infami, alla pari con magnaccia e macellai e disprezzati come truffatori nelle contrattazioni. Nessuna stigmate era invece attribuita al proprietario non lanista dei gladiatori, solitamente di buona famiglia, alto rango e larghi mezzi: es. Cicerone si congratula l'amico Attico per l'acquisto d'una splendida truppa gladiatoria che, se affittata anche solo due volte, farebbe recuperare il proprio costo al proprietario.
Oltre a quella di Roma, le scuole più prestigiose erano quelle di Ravenna, di Pompei e di Capua. Fu proprio per la rivolta scoppiata nel ludus gladiatorius di Capua, diretto dal lanista Lentulo Batiato, e capeggiata dal gladiatore Spartaco, domata solo dopo una serie prolungata di costose campagne, a volte disastrose, condotte dalle truppe romane regolari che si decise in epoca tardo-repubblicana di regolamentare il reclutamento dei gladiatori. La paura di rivolte simili, il rischio che le scuole di gladiatori servissero alla formazione di eserciti privati e lo sfruttamento dei munera per acquisire vantaggi politici, indusse il Senato romano ad assumere dei provvedimenti di maggior controllo sui gladiatori, sugli spettacoli, sulle scuole (proprietà, organizzazione e ubicazione) e quindi, di fatto, su tutto il circuito gladiatorio. Al tempo dell'imperatore Domiziano ormai molti ludi erano stati più o meno assorbiti dallo Stato, compresi quelle di Pergamo, Alessandria, Preneste e Capua.

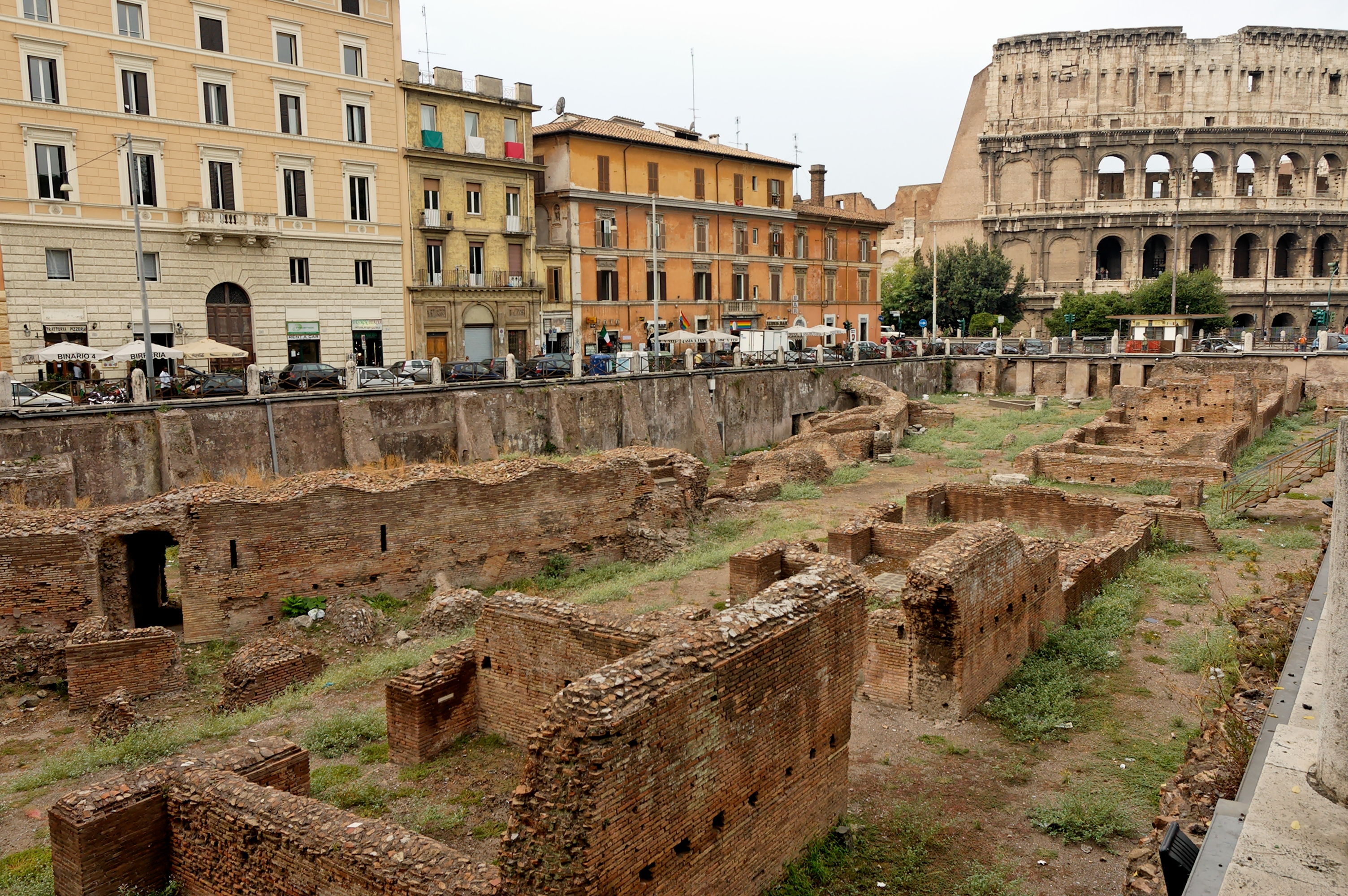
Le rovine del Ludus Magnus, a Roma, presso il Colosseo.

I gladiatori della scuola imperiale di Capua erano chiamati Iuliani (in seguito Neroniani) perché appartenenti alla familia gladiatoria fondata nel 49 a.C. da Cesare. La più grande ed importante scuola gladiatoria della Roma imperiale era il Ludus Magnus, adiacente al Colosseo al quale era collegata da una galleria sotterranea, in grado di ospitare pare 2.000 gladiatori. Il suo direttore era una figura importante perché, per la plebe romana come per l'imperatore, l'organizzazione di spettacoli occupava un posto privilegiato nella vita quotidiana dell'Urbe, ed il cui lucroso stipendio (200.000 sesterzi) era a carico dell'imperatore. Presso il Magnus esistevano altri tre ludi: il Ludus Matutinus, ove si addestravano i bestiarii, così chiamato perché le venationes si svolgevano alla mattina, il Ludus Gallicus e il Ludus Dacicus, altre due scuole che prendevano il nome dalla nazione dei gladiatori in esse ospitati. Limitrofi alle scuole, altri edifici supportavano il Colosseo in un vero e proprio "polo gladiatorio": l'obitorio (lat. spoliarium), l'ospedale (lat. saniarium), l'arsenale (lat. armamentarium) che custodiva le armi dei gladiatori e il summum choragium, l'edificio dove si costruiva e stoccava l'apparato scenico. Come anticipato, i ludi imperiali al di fuori di Roma non mancavano, in Italia tanto quanto nelle province. A Pompei si sarebbero succedute due caserme di gladiatori: la prima, la c.d. "Casa dei Gladiatori" era inizialmente una residenza privata solo successivamente trasformata in ludus. Nel 2011 è stato scoperto un ludus gladiatorius nei pressi del grande anfiteatro dell'antica città di Carnuntum, nei pressi di Vienna (Austria): un complesso d'edifici di 2.800 mq, è composto da più corpi di fabbrica che circondano un cortile interno, tra cui una piccola arena di allenamento di 19 m di diametro.

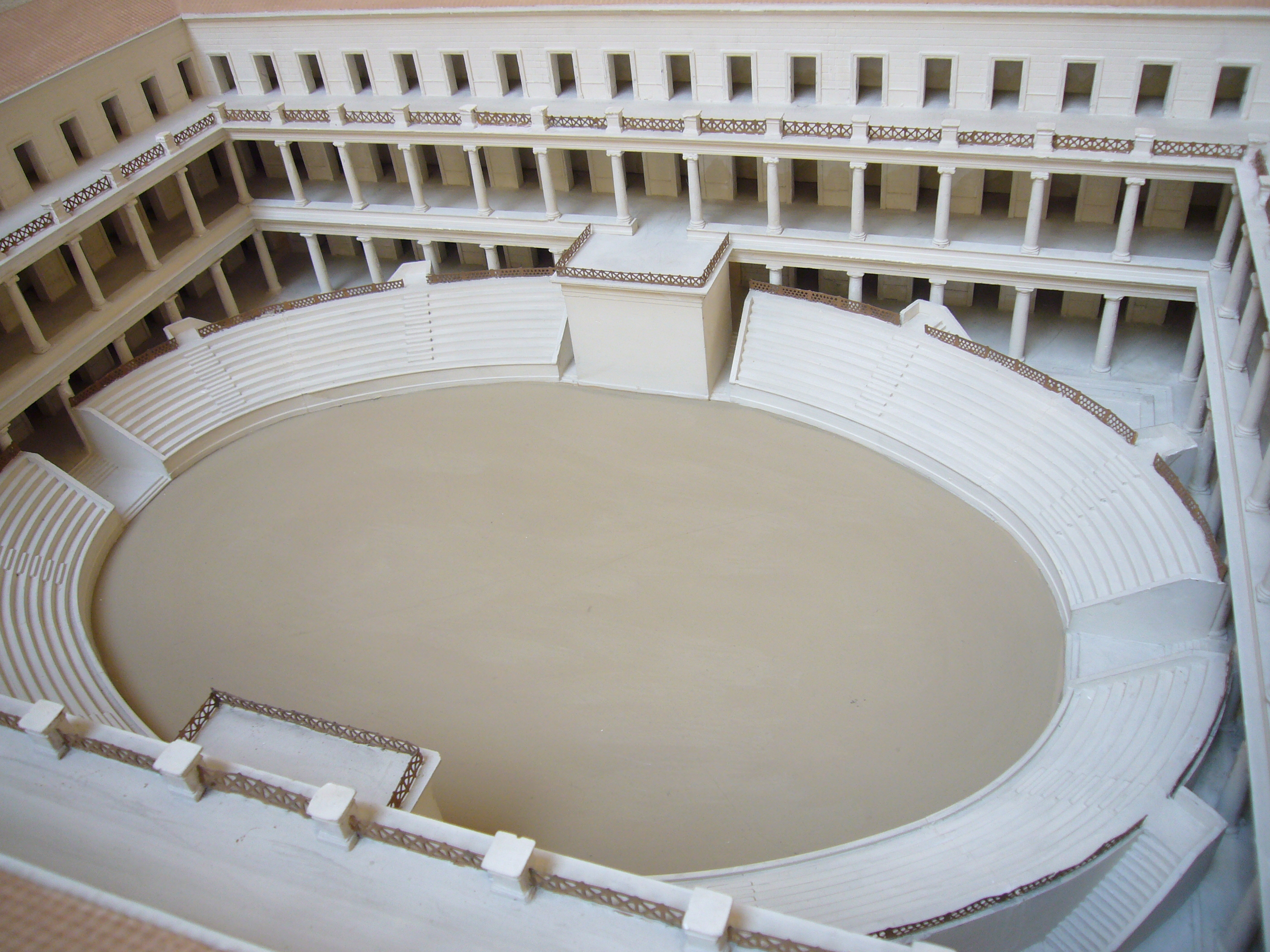
Ricostruzione del Ludus Magnus.

La pianta di ogni caserma-scuola era identica, semplice e funzionale: celle residenziali e di servizio collegate da una galleria, disposte attorno all'area ove si svolgeva l'addestramento. Giovenale descrive la segregazione dei gladiatori in base al tipo e allo status secondo le rigide gerarchie all'interno delle scuole: «anche la feccia più bassa dell'arena osserva questa regola; anche in carcere sono separati.» I reziari erano tenuti lontani dai damnati. Poiché la maggior parte degli ordinarii dei munera proveniva dalla stessa scuola, i potenziali avversari erano tenuti separati e al sicuro l'uno dall'altro fino al legittimo scontro. La disciplina era estrema, persino letale.
I gladiatori spesso non erano sempre relegati tra il ludus e l'anfiteatro ma viaggiavano da un capo all'altro dell'Impero. Questa mobilità variava a seconda dei contratti negoziati tra i munerarii e lanisti: es. Pompei attirò gladiatori da tutta la Campania, Capua in particolare. Questo nomadismo ovviamente coinvolgeva tutto il personale dello spettacolo gladiatorio. I movimenti furono fatti sia da Ovest a Est sia in direzione opposta: es. molti gladiatori greci o orientali furono impegnati in munera nelle province occidentali dell'Impero. Truppe di gladiatori seguirono anche gli imperatori nei loro viaggi di rappresentanza: es. Caligola, in visita a Lugdunum (Lione), diede un munus con gladiatori che si era portato da Roma.

### Arruolamento ed addestramento
In epoca imperiale, i volontari richiedevano il permesso di un magistrato per entrare in una scuola gladiatoria come aucratorati. Se questo era loro concesso, il medico della scuola ne valutava l'idoneità. Il loro contratto (auctoramentum) stabiliva la frequenza con cui dovevano esibirsi, il loro stile di combattimento e i guadagni. Un condannato in bancarotta o un debitore accettato come novizio (lat. novicius) poteva negoziare con il suo lanista o editor il pagamento parziale o completo del suo debito. Di fronte a folli stipendi per il re-arruolamento di abili auctorati, Marco Aurelio stabilì il limite massimo a 12.000 sesterzi.
I condannati ad ludum erano probabilmente marchiati con un tatuaggio (lat. stigma) sul viso, sulle gambe e/o sulle mani. I tatuaggi erano probabilmente verbali e non solo grafici e gli schiavi a volte erano così contrassegnati sulla fronte che Costantino vietò l'uso delle stigmate facciali nel 325 d.C. I soldati venivano regolarmente tatuati sulla mano.
Tutti i potenziali gladiatori, volontari o condannati, erano vincolati al servizio da un sacro giuramento (lat. sacramentum). Costretti ad un durissimo allenamento quotidiano e all'osservanza di una disciplina ferrea, i gladiatori novizi (lat. novicii) venivano introdotti gradualmente all'arte del duello, anzitutto contro sagome lignee (palum) alte sei piedi romani. I progressi venivano contestualmente misurati secondo una gerarchia decrescente di gradi chiamati pali in cui primus palus era il più alto. Le armi letali erano proibite nelle scuole: probabilmente venivano usate versioni di legno smussate e appesantite e solo nel momento in cui gli allievi erano ritenuti idonei a scontrarsi con avversari di carne ed ossa. Dopo l'iniziale periodo di ambientamento il lanista decideva insieme al magister, che giudicava le caratteristiche fisiche, la mobilità e la perizia sul campo, e ad un medicus, che ne valutava invece lo stato complessivo di salute, l'assegnazione del novizio (tiro) alla classe gladiatoria più idonea curandone, con la dieta e la ginnastica, lo sviluppo fisico e la tonicità muscolare. Le tecniche specializzate delle differenti categorie erano con buona probabilità apprese tramite numeri coreografati. Si preferiva uno stile elegante ed economico. L'addestramento includeva la preparazione per una morte stoica e impeccabile. Una formazione di successo richiedeva un impegno intenso.

### Assistenza medica, dieta e massaggi

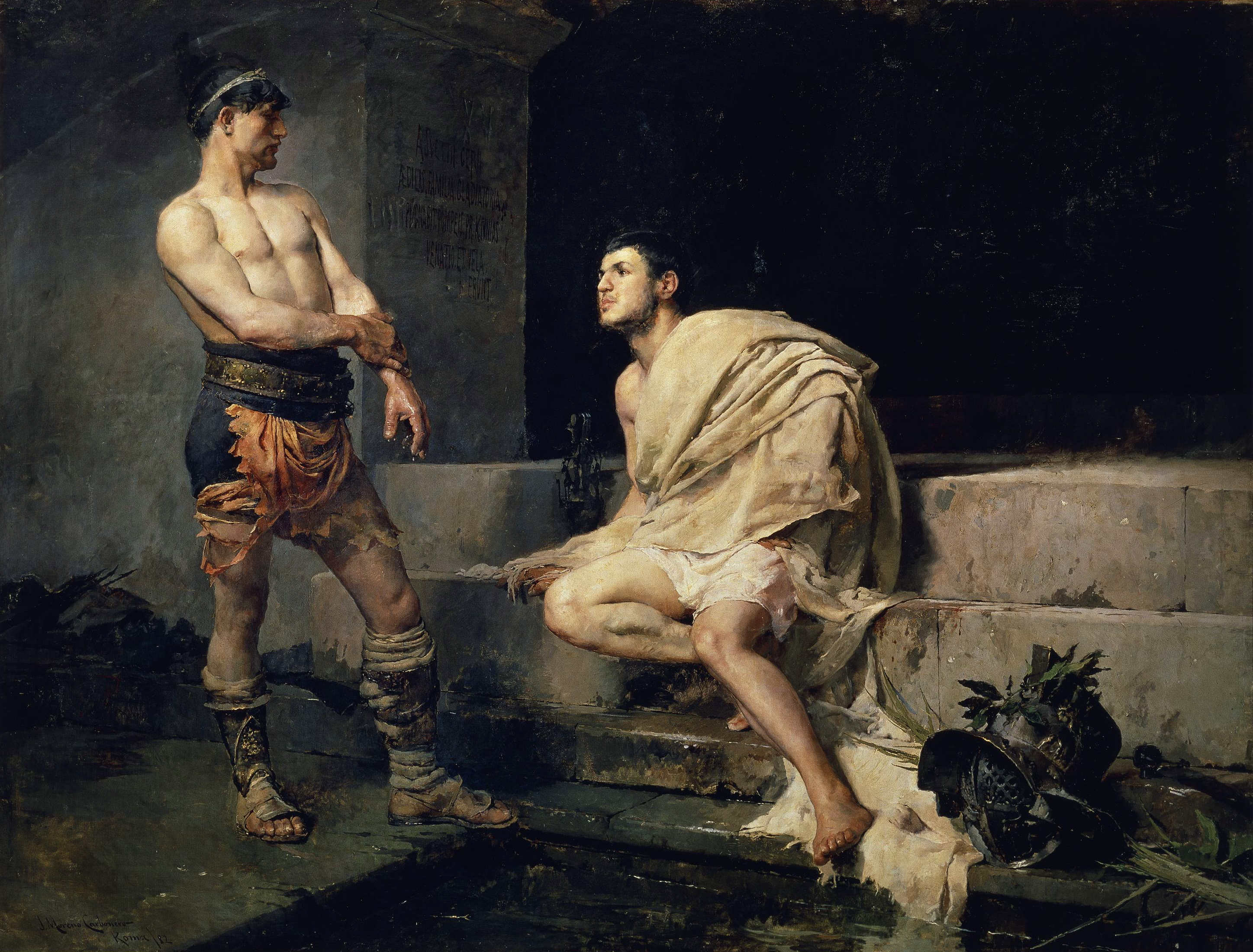
Gladiatori dopo la lotta, dipinto di José Moreno Carbonero (1882).

Massaggi regolari e cure mediche di alta qualità contribuivano a mitigare il regime di allenamento altrimenti molto severo dei gladiatori. Parte della formazione medica di Galeno (129-216 d.C.) avvenne nella scuola gladiatoria di Pergamo, sua città natale, dove vide (e in seguito avrebbe criticato) l'allenamento, la dieta e le prospettive di salute a lungo termine dei gladiatori. Memore di questa preziosa esperienza, il grande medico avrebbe poi incoraggiato i suoi discepoli a sfruttare i cadaveri dei gladiatori quali "casi studio" di anatomia.
Il medico non si occupava solo di curare i combattenti in caso di infortunio ma, più in generale, vigilava sulla loro salute, sul loro stile di vita e sulla loro dieta. Di solito era solo ma sempre scelto tra i professionisti più rispettabili. Qualora ne avesse, i suoi assistenti erano massaggiatori e guaritori tirocinanti, sufficienti a permettergli di delegare il lavoro intervenendo solo nei casi più gravi. La sua funzione principale era mantenere in vita il maggior numero possibile di gladiatori per evitare al lanista le spese per acquisire nuove reclute. Plinio il Vecchio riferisce che le ferite sanguinolente dei gladiatori erano sanate dalla siderite vegetale «e ancor più efficacemente dal fungo che cresce vicino alla radice di questa pianta.» Scribonio Largo fornisce una ricetta che considera efficace contro i colpi e le contusioni dei gladiatori. Il medico dei gladiatori doveva quindi conoscere le piante medicinali dal potere emostatico e contro le contusioni. Alcuni medici svolsero i loro compiti così bene da essere onorati dagli stessi gladiatori: es. tale Trophimos fu onorato con una statua in bronzo nell'anfiteatro di Corinto dai venatores che aveva curato. Come vedremo in seguito, il rapporto dei gladiatori con i medici non era limitato al "normale" rapporto paziente-medico ma vedeva i lottatori, o meglio i loro cadaveri, trattati dai dottori (con l'eccezione dei più illuminati quali appunto Galeno e Scribonio Largo che si opposero a tali pratiche) come fonte di rimedi per curare altre persone.
Nonostante la dura disciplina, i gladiatori rappresentavano un investimento sostanziale per il loro lanista ed erano quindi sottoposti ad un attento regime alimentare oltre che a cure particolari. Sembra che la dieta (lat. sagina) dei gladiatori fosse costituita prevalentemente di vegetali come legumi, cereali, cipolle, aglio, semi di finocchio, frutta e fichi secchi. Scarsa la carne ma non mancavano latticini, olio d'oliva, miele e vino annacquato. La mensa dei gladiatori si chiamava monomachotrophium (dal gr. μονομάχοι, 'gladiatori', e τρέφειν, 'nutrire'). Prima degli scontri nell'arena, per acquistare energia, i gladiatori di solito mangiavano focacce d'orzo speziate cosparse di miele e bevevano infusi di fieno greco dalle proprietà rinforzanti. I romani consideravano l'orzo inferiore al grano come alimento ma lo ritenevano un corroborante e Plinio ci riporta che l'uso massiccio dell'orzo da parte dei gladiatori aveva loro meritato il soprannome di hordearii, it "gonfi d'orzo".

## I gladiatori nella giurisprudenza romana
(Petronio, 117)
Costumi e istituzioni moderne offrono pochi utili parallelismi con il contesto legale e sociale dei gladiatori. Nel diritto romano, chiunque fosse condannato all'arena o alle scuole dei gladiatori (lat. damnati ad ludum) era un servus poenae (it. "schiavo della pena"), ed era considerato condannato a morte fino alla sua eventuale manumissio. Un rescritto di Adriano ricordava ai magistrati che "i condannati alla spada" (esecuzione) dovrebbero essere spediti immediatamente "o almeno entro l'anno", e quelli condannati ai ludi non dovrebbero essere congedati prima di cinque anni, o tre anni se concessa la manumissio. Solo gli schiavi ritenuti colpevoli di reati specifici potevano essere condannati all'arena; tuttavia, i cittadini ritenuti colpevoli di particolari reati potrebbero essere privati della cittadinanza, formalmente ridotti in schiavitù, quindi condannati; e gli schiavi, una volta liberati, potevano essere legalmente restituiti alla schiavitù per determinati reati. La punizione dell'arena poteva essere inflitta per banditismo, furto e incendio doloso e per tradimenti come ribellione, elusione del censimento per evitare di pagare le tasse dovute e rifiuto di prestare giuramenti legittimi.

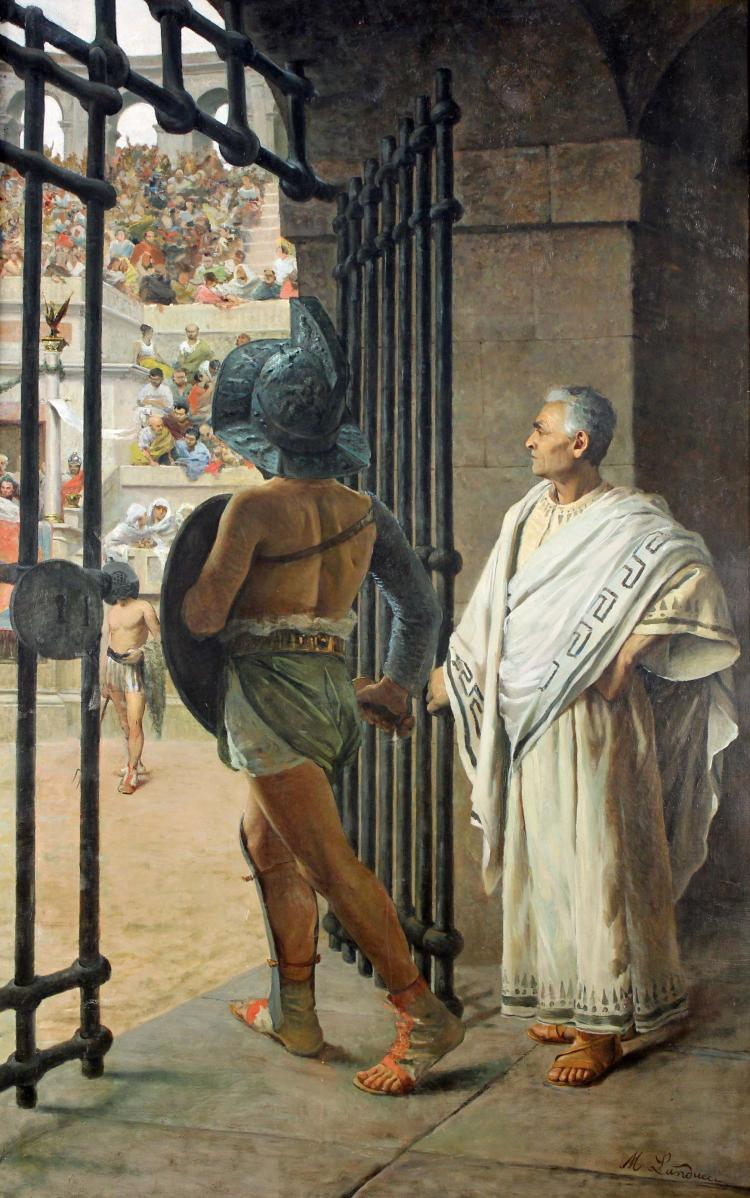
Il gladiatore, dipinto di Nicolao Landucci (1801-1868).

I trasgressori considerati particolarmente odiosi per lo stato, i noxii, ricevevano le punizioni più umilianti: nel I secolo a.C., venivano condannati alle bestie (lat. damnati ad bestias) nell'arena, quasi senza possibilità di sopravvivenza, o venivano costretti a uccidersi a vicenda. Dall'inizio dell'era imperiale, alcuni furono costretti a partecipare a nuove umilianti forme di rappresentazioni mitologiche o storiche, culminanti nella loro esecuzione. Quelli giudicati meno duramente potevano essere condannati ad ludum venatorium o ad gladiatorium, combattimento contro belve o gladiatori, e armati come ritenuto opportuno. Questi damnati almeno potevano così dare spettacolo e recuperare un po' di rispetto e, molto raramente, sopravvivere per combattere un altro giorno. Alcuni potevano anche diventare dei veri gladiatori.
Tra gli auctorati più ammirati e abili c'erano quelli che, dopo aver ottenuto la manumissio, tornarono volontariamente nell'arena. Alcuni di questi specialisti altamente qualificati ed esperti forse lo fecero perché incapaci di sopravvivere altrimenti. Il loro status giuridico, schiavo o libero, è incerto. Secondo il diritto romano, un gladiatore liberato non poteva «offrire servizi [come quelli di un gladiatore] dopo la manumissio, perché non possono essere eseguiti senza mettere in pericolo la [sua] vita.» Tutti i volontari a contratto, compresi quelli di classe equestre e senatoria, furono legalmente ridotti in schiavitù dalla loro auctoratio perché essa implicava la loro sottomissione potenzialmente letale al lanista. Tutti gli arenarii (coloro che apparivano nell'arena) erano «infami di reputazione», una stigma sociale che li escludeva dalla maggior parte di vantaggi e diritti della cittadinanza, aggravata dall'aver pagato per tali apparizioni. Lo status giuridico e sociale anche degli auctorati più popolari e facoltosi era quindi nella migliore delle ipotesi marginale. Non potevano votare, perorare in tribunale né redigere testamento e, a meno che non fossero stati uccisi, le loro vite e proprietà appartenevano ai loro padroni. Tuttavia, ci sono prove pratiche, informali se non del tutto lecite, contrarie. Alcuni gladiatori non liberi lasciarono in eredità denaro e proprietà personali a mogli e figli, possibilmente tramite un proprietario simpatizzante o la famiglia. Alcuni avevano propri schiavi cui diedero la libertà. Un gladiatore ottenne persino la cittadinanza da diverse città greche nelle province orientali.
Il munus di Cesare del 46 a.C. comprendeva almeno un equestre, figlio di un pretore, e due volontari di possibile rango senatorio. Augusto, grande amante dei giochi, vietò la partecipazione di senatori, cavalieri e dei loro discendenti come combattenti o arenarii ma nell'11 d.C. piegò le proprie regole e permise ai cavalieri di farsi gladiatori-volontari perché «il divieto non serviva.» Il decreto lario di Tiberio del 19 d.C. ribadì i divieti originari di Augusto, Caligola se ne fece beffa e Claudio li rafforzò. Nerone e Commodo li ignorarono. Anche dopo l'adozione del cristianesimo come religione ufficiale di Roma, la legislazione vietava il coinvolgimento delle alte classi sociali romane nei giochi, sebbene non nei giochi stessi. Nel corso della storia di Roma, alcuni volontari erano pronti a rischiare la perdita di status o reputazione apparendo nell'arena per denaro, gloria o, come in un caso registrato, per vendicare un affronto al loro onore personale. In un episodio straordinario, un aristocratico discendente dei Gracchi, già famigerato per il suo matrimonio, in sposa, con un suonatore di corna maschio, apparve in quello che potrebbe essere stato un incontro non letale o farsesco. Le sue motivazioni sono sconosciute ma il suo aspetto volontario e "spudorato" nell'arena combinava "l'abbigliamento femminile" di un umile reziarius tunicatus, ornato di nastri d'oro, con il copricapo apicale che lo contraddistinse come sacerdote di Marte. Nel racconto di Giovenale, sembra aver gustato la scandalosa esibizione di sé, gli applausi e la disgrazia che inflisse al suo più robusto avversario evitando ripetutamente il confronto.

## Gli anfiteatri

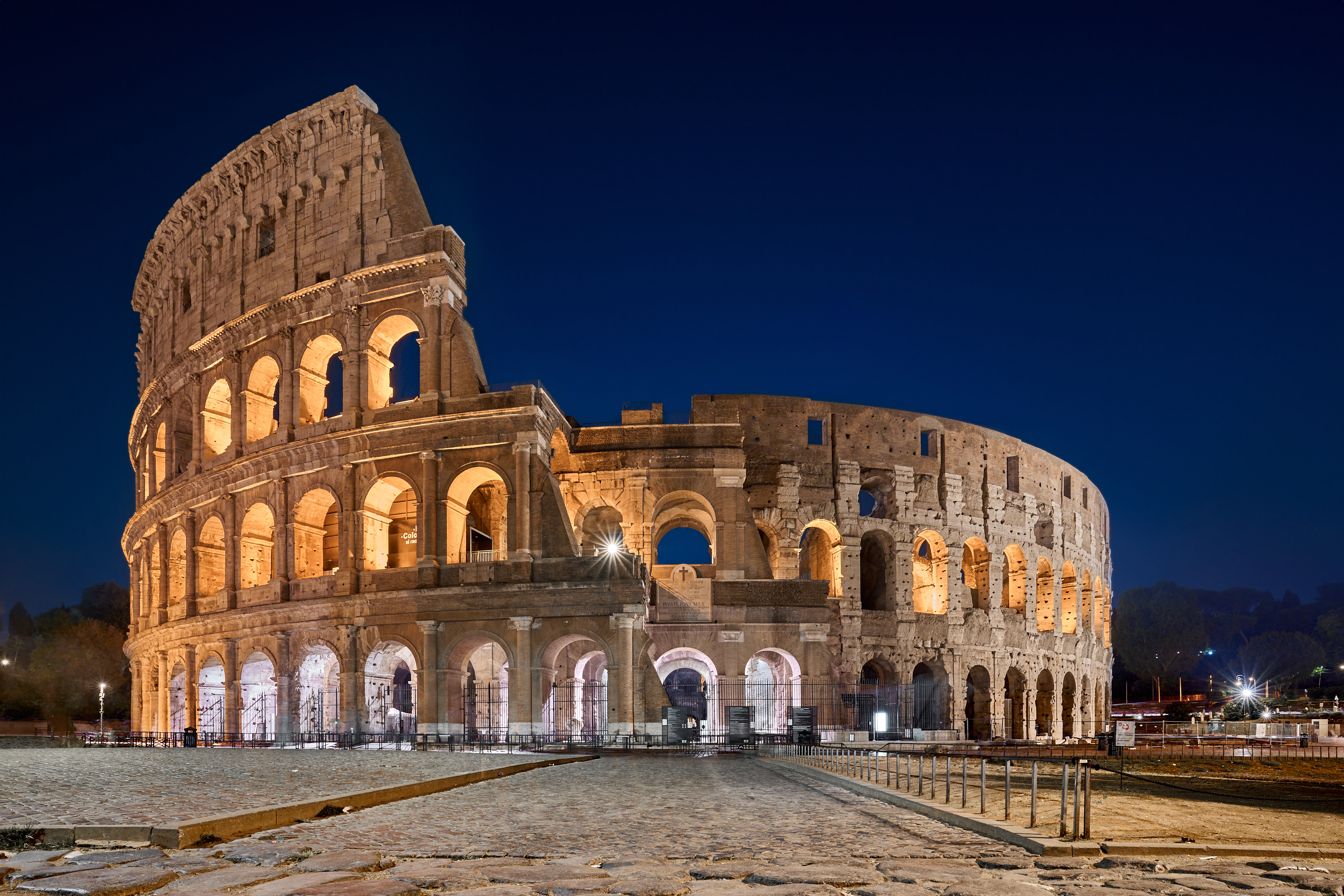
Il Colosseo di Roma, massimo esempio di anfiteatro romano.

Man mano che i munera divennero più grandi e popolari, a Roma spazi aperti come il Foro romano, il Foro boario, i Saepta Iulia o altre piazze cittadine furono adattati come sedi per gli spettacoli, con posti a sedere temporanei e tribune rialzate per il patrono e spettatori di alto rango. Si trattava di eventi popolari ma ancora legati all'iniziativa dei privati, quindi non veramente pubblici:
(Plutarco, Caio Gracco,  12.3–4..)
Verso la fine della Repubblica, Cicerone (Murena, 72-73) descrive ancora gli spettacoli dei gladiatori come spettacoli a pagamento la cui utilità politica era irretire i tribuni rurali della plebe, non il popolo di Roma in massa. In epoca imperiale invece, ai cittadini poveri destinatari del sussidio alimentare venivano anche assegnati alcuni posti a sedere gratuiti per i giochi, possibilmente tramite lotteria, mentre il resto del pubblico doveva pagare. I venditori di biglietti (lat. Locarii) a volte vendevano o concedevano posti a prezzi gonfiati. Marziale riporta che «Hermes [un gladiatore che attirava sempre la folla] significa ricchezza per i venditori di biglietti.»
L'architettura romana sviluppò, nel I secolo a.C., una nuova tipologia di edificio di forma ellittica destinato ad ospitare i munera e, in generale, gli spettacoli pubblici (con l'eccezione delle corse di carri per i quali erano necessarie le specificità strutturali del circo): l'anfiteatro. Il primo anfiteatro romano in muratura conosciuto fu costruito a Pompei da coloni di Silla intorno al 70 a.C. cui seguirono Capua e Cuma. Il primo nella città di Roma fu lo straordinario anfiteatro ligneo costruito nel 53 a.C. da Gaio Scribonio Curione: si basava su due strutture semicircolari, ove si svolgevano spettacoli teatrali, che potevano, ruotando su delle basi mobili, congiungersi formando un corpo unico. Il primo anfiteatro parzialmente in pietra fu inaugurato nell'Urbe nel 29-30 a.C. per il triplice trionfo di Ottaviano: c.d. "Anfiteatro di Statilio Tauro", voluto dal privato cittadino Tito Statilio Tauro nel Campo Marzio e mai utilizzato per grandi cerimonie pubbliche causa le ridotte dimensioni. In seguito, Caligola tentò di realizzare un anfiteatro presso i Saepta Iulia, rimasto incompleto, e Nerone ne fece costruire un altro al Campo Marzio, grande e sfarzoso. Tutte queste strutture furono però distrutte dal grande incendio di Roma del 64 d.C., così Vespasiano avviò nel 70 la costruzione del celeberrimo "Anfiteatro Flavio" o Colosseo come sarebbe poi stato chiamato: una struttura in grado di ospitare 50.000 spettatori, la più grande di questo genere in tutto l'Impero. Fu inaugurato da Tito nell'80 come dono personale dell'imperatore al popolo di Roma, pagato con la quota del bottino imperiale dopo la Prima guerra giudaica, con munera della durata di cento giorni. In tutte le province romane, da Occidente a Oriente, furono eretti, principalmente nei primi due secoli dell'Impero, oltre 180 anfiteatri che testimoniano della diffusione e del successo dei giochi e dell'avvenuta romanizzazione della provincia. Tra le costruzioni di maggior rilievo spiccano l'anfiteatro campano e l'arena di Verona in Italia, l'anfiteatro romano di Tours nella Gallia Lugdunense e l'Arena di Nîmes nella Gallia Narbonense, l'anfiteatro romano di Emerita Augusta e di Italica in Spagna, l'anfiteatro romano di El Jem e di Leptis Magna in Africa e l'arena di Pola in Illiria.

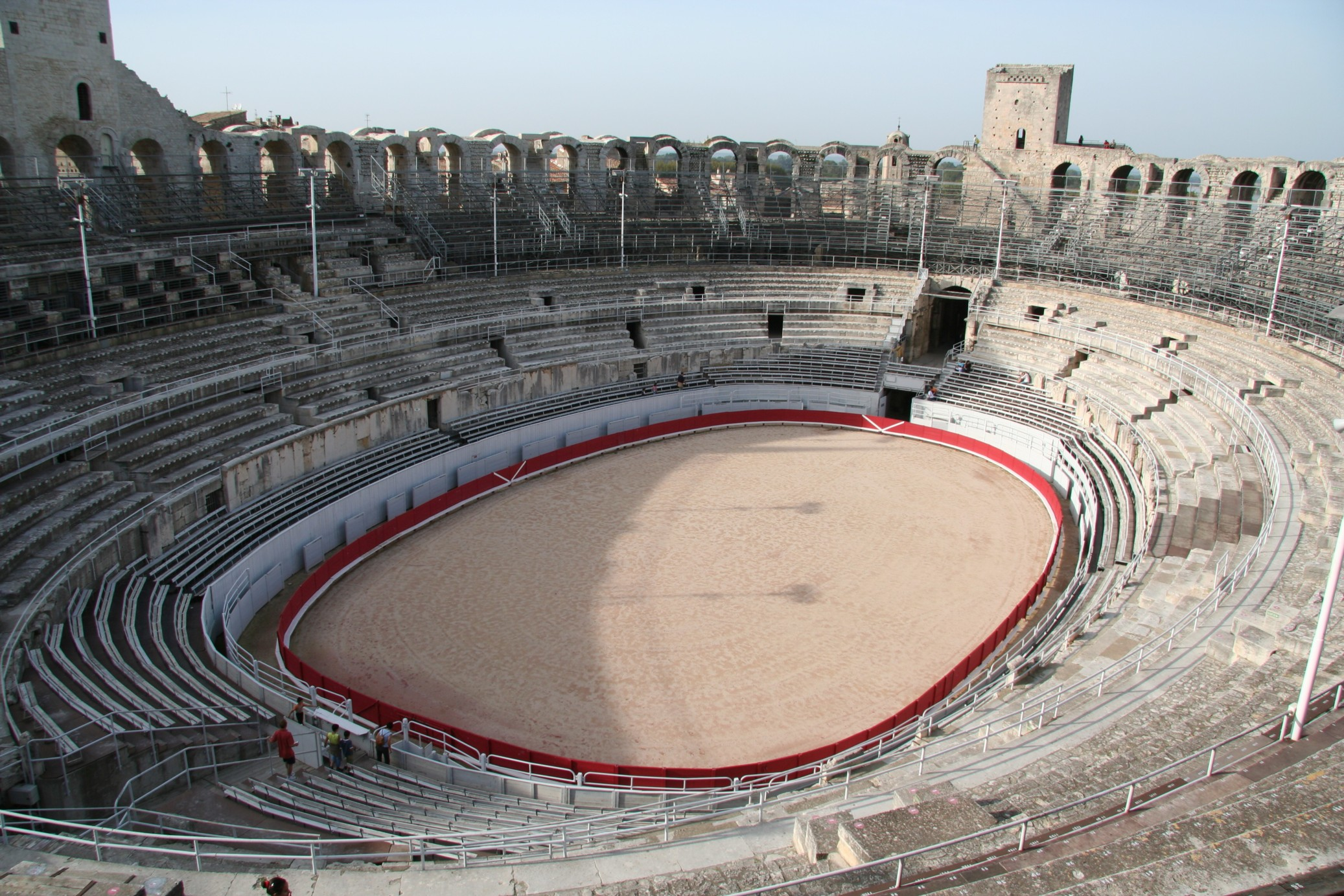
Arena di Arles (ca. 90 d.C.) - veduta interna.

Gli anfiteatri erano generalmente a pianta ovale. I loro gradini circondavano l'arena sottostante, dove venivano pronunciati i giudizi della comunità, in piena vista del pubblico. Dagli spalti, folla ed editore potevano valutare il carattere e il temperamento l'uno dell'altro. Per la folla, gli anfiteatri offrivano opportunità uniche di libertà di espressione e di parola (lat. theatralis licentia). Le petizioni potevano essere presentate all'editore (in qualità di magistrato) in piena vista della comunità. Fazioni e tifoserie potevano sfogare il loro malumore l'uno sull'altro e, occasionalmente, sugli imperatori. La dignitosa ma fiduciosa disinvoltura dell'imperatore Tito nella gestione della folla e delle sue fazioni nell'anfiteatro fu presa come una misura della sua enorme popolarità e della correttezza del suo impero. Il munus nell'anfiteatro serviva così alla comunità romana come teatro vivente e corte in miniatura, in cui giudicare non solo il valore dei combattenti nell'arena ma anche quello dei loro giudici. Gli anfiteatri fornivano anche un mezzo di controllo sociale. La loro sede fu "disordinata e indiscriminata" fino a quando Augusto ne prescrisse la disposizione nelle sue Riforme sociali. Per persuadere il Senato, espresse la sua angoscia a nome di un senatore che non riusciva a trovare posto in un affollato gioco a Puteoli:
(Svetonio, Augusto, 44)
Queste disposizioni non sembrano però essere state applicate con vigore.

### Fazioni, tifoserie e rivalità

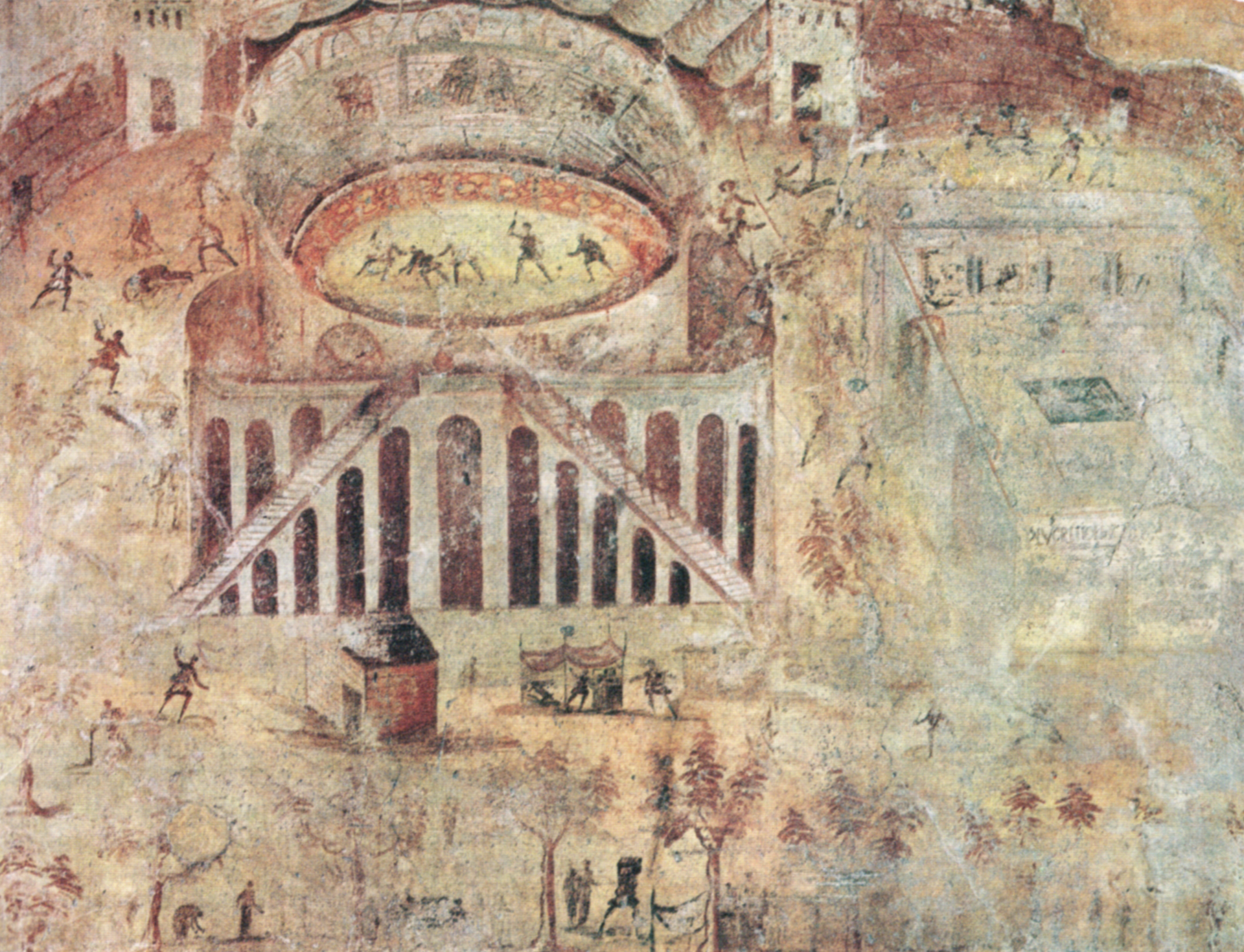
La zuffa tra pompeiani e nocerini - affresco di Pompei, oggi al Museo archeologico nazionale di Napoli.

Le fazioni popolari supportavano i gladiatori preferiti, sia singoli sia intesi come categoria. Secondo la legislazione augustea, il tipo "sannita" fu ribattezzato "secutor" (it. "cacciatore" o "inseguitore"). Il secutor era dotato di uno scudo "grande" lungo e pesante chiamato scutum, in ragione del quale i secutores, i loro sostenitori e qualsiasi altro tipo di gladiatore pesantemente corazzato e armato sviluppato dal modello sannita, come il mirmillone, erano secutarii (anche scutarii, scutularii o secutoriani). I tipi più leggeri, come il trace, erano dotati di uno scudo più piccolo e leggero chiamato parma, da cui loro e i loro sostenitori venivano chiamati parmularii. Gli imperatori non furono estranei alla passione per la tifoseria: Tito e Traiano tifavano per i parmularii e Domiziano per i secutarii; Marco Aurelio preferì invece non schierarsi. Nerone sembra godesse dello spettacolo offerto dalle risse tra fazioni turbolente, entusiaste e talvolta violente, ma chiamava le truppe se si spingevano troppo oltre.
Come per le Corse dei carri, anche per i giochi gladiatori le tifoserie e le fazioni non ci vengono presentate come ufficiali da alcuna delle fonti contemporanea. A differenza di molte organizzazioni non ufficiali a Roma, le fazioni sportive erano evidentemente tollerate come utili ed efficaci piuttosto che temute come segrete e potenzialmente sovversive.
C'erano anche rivalità locali. All'anfiteatro di Pompei, nel 59 d.C., regnante Nerone, lo scambio di insulti tra pompeiani e spettatori nocerini durante i ludi pubblici portò al lancio di pietre ed a una vera e propria sommossa, la c.d. "Zuffa fra Pompeiani e Nocerini" raffigurata da un affresco pompeiano oggi conservato nel Museo archeologico nazionale di Napoli. Molti furono uccisi o feriti. Nerone bandì i munera (ma non i giochi) a Pompei per dieci anni come punizione. La storia è raccontata in graffiti pompeiani e dipinti murali di alta qualità, con molto vanto della "vittoria" di Pompei su Nocera.
(Tacito, 14.17)

## I gladiatori nella vita quotidiana romana
Non si sa quanti gladiatoria munera furono organizzati nel corso della storia dell'Impero romano. Molti, se non la maggior parte, erano venationes e nel tardo impero alcuni potrebbero essere stati solo di quel genere. Nel 165 a.C., almeno un munus si tenne durante la Megalesia di aprile. Nella prima età imperiale, i munera di Pompei e dei paesi limitrofi furono dispersi da marzo a novembre. Includevano il munus di cinque giorni di un magnate provinciale di trenta paia di combattenti, oltre a cacce di belve. Un'unica fonte primaria tarda, il Calendario di Furio Dionisio Filocalo del 354, mostra come raramente i gladiatori fossero presenti in una moltitudine di feste ufficiali. Dei 176 giorni riservati a spettacoli di vario genere, 102 erano per spettacoli teatrali, 64 per le corse dei carri e appena 10, in dicembre, per giochi di gladiatori e venationes. Un secolo prima, l'imperatore Alessandro Severo (regno 222–235) potrebbe aver ridistribuito in modo più uniforme i munera durante tutto l'anno ma questo avrebbe rotto con quello che era diventato il posizionamento tradizionale dei principali giochi di gladiatori, alla fine dell'anno. Come fa notare Wiedemann, dicembre era anche il mese dei Saturnali, la festa di Saturno, in cui la morte era legata al rinnovamento e i più bassi erano onorati come i più alti.

### Esercito
Lo storico romano Livio scrisse: «Un uomo che sa vincere in guerra è un uomo che sa organizzare un banchetto e mettere in scena uno spettacolo».
Roma era essenzialmente un'aristocrazia militare latifondista. Fin dai primi giorni della Repubblica, dieci anni di servizio militare furono un dovere d'ogni cittadino romano e un prerequisito per l'elezione a cariche pubbliche. La devotio, la disponibilità a sacrificare la propria vita per il bene superiore della Patria, era centrale nell'ideale militare romano ed era il fulcro del giuramento militare romano, applicata in egual misura dal più alto al più basso grado nella catena di comando. Dato che un soldato impegnava la sua vita, almeno in teoria volontariamente, per la causa della vittoria di Roma, non ci si aspettava che sopravvivesse alla sconfitta.
Le guerre puniche, in particolare la quasi catastrofica sconfitta romana nella battaglia di Canne, ebbero effetti duraturi sulla Repubblica, sui suoi eserciti cittadini e sullo sviluppo dei munera gladiatorii. All'indomani di Canne, Scipione l'Africano crocifisse i disertori romani e fece gettare alle belve (lat. Damnatio ad bestias) i disertori non romani. Il Senato rifiutò di riscattare i prigionieri romani di Annibale, consultò i libri sibillini e prese provvedimenti più drastici:
(Livio, 22.55-57)
Il racconto rileva, a disagio, i sacrifici umani incruenti compiuti per aiutare a invertire le sorti della guerra a favore di Roma. Mentre il Senato radunava schiavi volontari, Annibale offrì ai suoi prigionieri romani disonorati una possibilità di morte onorevole, in quello che Livio descrive come qualcosa di molto simile al munus romano. Il munus rappresentava quindi un ideale essenzialmente militare, sacrificale, portato all'estremo compimento nel giuramento del gladiatore. Con una devotio volontaria, uno schiavo poteva raggiungere la qualità di un romano, la Romanitas, facendosi incarnazione della vera virtus ("virilità" o "virtù virile") e, paradossalmente, essergli concessa la missio pur rimanendo schiavo. Il gladiatore come combattente specializzato, nonché l'etica e l'organizzazione delle scuole gladiatorie, avrebbero influenzato lo sviluppo dell'esercito romano come la forza più efficace del suo tempo. Nel 107 a.C., la riforma mariana dell'esercito romano ne fece un'organizzazione professionale. Due anni dopo, in seguito alla sconfitta nella battaglia di Arausio:
(Valerio Massimo, 2.3.2)
I militari erano grandi appassionati dei giochi e supervisionavano le scuole. Molte scuole e anfiteatri erano situati presso o vicino a caserme militari e alcune unità dell'esercito provinciale possedevano truppe di gladiatori. Con il progredire della Repubblica, la durata del servizio militare passò da dieci a sedici anni, formalizzati da Augusto nel Principato. Sarebbe salito a venti, e più tardi, a venticinque anni. La disciplina militare romana era feroce, abbastanza grave da provocare un ammutinamento, nonostante le conseguenze. Una carriera come gladiatore volontario poteva pertanto apparire un'opzione interessante per alcuni. Del pari, i munera erano sicuramente una valvola di sfogo imprescindibile per il governo delle numerose e spesso riottose truppe.
Nel 69 d.C., l'anno dei quattro imperatori, le truppe di Otone a Bedriaco includevano 2000 gladiatori. Di fronte a lui sul campo, l'esercito di Vitellio era ingrossato da schiavi, plebe e gladiatori. Nel 167, l'esaurimento delle truppe a causa della peste e dell'abbandono potrebbe aver spinto Marco Aurelio a arruolare gladiatori a proprie spese. Durante le guerre civili che portarono al Principato, Ottaviano acquisì la truppa personale di gladiatori del suo ex-avversario, Marco Antonio che avevano servito il loro defunto padrone con lealtà esemplare ma che da allora scomparvero dalle fonti.

### Religione, etica e sentimento
La letteratura romana nel suo insieme mostra una profonda ambivalenza nei confronti degli spettacoli gladiatorii. Anche i munera più complessi e sofisticati dell'età imperiale evocavano gli antichi, ancestrali dii manes degli inferi ed erano incorniciati dai riti propiziatori e dai sacrifici prescritti dalla legge. La popolarità dei giochi rese inevitabile la loro cooptazione da parte dello Stato e, in età repubblicana, Cicerone riconobbe la loro sponsorizzazione come un imperativo politico. Malgrado l'adulazione popolare di cui godevano quando campioni, i gladiatori erano degli emarginati, soggetti al disprezzo sociale, ma ciò non impediva alla folla di ammirarli. Lo stesso Cicerone, pur sprezzante del volgo, condivideva l'ammirazione per i comportamenti stoici dei gladiatori che «anche quando sono stati abbattuti, figuriamoci quando stanno in piedi e combattono, non si disonorano mai. E supponiamo che un gladiatore sia stato atterrato, quando ne hai mai visto uno storcere il collo dopo che gli è stato ordinato di allungarlo per il colpo mortale?» La sua stessa morte avrebbe poi emulato questo esempio. Tuttavia, Cicerone si riferì al suo avversario populista Publio Clodio Pulcro, pubblicamente e aspramente, appellandolo "bustuarius" per sottenderne i comportamenti degeneri degni del tipo più arcaico e volgare di gladiatore. L'appellativo "gladiatore" fu usato come insulto per tutto il periodo romano e "sannita" aggravava l'insulto, nonostante la popolarità del gladiatore sannitico. Silio Italico scrisse, quando i giochi stavano per giungere all'apice, che i campani degenerati avevano escogitato il peggiore dei precedenti, che ora minacciava il tessuto morale di Roma: «Era loro abitudine animare i loro banchetti con spargimenti di sangue e unire ai loro banchetti i orrenda vista di uomini armati [(Sanniti)] che combattevano; spesso i combattenti cadevano morti al di sopra delle stesse coppe dei festaioli, e le tavole erano macchiate di rivoli di sangue. Così Capua fu demoralizzata.» La morte potrebbe essere giustamente inflitta come punizione, o accolta con equanimità in pace o in guerra, come un dono del destino; ma quando inflitto come intrattenimento, senza alcuno scopo morale o religioso sottostante, poteva solo inquinare e sminuire coloro che ne erano stati testimoni.
Il munus stesso poteva essere interpretato come una pia necessità ma il suo crescente lusso corrompeva la virtù romana e creava un appetito non romano per la dissolutezza e l'autoindulgenza. I ludi di Cesare del 46 a.C. erano mero intrattenimento per guadagno politico, uno spreco di vite e denaro che sarebbe stato meglio distribuito ai suoi legionari veterani. Eppure, per Seneca e per Marco Aurelio, entrambi seguaci dello stoicismo, il degrado dei gladiatori nel munus metteva in evidenza le loro virtù stoiche: l'obbedienza incondizionata al loro padrone e al destino, e l'equanimità di fronte alla morte. Non avendo "né speranza né illusioni", il gladiatore poteva trascendere la propria natura degradata e depotenziare la morte stessa incontrandola faccia a faccia. Il coraggio, la dignità, l'altruismo e la lealtà erano moralmente redentori. Luciano di Samosata ha idealizzato questo principio nella sua storia di Sisinnes, gladiatore volontario che guadagnò 10.000 dracme e le usò per comprare la libertà per il suo amico Toxaris. Seneca aveva un'opinione più bassa dell'appetito non stoico della folla per i ludi meridiani: «L'uomo [è] [...] ora massacrato per scherzo e divertimento; e coloro che era empio addestrare allo scopo di infliggere e sopportare ferite sono avanza esposto e indifeso.»

Questi resoconti cercano un significato morale più elevato dal munus ma le istruzioni molto dettagliate (sebbene satiriche) di Ovidio per la seduzione nell'anfiteatro suggeriscono che gli spettacoli potrebbero aver generato un'atmosfera potente e pericolosamente sessuale. Le prescrizioni augustee dei posti a sedere collocavano le donne (eccettuate le vestali che erano legalmente inviolabili) il più lontano possibile dall'azione nell'arena o almeno ci provarono. Rimaneva l'eccitante possibilità di trasgressioni sessuali clandestine da parte di spettatori di alta casta con i loro eroi dell'arena. Tali eventi erano fonte di pettegolezzi e satira ma alcuni divennero imperdonabilmente pubblici:
(Giovenale, 6.102ff)
Eppia, moglie di un senatore, e il suo Sergio fuggirono in Egitto, dove lui la abbandonò. La maggior parte dei gladiatori avrebbe puntato più in basso. Il fascino dei gladiatori sulle donne romane è confermato da alcune scritte ritrovate sui muri di Pompei: ad esempio il reziario Crescente viene indicato come «signore e medico delle fanciulle nottambule» (dominus et medicus puparum noctornarum), mentre il trace Celado viene definito come «lo struggimento e l'ammirazione delle ragazze» (suspirium et decus puellarum) ma potrebbe anche essersi trattato d'un sogno di Celado stesso. Marziale definì addirittura il gladiatore Ermes «tormento e spasimo delle spettatrici» (cura laborque ludiarum).
Come già ricordato, il valore simbolico del gladiatore era tale che il suo cadavere poteva essere fonte di rimedi superstiziosi contro varie patologie. Secondo una tradizione non verificata il sangue di un gladiatore morto veniva ricercato come efficace afrodisiaco. Molto più diffusa era invece l'usanza di ricorrere a feticci gladiatori come cura contro l'epilessia: es. mangiare il cervello di un giovane cervo ucciso con l'arma che aveva appena ucciso un gladiatore, bere sangue dal cranio di un gladiatore morto o mangiare un pezzo del suo fegato. Come riporta Plinio, i romani per lo più bevevano il sangue dai gladiatori morenti come da coppe viventi, «sanguinem quoque gladiatorum bibunt, ut viventibus poculis, comitiales [morbi]» anche come rimedio per l'anemia oltre che per l'epilessia. Per questo motivo, spesso, i reziari raccoglievano con spugne nell'arena il sangue dei gladiatori feriti o uccisi per venderlo. Galeno e Scribonio Largo condannarono queste pratiche come ciarlataneria ma nonostante ciò il sangue di gladiatore quale rimedio anti-epilettico fu in uso per secoli e a lungo fu indicato nella letteratura medica come «un ottimo rimedio, ben provato» anche dopo la morte dell'ultimo gladiatore.

Nella tarda epoca imperiale, Servio Mauro Onorato usa lo stesso termine denigratorio di Cicerone, bustuarius, per i gladiatori. Tertulliano lo usò in modo leggermente diverso: tutte le vittime dell'arena erano sacrificali ai suoi occhi ed espresse il paradosso degli arenarii come classe, da un punto di vista cristiano:
(Tertulliano, XXII)

### Arte e cultura
( lat Terenzio, Hecyra,  p. Prologo II.)

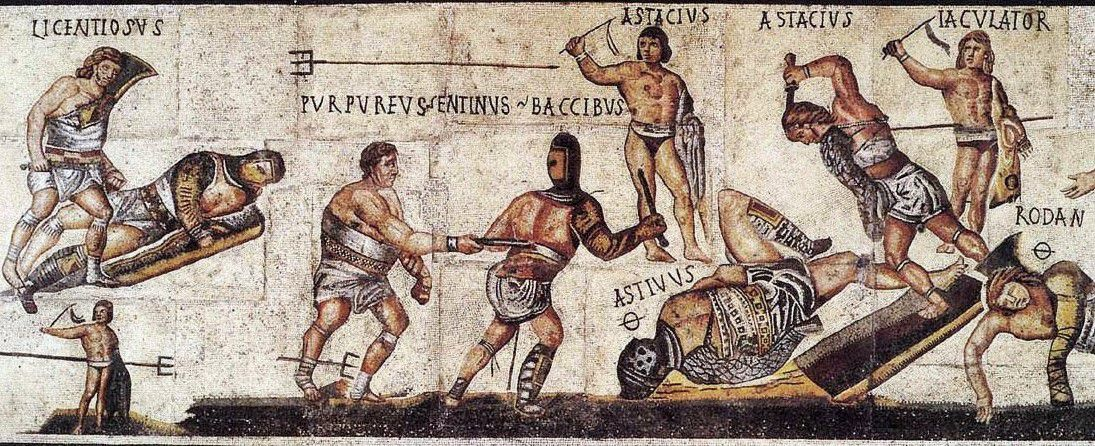
Mosaico del gladiatore a Galleria Borghese - DETTAGLIO - Datato approssimativamente al 320 d.C. Il simbolo Ø (theta e thanatos) indica i gladiatori morti in combattimento.

Immagini di gladiatori si potevano trovare in tutta la Repubblica e l'Impero, tra tutte le classi. Le pareti della "Agorà italiana" a Delo (II secolo a.C.) erano decorate con dipinti di gladiatori. I mosaici datati dal II al IV secolo d.C. sono stati preziosi per la ricostruzione del combattimento e delle sue regole, dei tipi di gladiatori e dello sviluppo del munus. In tutto il mondo romano, ceramiche, lampade, gemme e gioielli, mosaici, rilievi, pitture murali e statue offrono testimonianze, a volte migliori, degli abiti, oggetti di scena, equipaggiamento, nomi, eventi, prevalenza e regole del combattimento dei gladiatori. I periodi precedenti forniscono solo esempi occasionali, forse eccezionali. Il "Mosaico del gladiatore" della Galleria Borghese mostra diversi tipi di gladiatori e il mosaico della villa romana di Bignor (Britannia) mostra dei putti equipaggiati come gladiatori. Furono prodotte ceramiche-ricordo raffiguranti gladiatori nominati in combattimento; immagini simili di qualità superiore, erano disponibili su articoli più costosi in ceramica, vetro o argento di alta qualità.
Plinio il Vecchio fornisce vividi esempi della popolarità della ritrattistica dei gladiatori ad Antium e un trattamento artistico offerto da un aristocratico adottivo per i cittadini solidamente plebei dell'Aventino romano:
(Plinio, 30.32)

## Influenze nella cultura europea

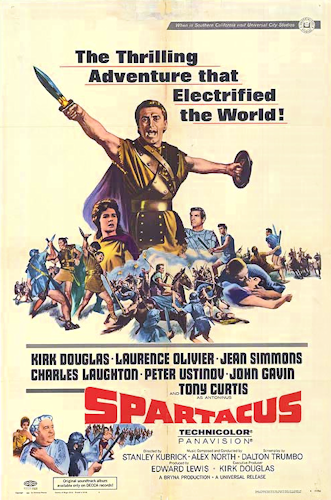
Locandina del film Spartacus (1960) realizzata da Reynold Brown.

I ricercatori contemporanei offrono un'originale reinterpretazione del gladiatore, figura che ha tanto affascinato quanto diviso gli storici sin dal Romanticismo. Data a quegli anni, infatti, la rivalutazione culturale del passato cristiano dell'Europa, inteso come cristianesimo del periodo tardo antico e/o medievale, inteso come elemento letterario-iconografico comune al sostrato europeo ed alla sua evoluzione, in contrapposizione con la deriva anti-cristiana (in realtà anti-clericale) dell'Illuminismo. Con questo in mente, gli artisti romantici, fossero essi scrittori, pittori, architetti o musicisti, che ben conoscevano Marziale, Svetonio e gli altri autori classici, approcciarono in modo nuovo alla narrazione della romanità intesa come sfondo/contesto nel quale i primi cristiani mossero i loro passi. Nacquero così romanzi best seller quali Fabiola o la Chiesa delle Catacombe del cardinale Nicholas Wiseman (1854) e Quo vadis? di Henryk Sienkiewicz (1896), poi oggetto di adattamenti cinematografici che lanciano favolose ricostruzioni storiche dei munera.
Si deve però ai pomposi pittori romantici ed agli architetti-antiquari che allora facevano affari tra Roma, Parigi e Berlino a fissare nell'immaginario collettivo i luoghi comuni che ispirarono il registi del primo Novecento: il pollice verso, la morte sistematica dei vinti, schiavi costretti a combattere contro la loro volontà e sacrificati sull'altare della crudeltà e del sadismo romano, armi e panoplie fantastiche. Il risultato fu il filone cinematografico dei peplum (es. Ben-Hur, Cleopatra, Spartacus, Quo vadis, La tunica), nel quale il cinema italiano ebbe un ruolo predominante, contro il quale lavorano oggi con intento chiarificatore gli storici della romanità e che gode nel XXI secolo un revival lanciato dalla pellicola di Ridley Scott Il gladiatore (2000).

### Filmografia

#### Film
- Spartacus, regia di Stanley Kubrick (1960)
- Il gladiatore invincibile, 1961
- Il gladiatore di Roma, 1962
- Il magnifico gladiatore, 1964
- Il gladiatore che sfidò l'impero, 1965
- Il gladiatore (Gladiator), regia di Ridley Scott (2000)
- Gladiatori di Roma, 2012

#### Televisione
- Spartacus - Sangue e sabbia
- Spartacus - Gli dei dell'arena
- Spartacus - La vendetta
- Spartacus - La guerra dei dannati
- Gladiatori - Il torneo delle sette meraviglie
- Gladiator Academy

### I gladiatori nella rievocazione storica
Alcuni rievocatori storici tentano di ricreare le palestre e gli spettacoli dei gladiatori romani. Alcuni di questi gruppi fanno parte di più grandi gruppi di rievocazione storica romana e altri sono completamente indipendenti, sebbene possano partecipare a dimostrazioni più ampie di rievocazione storica romana o rievocazione storica in generale. Questi gruppi di solito si concentrano sulla rappresentazione di finti combattimenti di gladiatori nel modo più accurato possibile.

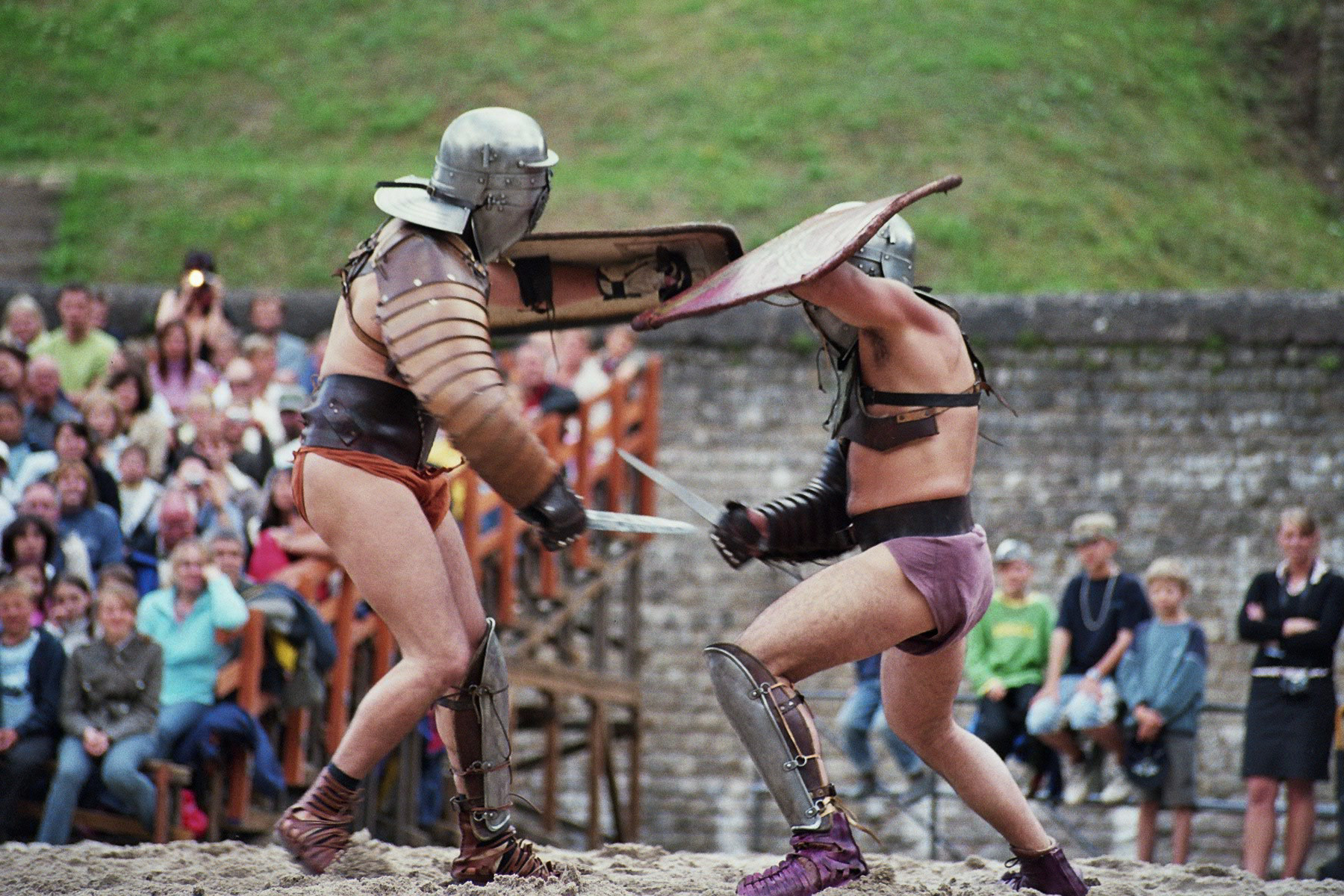
Spettacolo gladiatorio a Treviri (2005).
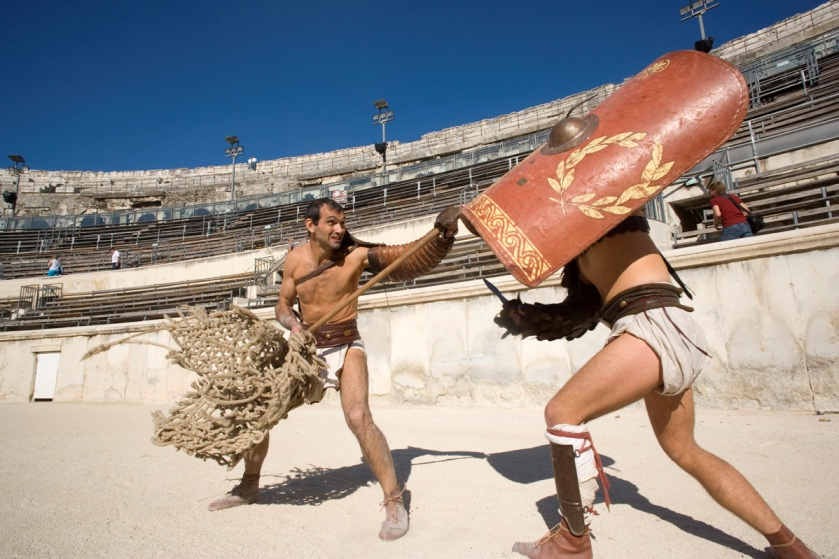
Spettacolo gladiatorio a Nîmes (2005).
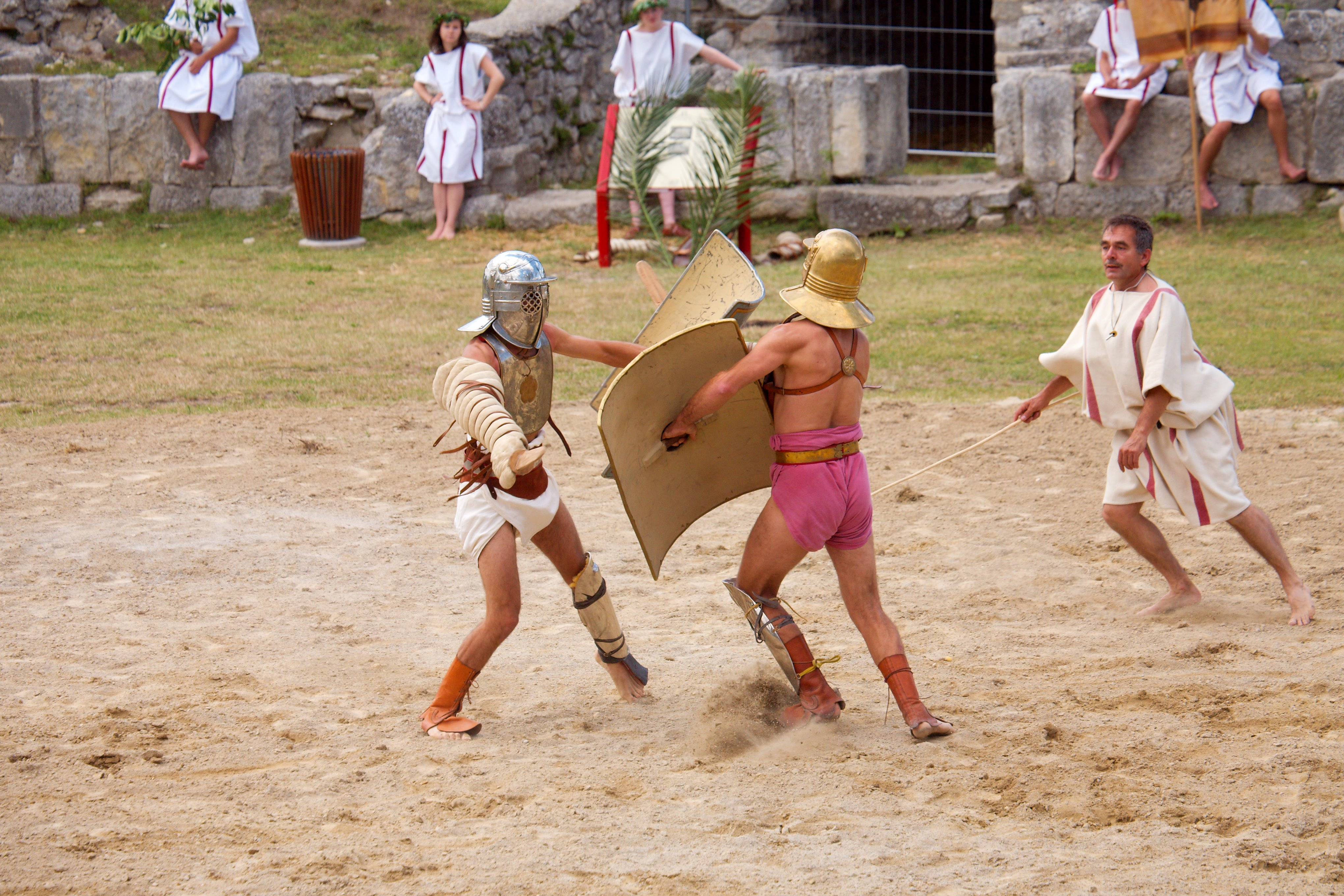
Spettacolo gladiatorio a Carnuntum (Austria, 2007).
- Video di uno spettacolo gladiatorio presso il Roman Villa Borg (Germania, 2011): reziario vs secutor e trace vs mirmillone

### Esplicative
1. ↑   Bianca Maria Felletti Maj, La tradizione italica nell'arte romana, vol. 1, Roma, G. Bretschneider, 1977,  p. 114.
«L'origine etrusca dei giochi gladiatori è stata affermata (O. Keck, in Annlnst, 53, 1881, p. 16 ss) e accettata da molti studiosi.»
2. ↑  La storiografia recente tende spesso a denominare con questo nome il conflitto. Si vedano, ad esempio, Luciano Canfora, Giulio Cesare. Il dittatore democratico, Laterza, Bari 1999, pp. 15 e 23; Antonio Spinosa, Augusto. Il grande baro, Mondadori, Milano 1996, p. 11; Yvon Thébert, Lo schiavo, in Andrea Giardina, L'uomo romano, Laterza, Bari-Roma 1993, p. 162; Giulia Stampacchia, La rivolta di Spartaco come rivolta contadina, in Index, 1980, volume IX; Masaoki Doi, La rivolta di Spartaco e l'antica Tracia, in AIGC, 1980-1981, volume XVII; Masaoki Doi, Le trattative tra Roma e Spartaco, in IV Scritti Guarino; Roberto Orena Rivolta e rivoluzione. Il bellum di Spartaco nella crisi della repubblica e la riflessione storiografica moderna, Milano 1984; Angelo Russi, Spartaco e M. Licinio Crasso nella Lucania e nel Bruzio, in Studi in onore di Albino Garzetti; Theresa Urbainczyk, Spartacus, Londra 2004.
3. ↑  (LA) Plutarco, Moralia, 1803.
«Anche tra i gladiatori vedo coloro che [...] trovano più piacere nel liberare i loro schiavi e raccomandare le loro mogli ai loro amici, piuttosto che nel soddisfare i loro appetiti» ed. in Futrell 2006, pp. 86–87.
4. ↑  Nelle province orientali del tardo impero lo archiereis di stato univa i ruoli di editore, sacerdote di culto imperiale e lanista, conferendo gladiatoria munera nei quali l'uso di armi affilate sembra fosse un onore eccezionale - Carter 2004, pp. 43, 46–49.
5. ↑  Marco Aurelio ha incoraggiato l'uso di armi contundenti - Cassio Dione, 71.29.4
6. ↑  Anche se non sempre: il gladiatore Diodoro accusa della sua morte "il destino omicida e l'astuto tradimento della summa rudis", non il proprio errore nel non finire il suo avversario quando ne ha avuto l'occasione - Robert 1940
7. ↑  Le lapidi di diversi musicisti e gladiatori menzionano tali modulazioni - Fagan 2011, pp. 225–226 e note a piè di pagina.
8. ↑  Al tempo di Tertulliano, Mercurio era identificato con il greco Ermes psicopompo, guida delle anime verso gli inferi. Tertulliano descrive questi eventi come esempi di vuota empietà, in cui le false divinità di Roma sono accettabilmente impersonate da persone basse e assassine ai fini del sacrificio umano e del divertimento malvagio costituito dai munera - Kyle 1998, pp. 155–168.
9. ↑  I rituali del Dis Pater e di Jupiter Latiaris sono citati nel Ad Nationes di Tertulliano, 10.1.47: l'autore descrive l'offerta del sangue di un gladiatore caduto a Giove Latiaris da parte di un sacerdote officiante, quasi una parodia dell'offerta del sangue dei martiri, all'interno di un munus (o un ludus) dedicata a Giove Latiaris; nessuna pratica del genere è altrimenti registrata e Tertulliano potrebbe aver sbagliato o reinterpretato ciò che ha visto - Kyle 1998, pp. 40, 155–168.
10. ↑  Kyle contestualizza il panem et circenses di Giovenale, pane e giochi per accontentare la plebe politicamente apatica (Giovenale, 4.10), all'interno di un resoconto della morte e damnatio di Seiano, il cui corpo fu fatto a pezzi dalla folla e lasciato insepolto - Kyle 1998, pag. 14 e nota #74
11. ↑  Svetonio fa augurare al popolo la stessa sorte sul corpo di Tiberio, una forma di damnatio: essere gettato nel Tevere, o lasciato insepolto, o "trascinato con l'uncino" - Svetonio, Tiberio 75
12. ↑  La forma del nome unico su un memoriale di gladiatori indica solitamente uno schiavo, due un liberto o auctorato congedato e, molto raro tra i gladiatori, tre (tria nomina) un liberto o un cittadino romano a pieno titolo. Vedi anche vroma.org sui nomi romani - Futrell 2006, pp. 133, 149–153.
13. ↑  (EN) Garrett GF, Gladiators, combatants at games, in Oxford Classical Dictionary online, luglio 2015.
«Questo rifiuto di ammettere una sconfitta onesta di fronte ad abilità superiori parla di nuovo di orgoglio professionale e di una certa spacconeria che è a tutt'oggi comune negli sport da combattimento»
14. ↑  Ne parlano Polibio, 10.20 e Livio, 26.51, riferendosi all'addestramento dei soldati di Scipione l'Africano in Spagna (III sec. a.C.), e Vegezio, 1.11 definendolo clava (V sec. d.C.)
15. ↑  Il rogo vivo di un soldato che nel 43 a.C. si rifiutò di diventare auctoratus in una scuola spagnola è eccezionale solo perché cittadino, tecnicamente esente da tale costrizione e pena - Welch 2007, p. 17.
16. ↑  La sopravvivenza e la "promozione" sarebbero state estremamente rare per i damnati, inaudite per i noxii, nonostante il racconto morale di Androcle in (LA) Aulo Gellio, Noctes Atticae. - Kyle 1998, p. 94.
17. ↑  In origine, queste strutture si chiamavano Spectacula, ad indicarne la funzione per la quale erano state concepite. Il termine anfiteatro, derivato da amphi e theatron, ovvero "luogo da cui si vede tutt'attorno", attestato per la prima volta in (LA) Vitruvio, De architectura., lo soppianterà in breve tempo - Guidi 2006, p. 41.
18. ↑  Tale diffusione, la prima di cui si ha notizia, è un altro indizio a favore dell'origine campana dei giochi - Guidi 2006, p. 11.
19. ↑  Le organizzazioni legittime e semiufficiali includevano società funebri e funerarie, che di solito erano autoregolamentate sotto la supervisione di un magnate o magistrato locale; avevano anche importanti funzioni sociali ed erano ammissibili a sovvenzioni governative, ma ci si aspettava che utilizzassero tutto il loro reddito per la fornitura di servizi funebri, non per realizzare un profitto per gli investitori o le parti interessate.
20. ↑  Molto celebrata nella tradizione militare romana era la devotio di due consoli appartenenti alla gens plebea Decia, Publio Decio Mure (console 340 a.C.) e suo figlio Publio Decio Mure (console 312 a.C.) - Kyle 1998, p. 81.
21. ↑  Livio, 22.51.5–8 riporta che a Canne i soldati romani feriti offrirono il collo ai commilitoni per il colpo di grazia.
22. ↑  Il livore dei romani nei confronti dei Sanniti si protrasse a lungo, dopo le Guerre puniche, al punto che "sannita" divenne un vero e proprio insulto ai tempi della Repubblica - v.si Wiedemann 1992, p. 33; Kyle 1998, p. 2; Kyle 2007, p. 273.
23. ↑  Per bustuarius, con riferimento al presunto empio turbamento di Clodio al funerale di Mario, v.si (LA) Cicerone, In Pisonem. e Bagnani 1956, p. 26; per il bustuarius come una classe di gladiatori inferiore a quella impiegata nel pubblico munus. I riferimenti poco lusinghieri di Cicerone a Marco Antonio come gladiatore sono nella sua Seconda Filippica - Kyle 2007, p. 273.
24. ↑  Tacito, 15.44 descrive la pubblica ripugnanza verso la punizione di Nerone dei cristiani, che sembrava basata sulla sua brama di crudeltà, piuttosto che sul desiderio del bene pubblico.

### Bibliografiche
1. 1 2  Meijer 2006, pp. 5–7.
2. 1 2 3   Raymond Bloch, Gli Etruschi, Il Saggiatore Economici, 1994,  p. 124.
3. 1 2  Futrell 2006, pp. 4–7.
4. 1 2  Meijer 2006, p. 15.
5. ↑  Giovenale, 10.81.
6. ↑   Facchini S, I luoghi dello sport nella Roma antica e moderna, Istituto Poligrafico e Zecca dello Stato, Libreria dello Stato, 1990,  p. 54.
7. 1 2  Guidi 2006, p. 24.
8. 1 2 3  (LA) III, 12, 9, in Codex Justinianus.
9. ↑  Jacobelli 2003.
10. ↑  (FR) Teyssier É, Communiquer dans l’amphithéâtre sous le Haut Empire, in Duma J (a cura di), Le rituel des cérémonies, Éditions du Comité des travaux historiques et scientifiques, 2015,  p. 62.
11. ↑  Paolucci 2003, p. 11.
12. ↑  Guidi 2006, pp. 10–11.
13. 1 2 3 4  Welch 2007, p. 21.
14. 1 2  Paolucci 2003, p. 14.
15. ↑  Tertulliano, 12.2.
16. ↑   Giacomo Devoto, Gli antichi italici, vol. 79, Firenze, Vallecchi, 1967.
17. ↑  Futrell 2006, pp. 8–9.
18. ↑  (EN) F. Millar, The Crowd in Rome in the Late Republic, Ann Arbor, University of Michigan Press, 1998, ISBN 0-472-10892-1.
19. ↑  (EN) H. Mouritsen, Plebs and Politics in the Late Roman Republic, Cambridge, Cambridge University Press, 2001, ISBN 0-521-79100-6.
20. ↑  Giovenale, X, 81.
21. ↑  Welch 2007, pp. 18–19.
22. 1 2  Guidi 2006, p. 35.
23. 1 2  Guidi 2006, p. 17.
24. ↑  Guidi 2006, p. 18.
25. ↑  Svetonio, Cesare, XXX.
26. ↑   S. Facchini, I luoghi dello sport nella Roma antica e moderna, Istituto Poligrafico e Zecca dello Stato, Libreria dello Stato, 1990,  p. 54.
27. ↑  Astolfi 2021, p. 403.
28. 1 2  Futrell 2006, p. 133.
29. 1 2  (FR) Y. Modéran, Les Vandales et la chute de Carthage, in C. Briand-Ponsart e S. Crogiez (a cura di), L'Afrique du Nord antique et médiévale, Publications de l'université de Rouen, 2002,  pp. 112 e 128, ISBN 2877753255.
30. ↑  (FR) C. Hugoniot, Les spectacles dans le royaume vandale, in Thelamon Françoise, Les jeux et les spectacles dans l'Empire romain tardif et dans les royaumes barbares, Publications des universités de Rouen et du Havre, 2008,  p. 214, ISBN 2877757390.
31. 1 2 3  Kyle 1998, p. 80.
32. ↑  Futrell 2006, p. 43.
33. ↑  Wiedemann 1992, pp. 440–446.
34. ↑  Kyle 2007, p. 313.
35. ↑  (LA) Giuseppe Flavio, La guerra giudaica,  p. 6.418, 7.37–40.
36. ↑  Kyle 1998, p. 93.
37. ↑  Futrell 2006, pp. 120–125.
38. ↑  Futrell 2006, pp. 103 e 124.
39. ↑  Petronio, 45.
40. ↑  Futrell 2006, p. 129.
41. ↑  Cassio Dione.
42. ↑  Svetonio, Tiberio 7.
43. ↑  Svetonio, Nerone 30.
44. ↑   L'equipaggiamento dei gladiatori, su romanoimpero.com.
45. ↑  Futrell 2006, pp. 153–156.
46. 1 2  Jacobelli 2003, p. 17.
47. ↑  Wiedemann 1992, p. 112.
48. ↑  Cassio Dione, 62.3.1.
49. ↑  Giovenale, 1.22-1.23.
50. 1 2 3 4 5  Jacobelli 2003, p. 18.
51. ↑  Petronio, 45.7.
52. ↑  Brunet 2014, p. 480.
53. ↑  Cassio Dione, 67.8.
54. ↑  Svetonio, Domiziano 4.2.
55. ↑  (LA) Publio Papinio Stazio, Silvae, 93 d.C.,  p. 1.8.51–1.8.56..
56. 1 2 3  Potter 2010, p. 408.
57. 1 2  Futrell 2006, p. 158.
58. 1 2  Potter 2010, p. 407.
59. ↑  Cassio Dione, 75.16.
60. ↑  Barton 1993, p. 66.
61. ↑  Fox 2006, p. 576.
62. ↑  Historia Augusta, Vita di Marco Aurelio, 19.
63. 1 2  Cassio Dione, Commodo 73 (epitome).
64. ↑  (EN) Toner J, The day Commodus killed a rhino : Understanding the Roman Games, 2015.
65. ↑  Gibbon-Womersley 2000, p. 118.
66. ↑  (LA) Erodiano, Storia dell'impero romano dalla morte di Marco Aurelio, I,  p. i.
67. ↑  (EN) Gibbon E, 4, in Decline and Fall of the Roman Empire, vol. 1.
68. ↑  (LA) Appiano, Bellum civile,  p. 1.117.
69. ↑  (LA) Floro, Epitome,  p. 2.8.20.
70. 1 2  Marziale2, 29.
71. ↑  Futrell 2006, pp. 85, 101, 110.
72. ↑  Plinio, 19.23–25.
73. 1 2  (EN) Coleman K, Gladiators: Heroes of the Roman Amphitheatre, BBC, 2011.
74. 1 2 3  Potter e Mattingly 1999, p. 313.
75. ↑  Futrell 2006, p. 86.
76. ↑  Welch 2007, p. 23.
77. ↑  Futrell 2006, p. 84.
78. ↑  Futrell 2006, p. 85.
79. ↑  Futrell 2006, p. 88.
80. ↑  Futrell 2006, p. 91.
81. ↑  Marziale, 5, 7, 21, 25.
82. ↑  Futrell 2006, pp. 94–95.
83. ↑  Wisdom 2001, p. 18 (tav).
84. ↑  Futrell 2006, pp. 99–100.
85. ↑  Wiedemann 1992, p. 14.
86. 1 2   Carcopino J, La vita quotidiana a Roma, Laterza, 1971,  pp. 280–283.
87. ↑  Cassio Dione, 71.29.4.
88. ↑  (FR) Collart, Bulletin de correspondance hellénique, 1928,  p. 97.
89. ↑  Svetonio, Claudio 21.
90. ↑   Carro D, Morituri te salutant, in Voce Romana, n. 28, luglio-agosto 2014,  pp. 6–7.
91. ↑  Kyle 2007, pp. 313–314.
92. ↑  Dunkle 2013, pp. 69–71.
93. ↑  Dunkle 2013, pp. 70–71.
94. 1 2  Fagan 2011, pp. 217–218, 273, 277.
95. 1 2 3  Futrell 2006, p. 101.
96. ↑  Wiedemann 1992, pp. 15–16.
97. ↑  Wiedemann 1992, p. 15.
98. ↑   Kraus T e Matt L : von, Pompei e Ercolano, rist, Silvana Editoriale, 1985,  p. fig. 53.
99. ↑  Kyle 2007, p. 112.
100. ↑  Robert 1940.
101. ↑  Jacobelli 2003, p. 25.
102. ↑  Futrell 2006, p. 141.
103. ↑  (EN) Carter JM, Gladiatorial Combat: The Rules of Engagement, in The Classical Journal, vol. 102, dicembre-gennaio 2006/2007,  p. 101.
104. ↑   Postinghel P e Abbate P, Roma, Tecniche Nuove, 2004,  p. 62.
105. ↑  Augenti 2001, p. 19.
106. ↑  Futrell 2006, pp. 144–145.
107. ↑  Svetonio, Augusto 45.
108. ↑  Svetonio, Caligola 30.
109. ↑  Svetonio, Claudio 34.
110. ↑  Futrell 2006, p. 85.
111. ↑  Futrell 2006, p. 102.
112. 1 2 3  (EN) Barton CA, The Scandal of the Arena, in Representations, n. 27, 1989,  pp. 27, 28, nota 33.
113. ↑  Giovenale, 3.35-37.
114. ↑  Cit. in  Migne JP, Patrologia Latina (PDF),  p. 864 (titolo).
115. ↑  Plinio, 28.2 : «pollices, cum faveamus, premere etiam proverbio iubemur».
116. 1 2  (EN) Pollice Verso, in American Journal of Philology, vol. 13, n. 2, 1892,  pp. 213–225.
117. ↑   Mitchinson J, Il libro dell'ignoranza, Einaudi, 2007,  p. 70.
118. ↑  Paolucci 2003, p. 27.
119. ↑  Vocabolario della lingua italiana Treccani alla voce "Pollice verso"
120. ↑  Futrell 2006, p. 140.
121. ↑  Wiedemann 1992, pp. 38–39.
122. ↑  Edwards 2007, pp. 66–67.
123. ↑  Curry 2008.
124. ↑  Augenti 2001, p. 20.
125. ↑  Grossschmidt & Kanz 2006, pp. 207–216.
126. ↑  Kyle 1998, pp. 128–159.
127. 1 2  (EN) Hope V, Fighting for identity: The funerary commemoration of Italian gladiators, in Bulletin of the Institute of Classical Studies, 44 - fascicolo S73, gennaio 2000,  pp. 93–113.
128. ↑  Futrell 2006, p. 149.
129. ↑  (EN) Hornum MB, Nemesis, the Roman state and the games, Brill, 1993.
130. ↑  (LA) Orazio, Epistole, vol. 1,  p. 1.4-5.
131. ↑  Tertulliano, 12.7.
132. ↑  Apuleio, III, 17.5.
133. 1 2 3  Futrell 2006, p. 144.
134. ↑  Junkelmann 2000, p. 145.
135. ↑  Hopkins-Beard 2005, pp. 92–94.
136. ↑   I gladiatori (archiviato dall'url originale il 17 aprile 2008).
137. 1 2  Kyle 2007, p. 238.
138. 1 2  Futrell 2006, pp. 85 e 149.
139. ↑  Auguet 1994, p. 31.
140. ↑  Ulpiano, Editti.
141. ↑  Futrell 2006, pp. 137–138.
142. ↑  Digesto, 3.1.1.6.
143. ↑  (LA) Cicerone, Ad Atticum,  p. 10.
144. ↑  Kyle 2007, pp. 285–287, 312.
145. ↑  (LA) Cicerone, III, 14, in Ad Atticum.
146. ↑  Golvin 1990, p. 116.
147. ↑  Futrell 2006, pp. 148–149.
148. ↑  Gilbert 2013, p. 25.
149. ↑  Giovenale, 6 [Oxford Frammento 7.13].
150. ↑  Futrell 2006, p. 142.
151. ↑  Svetonio, Caligola, 20.
152. ↑  Futrell 2006, p. 103.
153. ↑  Petronio, XLV, 133.
154. ↑  Jones 1987, pp. 139–155.
155. ↑  Petronio, CXVII.
156. ↑  Futrell 2006, pp. 141–142.
157. ↑  Carter 2004, pp. 41–68.
158. ↑  (EN) Nutton V, The Chronology of Galen's Early Career, in Classical Quarterly, n. 23, 1973,  pp. 158–171.
159. ↑  (FR) Boudon-Millot V e Gourevitch D, Galien, médecin des gladiateurs à Pergame, in Au temps de Galien : Un médecin grec dans l'empire romain, Parigi, Somogy éditions d'art, 2018,  pp. 35–37, ISBN 978-2-7572-1398-8.
160. 1 2  (FR) Nutton V, La médecine antique, traduzione di Hasnaoui A, Parigi, Les Belles Lettres, 2016,  pp. 196 e 305, ISBN 978-2-251-38135-0.
161. ↑  (LA) Tacito, Historiae, vol. 2,  p. 88.2-3.
162. ↑  Giovenale, 11.20.
163. ↑  (EN) Longo UG [et al.], The Best Athletes in Ancient Rome were Vegetarian!, in Journal of Sports Science & Medicine, vol. 7, 1º dicembre 2008,  p. 565, ISSN 1303-2968 (WC · ACNP), PMC 3761927, PMID 24137094.
164. ↑  (EN) Kanz F [et al.], Stable Isotope and Trace Element Studies on Gladiators and Contemporary Romans from Ephesus (Turkey, 2nd and 3rd Ct. AD) – Implications for Differences in Diet, in PLOS ONE, vol. 9, Bibcode:2014PLoSO...9k0489L, DOI:10.1371/journal.pone.0110489, ISSN 1932-6203 (WC · ACNP), PMC 4198250, PMID 25333366.
165. ↑  (EL) Suda - Lexicon, graece et latine, II, Halle e Brunswick, 1705,  p. 573.
166. ↑   Romano Impero.com.
167. ↑  (EN) Follain J, The dying game: How did the gladiators really live?, su Times Online, 15 dicembre 2002. URL consultato il 24 marzo 2009 (archiviato dall'url originale il 29 aprile 2011).
168. ↑  Borkowski-Plessis 2005, p. 80.
169. ↑  Digesto, 28.3.6.5–6 e 48.19.8.11–12.
170. ↑  Futrell 2006, p. 123.
171. ↑  (LA) Ulpiano, De officio proconsulis libri x, vol. 8,  p. 11.7.
172. 1 2 3  Brown 1992, p. 185.
173. ↑  Borkowski-Plessis 2005, p. 81.
174. ↑  Coleman 1990, p. 46.
175. ↑  Wiedemann 1992, pp. 40–46.
176. ↑  Apuleio, 4.13.
177. ↑  Coleman 1990, p. 71.
178. ↑  Mouritsen 2001, p. 82.
179. ↑  Futrell 2006, p. 136.
180. ↑  Marziale, 5.24.
181. ↑  Welch 2007, p. 197.
182. 1 2  Potter e Mattingly 1999, p. 226.
183. ↑  Plinio, 36.117.
184. ↑  Plinio, 36.113-115.
185. ↑  Cassio Dione, 51 e 23.1.
186. 1 2  Svetonio, Caligola.
187. ↑  Guidi 2006, p. 43.
188. ↑  Mattern 2002, pp. 151–152.
189. ↑  Paolucci 2003, p. 53.
190. ↑  Paolucci 2003, p. 52.
191. ↑  Brown 1992, pp. 184–185.
192. ↑  Futrell 2006, pp. 37–42, 105.
193. 1 2  Kyle 1998, p. 3.
194. 1 2  Futrell 2006, p. 105.
195. ↑  Marziale, 14 e 213.
196. ↑  Futrell 2006, pp. 96, 104–105.
197. ↑  Kyle 1998, p. 111.
198. ↑  Baldson 1974, pp. 314–319.
199. ↑  Futrell 2006, pp. 107–108.
200. ↑  (EN) Cooley AE e Cooley MGL, Pompeii, A Sourcebook, Routledge, 2004,  p. 218.
201. ↑  Wiedemann 1992, pp. 11–12.
202. ↑  Livio, 45.32-33.
203. ↑  Edwards 2007, pp. 19–45.
204. ↑  Welch 2007, p. 17.
205. ↑  Wiedemann 1992, pp. 6–7.
206. ↑  Wiedemann 1992, p. 45.
207. ↑  Mattern 2002, pp. 126–128.
208. ↑  Tacito, 1.17.
209. 1 2  Mattern 2002, p. 87.
210. ↑  Cassio Dione, 72, 73.2.3.
211. ↑  (LA) Cicerone, Epistulae ad familiares,  p. 2.3.
212. ↑  Futrell 2006, p. 16.
213. ↑  (LA) Cicerone, Tusculanae disputationes,  p. 2.41.
214. ↑  Barton 1993, p. 39.
215. ↑  (LA) Lucio Anneo Seneca il Vecchio, Suasoriæ,  p. 6.17.
216. ↑  (LA) Silio Italico, Punica,  p. 11.51. - cit. in Welch 2007, p. 3.
217. ↑  Futrell 2006, p. 4.
218. ↑  Cassio Dione, 43.24.
219. ↑  Barton 1993, p. 16.
220. ↑  Futrell 2006, p. 154.
221. ↑  (EL) Luciano di Samosata, Τόξαρις ἢ Φιλία [Toxaris sive Amicitia],  pp. 58–59.
222. ↑  Kyle 1998, p. 85.
223. ↑  Futrell 2006, p. 146.
224. ↑  CIL, IV.4342.
225. ↑  CIL, IV.4345.
226. ↑   Angela A, Amore e Sesso nell'Antica Roma, Milano, Mondadori, 2012,  p. 186.
227. ↑  Plinio, 28.2.
228. ↑   Atti e memorie, Accademia di storia dell'arte sanitaria, Istituto storico italiano dell'arte sanitaria, 1964,  p. 183.
229. ↑   Vismara C, Il Supplizio come spettacolo, Quasar, 1990,  p. 74.
230. ↑  (LA) Servio Mauro Onorato, Commentari all'Eneide di Virgilio,  p. 10.519.
231. ↑  Tertulliano, 11.
232. ↑  Welch 2007, p. 2.
233. ↑  Brown 1992, p. 181.
234. ↑  (FR) Gusdorf G, Fondements du savoir romantique, Payot, 1982,  p. 256.
235. ↑  (FR) Feugère M, Les Gladiateurs : Lattes, Musée archéologique Henri-Prades, 26 maggio-4 luglio 1987,  p. 20.
236. ↑  (FR) Baecque A de, L'imaginaire historique du péplum hollywoodien contemporain, in Le Débat, n. 177, 2013,  p. 75, DOI:10.3917/deba.177.0072).

### Fonti primarie

#### Archivio
- (LA) Accademia delle scienze di Berlino (a cura di), Corpus Inscriptionum Latinarum, 1847-....
- (EN) J.A. Borkowski e P.J. du Plessis, Textbook on Roman Law, Oxford, United Kingdom, Oxford University Press, 2005, ISBN 0-19-927607-2.
- (LA) Giustiniano [et al.] (a cura di), Digesto, Costantinopoli, 533 d.C. - editio princeps (LA) Digestum infortiatum, Roma, Vito Puecher, 1475.
- (LA) Paulus Jonas Meier (a cura di), De gladiatura romana quaestiones selectae, Bonn, 1881.
- (LA) Eva Margareta Steinby (a cura di), Lexicon Topographicum Urbis Romae, 5 v., Roma, 1996.

#### Autori latini e greci
- (LA) Apuleio, Le metamorfosi, II secolo.
- (GRC) Cassio Dione Cocceiano, Romaiká, III secolo.
- (LA) Decimo Giunio Giovenale, Satire, post 127 d.C.
- (LA) Tito Livio, Ab Urbe condita libri, 27 a.C.-14 d.C.
- (LA) Marco Valerio Marziale, Liber de spectaculis, 80 d.C.
- (LA) Marco Valerio Marziale, Epigrammi, 86-102 d.C..
- (LA) Valerio Massimo, Factorum et dictorum memorabilium libri IX, 31 d.C..
- (LA) Petronio, Satyricon, 60 d.C.
- (LA) Plinio il Vecchio, Naturalis historia, 77-78 d.C.
- (GRC) Polibio, Storie, II secolo a.C.
- (LA) Gaio Svetonio Tranquillo, Vite dei Cesari, 119-122 d.C.
- (LA) Publio Cornelio Tacito, Annales, 114-120 d.C.
- (LA) Quinto Settimio Fiorente Tertulliano, De spectaculis, pre-206 d.C.
- (LA) Publio Vegezio Renato, Epitoma rei militaris, IV-V secolo.

### Fonti secondarie

#### In italiano
- Domenico Augenti, Spettacoli del Colosseo: nelle cronache degli antichi, Roma, L'erma di Bretschneider, 2001.
- Luca Fezzi Marco Rocco, Morituri : La vera storia dei gladiatori, Garzanti, 2024, ISBN 88-11-01248-1.
- Federica Guidi, Morte nell'arena : Storia e leggenda dei gladiatori, Mondatori, 2006, ISBN 88-04-55132-1.
- Luciana Jacobelli, Gladiatori a Pompei, Roma, L'"Erma" di Bretschneider, 2003, ISBN 88-8265-215-7.
- Fik Meijer, Un giorno al Colosseo : il mondo dei gladiatori, Laterza, 2006, ISBN 88-420-8158-2.
- Konstantin Nossov, Gladiatori: Sangue e spettacolo nell’antica Roma, Gorizia, 2010  [2005].
- Fabrizio Paolucci, Gladiatori : I dannati dello spettacolo, Giunti, 2003.

#### Altre lingue
- (EN) R. Auguet, Cruelty and Civilization: The Roman Games, New York, Routledge, 1994, ISBN 0-415-10452-1.
- (EN) G. Bagnani, Encolpius Gladiator Obscenus, in Classical Philology, vol. 51, n. 1, gennaio 1956,  pp. 24–27, DOI:10.1086/363980.
- (EN) Balsdon JPVD, Life and Leisure in Ancient Rome, Bodley Head, 1974.
- (EN) Barton CA, The Sorrows of the Ancient Romans: The Gladiator and the Monster, Princeton University Press, 1993, ISBN 0-691-05696-X.
- (EN) Borkowski JA e du Plessis PJ, Textbook on Roman Law[collegamento interrotto], Oxford, United Kingdom, Oxford University Press, 2005, ISBN 0-19-927607-2.
- (EN) Brown S, Death as Decoration: Scenes of the Arena on Roman Domestic Mosaics, in Richlin A (a cura di), Pornography and Representation in Greece and Rome, Oxford University Press, 1992, ISBN 0-19-506723-1.
- (EN) Brunet S, Women with swords: female gladiators in the Roman world, in Paul Christesen e Donald G. Kyle (a cura di), A Companion to Sport and Spectacle in Greek and Roman Antiquity, Chichester, Wiley Blackwell, 2014,  pp. 478–491, DOI:10.1002/9781118609965, ISBN 9781444339529.
- (EN) Carter M, Archiereis and Asiarchs: A Gladiatorial Perspective (PDF), in Greek, Roman and Byzantine Studies, vol. 44, 2004,  pp. 41–68 (archiviato dall'url originale il 26 febbraio 2009).
- (EN) K.M. Coleman, Fatal Charades: Roman Executions Staged as Mythological Enactments, in The Journal of Roman Studies, vol. 80, 1990,  pp. 44–73, DOI:10.2307/300280, JSTOR 300280.
- (EN) Curry A, The Gladiator Diet, in Archaeology, vol. 61, n. 6, novembre–dicembre 2008. URL consultato il 21 marzo 2009.
- (DE) Drexel F, XVII, Kostüm und Bewaffnung der Gladiatoren, in Friedländere Darstellungen aus der Sittengeschichte Roms, IV, 10ª ed., 1921,  pp. 258–268.
- (EN) Edwards C, Death in Ancient Rome, Yale University Press, 2007, ISBN 978-0-300-11208-5.
- (EN) Everitt A, Cicero: The Life and Times of Rome's Greatest Politician, New York, Random House, 2001, ISBN 0-375-50746-9.
- (EN) Fagan GG, The Lure of the Arena: Social Psychology and the Crowd at the Roman Games, Cambridge University Press, 2011.
- (EN) Robin Lane Fox, The Classical World: An Epic History from Homer to Hadrian, New York, Basic Books, 2006, ISBN 0-465-02496-3.
- (EN) Futrell A, A Sourcebook on the Roman Games, Oxford, United Kingdom, Blackwell Publishing, 2006, ISBN 1-4051-1568-8.
- (FR) F. Gilbert, Devenir gladiateur : La vie quotidienne à l'école de la mort, Lacapelle-Marival, Editions Archéologie nouvelle, 2013, ISBN 979-10-91458-07-8.
- (EN) E. Gibbon e Womersley D, The History of the Decline and Fall of the Roman Empire, New York, Penguin, 2000, ISBN 0-14-043764-9.
- (FR) J.C. Golvin e Landes C, Amphithéâtres & gladiateurs, Presses du CNRS, 1990.
- (EN) M. Grant, Gladiators, Londra, Penguin Books, 2000, ISBN 0-14-029934-3.
- (EN) K. Grossschmidt e Kanz F, Head Injuries of Roman Gladiators, in Forensic Science International, vol. 160, 2–3, Vienna, Center of Anatomy and Cell-biology, Medical University of Vienna and Austrian Archaeological Institute, luglio 2006,  pp. 207–216, DOI:10.1016/j.forsciint.2005.10.010, PMID 16289900.
- (EN) Hopkins K e Beard M, The Colosseum, Cambridge, Massachusetts, Harvard University Press, 2005, ISBN 0-674-01895-8.
- (EN) Jones CP, "Stigma": Tattooing and Branding in Graeco-Roman Antiquity, in Journal of Roman Studies, vol. 77, 1987,  pp. 139–155, DOI:10.2307/300578, JSTOR 300578.
- (DE) Junkelmann M, Das Spiel mit dem Tod: So Kämpften Roms Gladiatoren, Magonza, Verlag Philipp von Zabern, 2000, ISBN 3-8053-2563-0.
- (EN) E. Köhne, Ewigleben C e Jackson R, Gladiators and Caesars: The Power of Spectacle in Ancient Rome, Berkeley and Los Angeles, University of California Press, 2000, ISBN 0-520-22798-0.
- (EN) D.G. Kyle, Spectacles of Death in Ancient Rome, Londra, Routledge, 1998, ISBN 0-415-09678-2.
- (EN) D.G. Kyle, Sport and Spectacle in the Ancient World, Oxford, Blackwell Publishing, 2007, ISBN 978-0-631-22970-4.
- (FR) J. Lafaye, Gladiator, in Dictionnaire des Antiquités Grecques et Romaines, II.2, Parigi, Librairie Hachette et c.ie, 1896,  pp. 1563–1599.
- (EN) S.P. Mattern, Rome and the Enemy: Imperial Strategy in the Principate, Berkeley, University of California Press, 2002, ISBN 0-520-23683-1.
- (EN) F. Millar, The Crowd in Rome in the Late Republic, Ann Arbor, University of Michigan Press, 1998, ISBN 0-472-10892-1.
- (EN) H. Mouritsen, Plebs and Politics in the Late Roman Republic, Cambridge, Cambridge University Press, 2001, ISBN 0-521-79100-6.
- (EN) K. Nossov, Gladiators: History, Types, Armament, Organisation of Spectacles, Sankt-Peterburg, 2005.
- (EN) C. Osiek, The Self-Defining Praxis of the Developing Ecclesia, in M. Mitchell e F.M. Young (a cura di), Origins to Constantine, The Cambridge History of Christianity, vol. 1, Cambridge University Press, 2006,  pp. 274–292, ISBN 978-1-107-42361-9.
- (EN) D.S. Potter, A Companion to the Roman Empire, West Sussex, United Kingdom, Blackwell Publishing Limited (John Wiley and Sons), 2010, ISBN 978-1-4051-9918-6.
- (EN) D.S. Potter e D.J. Mattingly, Life, Death, and Entertainment in the Roman Empire, Ann Arbor, Michigan, University of Michigan Press, 1999, ISBN 0-472-10924-3.
- (FR) L. Robert, Les Gladiateurs dans l'Orient grec, Parigi, Champion, 1940.
- (FR) E. Teyssier, La mort en face : Le dossier gladiateurs, Actes Sud, 2009.
- (FR) E. Teyssier e Lopez B, Gladiateurs : Des sources à l'expérimentation, Éditions Errance, 2005.
- (EN) K.E. Welch, The Roman Amphitheatre: From Its Origins to the Colosseum, Cambridge University Press, 2007, ISBN 978-0-521-80944-3.
- (EN) T. Wiedemann, Emperors and Gladiators, Londra, Routledge, 1992, ISBN 0-415-12164-7.
- (EN) S. Wisdom e McBride A, Gladiators: 100 BC – AD 200, Oxford, Osprey Publishing, 2001, ISBN 1-84176-299-7.